# Église Saint-Martin de Villenave-d'Ornon
Pour les articles homonymes, voir Église Saint-Martin.
L'église Saint-Martin est une église catholique, classée par les Monuments historiques, située sur la commune de Villenave-d'Ornon, dans le département de la Gironde, en France.

## Localisation
L'église Saint-Martin se trouve au centre du vieux bourg de Villenave-d'Ornon.

## Historique
L'église, dédiée à saint Martin, a subi de nombreux remaniements depuis sa fondation au XIe siècle. La découverte d'un sarcophage dans le sol du chœur contenant un squelette possédant sur une de ses épaules une gourde et une coquille, lors des fouilles archéologiques en 1967, ainsi que la coquille qui est taillée au-dessus d'un bénitier situé dans le sanctuaire, permettent de confirmer que l'église était un relais sur les chemins de Saint-Jacques-de-Compostelle.
| - Vue de l'Ouest - Vue de Nord-Ouest |

| - Vue du Nord-Est - Vue de l'Est |

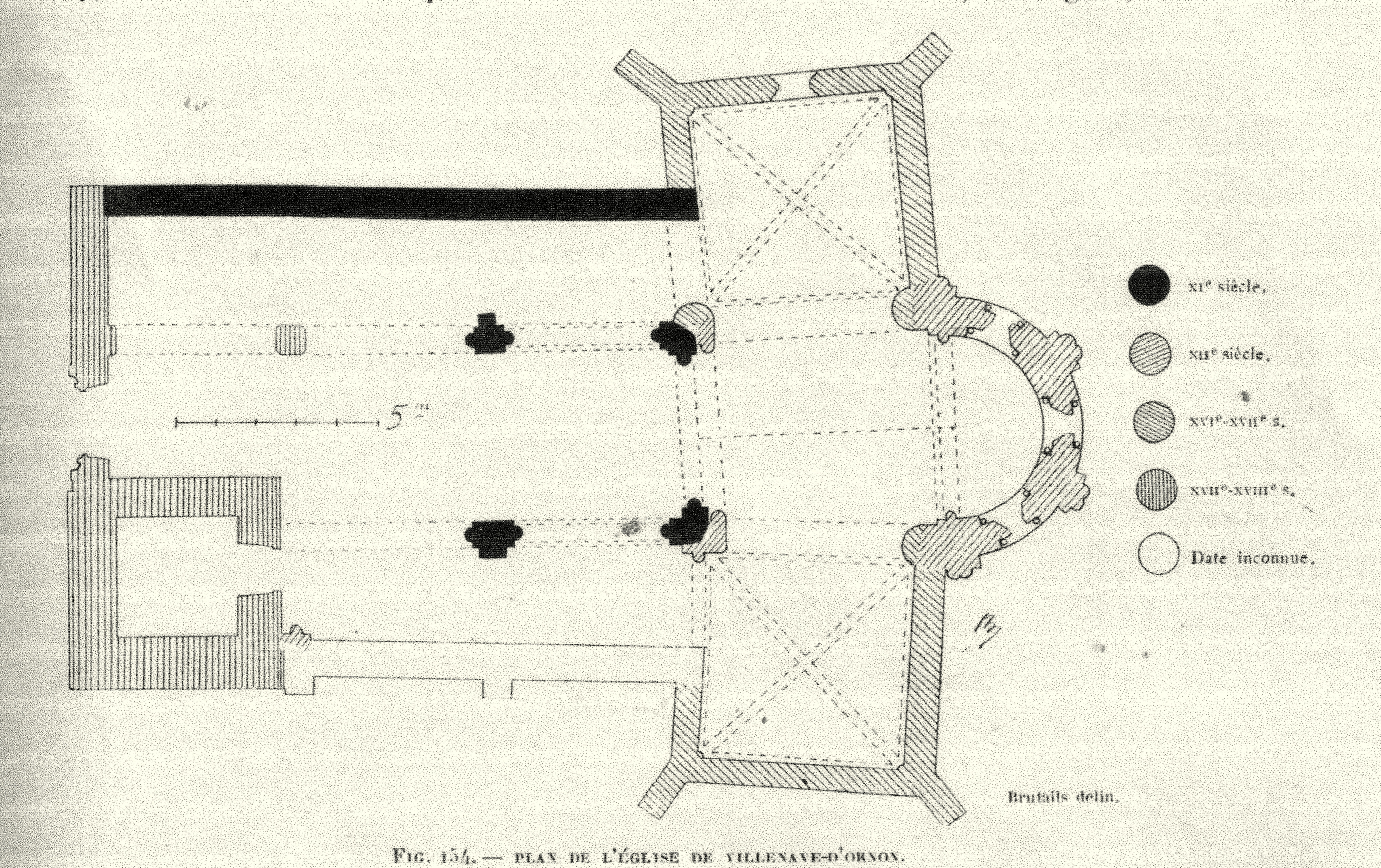
Plan de l'église (Brutails)

Aujourd'hui, l'église se compose d'une nef avec deux bas-côtés, de deux transepts et d'une abside en hémicycle. L'église du XIe siècle comportait une large nef charpentée à contreforts plats et ses collatéraux, séparés par deux files d'arcatures et, peut-être (les fouilles sont toujours à faire), un chevet à trois absides.
De l'église originelle, seuls subsistent les murs nord et sud, construits en moellons de petit appareil assez irrégulier et les deux premières travées de la nef, qui conservent des chapiteaux allongés aux angles abattus, dont le décor élémentaire de stries, de volutes simplifiées ou d'animaux affrontés est bien dans l'esprit du XIe siècle.
À la fin du XIIe siècle et au début du XIIIe siècle le chevet est modifié. L'abside principale en bel appareil régulier est voûtée en cul-de-four et le chœur en berceau brisé sur doubleaux.
Ces travaux s'appuient sur le mur où s'ouvre la grande arcade de communication entre l'abside et la nef.
Les chapiteaux du chœur ont été réalisés en même temps que les chapiteaux sculptés de l'abside.
Le transept actuel a été édifié à la fin de l'époque gothique (XIVe et XVe siècles) par l’adjonction des chapelles au nord (appelée dans un premier temps Saint-Michel, puis Saint-Jean dès 1866) et au sud (Notre-Dame). Le chœur et les deux chapelles sont voûtées sur croisées d'ogives au XVIe siècle.
Le clocher a été bâti au XVIIe siècle.
La chaire à prêcher et le pilier soutenant la tribune à l'ouest datent du XVIIIe siècle. La mise en place de la chaire a entrainé l'arasement du plus beau chapiteau figuré du XIe siècle.
La sacristie, plaquée contre le mur nord de la nef, date de la fin du XIXe siècle et remplace l'ancienne située à l'opposé, à côté de la porte de 1649.
Le porche accolé sur la façade occidentale, les nouvelles fenêtres percées dans le mur sud de la nef et de la chapelle Notre-Dame correspondent à des travaux exécutés au XIXe siècle.
En 1967, le chœur fut restauré et le dallage refait ; l'année suivante, vint la mise en place des vitraux. L'escalier et la chaire en pierre, situés contre le pilier sud près de l'autel furent supprimés. En 1970 la toiture fut remise en état et les voûtes du XIXe siècle furent abattues, laissant place à la charpente originelle.
L'abside a été classé au titre des monuments historiques en totalité par arrêté du 12 octobre 1920 et l'église en totalité, sauf pour l'abside, inscrite le 21 décembre 1925.

## L'intérieur
À l'ouest du bas-côté sud s'élève un clocher, sous lequel on pénètre par une petite porte en plein-cintre.
En comptant le clocher pour une travée, ce collatéral en a trois comme la nef et l'autre bas-côté. Le clocher est roman et il est assez probable que, primitivement, il faisait saillie sur la façade, car les deux travées occidentales de la nef et du collatéral nord, la porte, la fenêtre et les deux piliers sont beaucoup plus modernes. Il en est de même des arcs. Il semble certain que la façade romane ne s'étendait pas au-delà du mur oriental du clocher. Une colonne romane, à demi-engagée sur un pilastre s'élève au sud-ouest du collatéral sud.
L’abside principale est voûtée en cul-de-four et sa travée droite en berceau brisé sur doubleaux en appareil régulier, de plein cintre, légèrement outrepassé à doubles rouleaux. Les travaux s’appuient sur le mur où s’ouvre la grande arcade de communication entre l’abside et la nef.

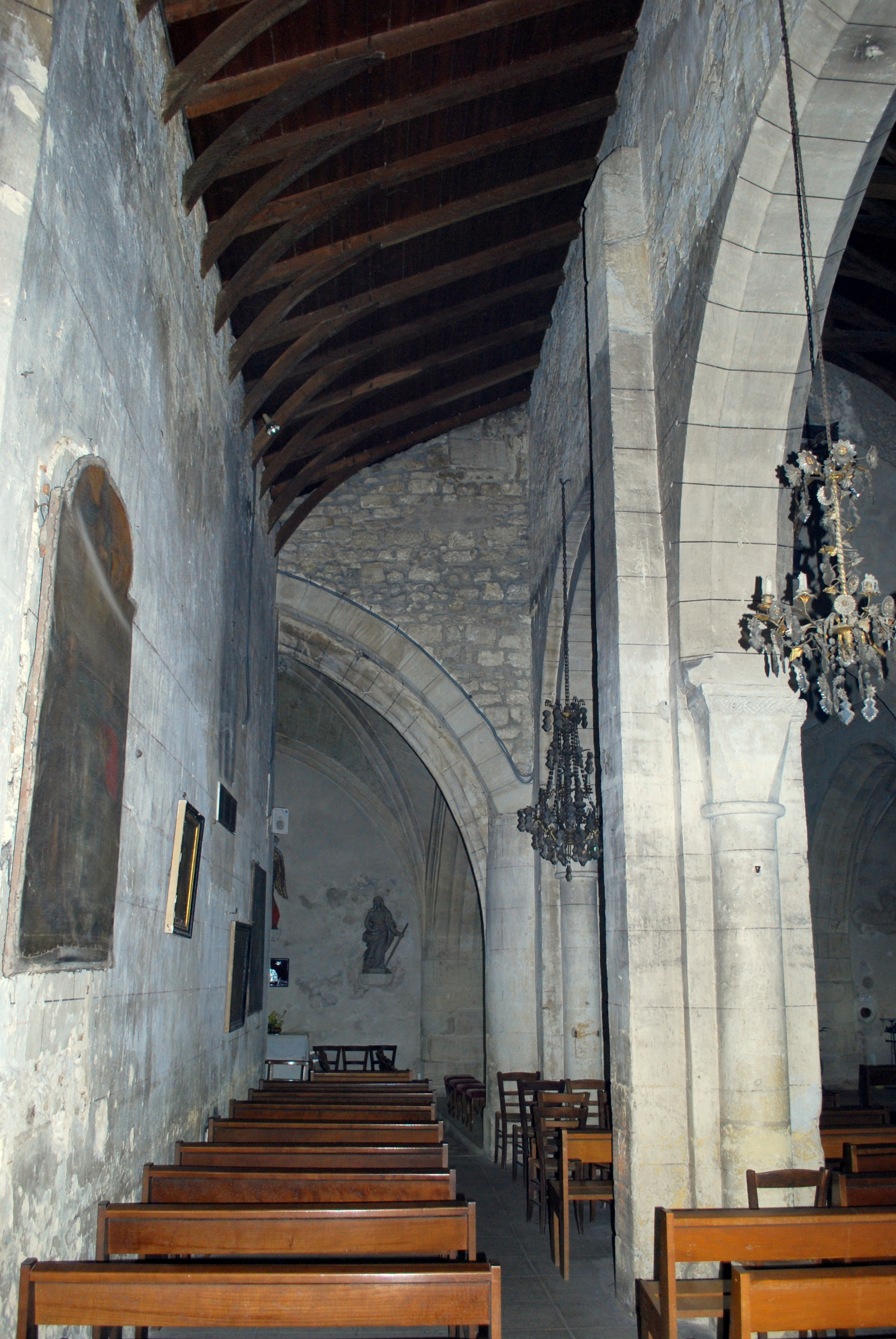
Bas-côté nord
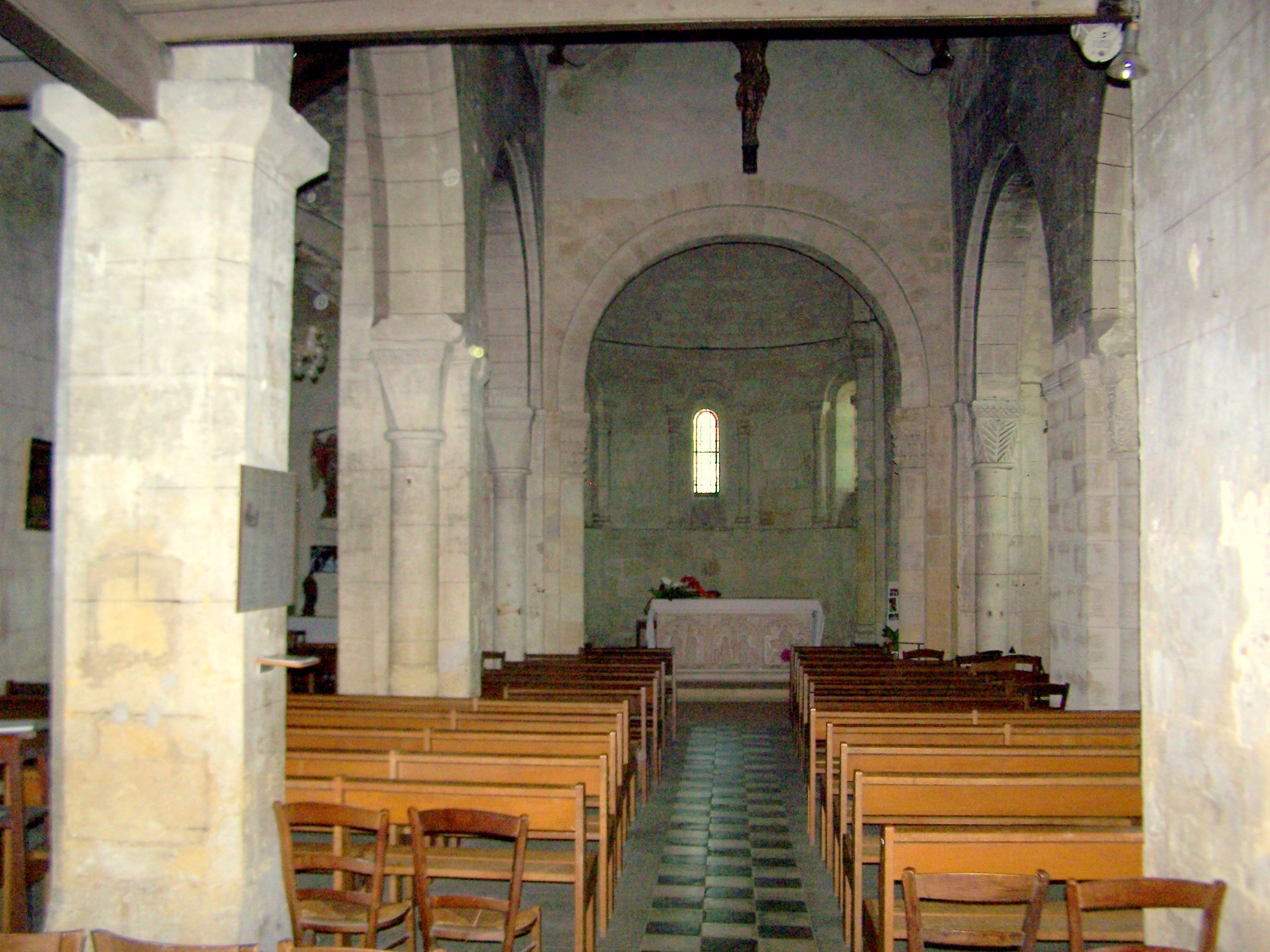
Nef
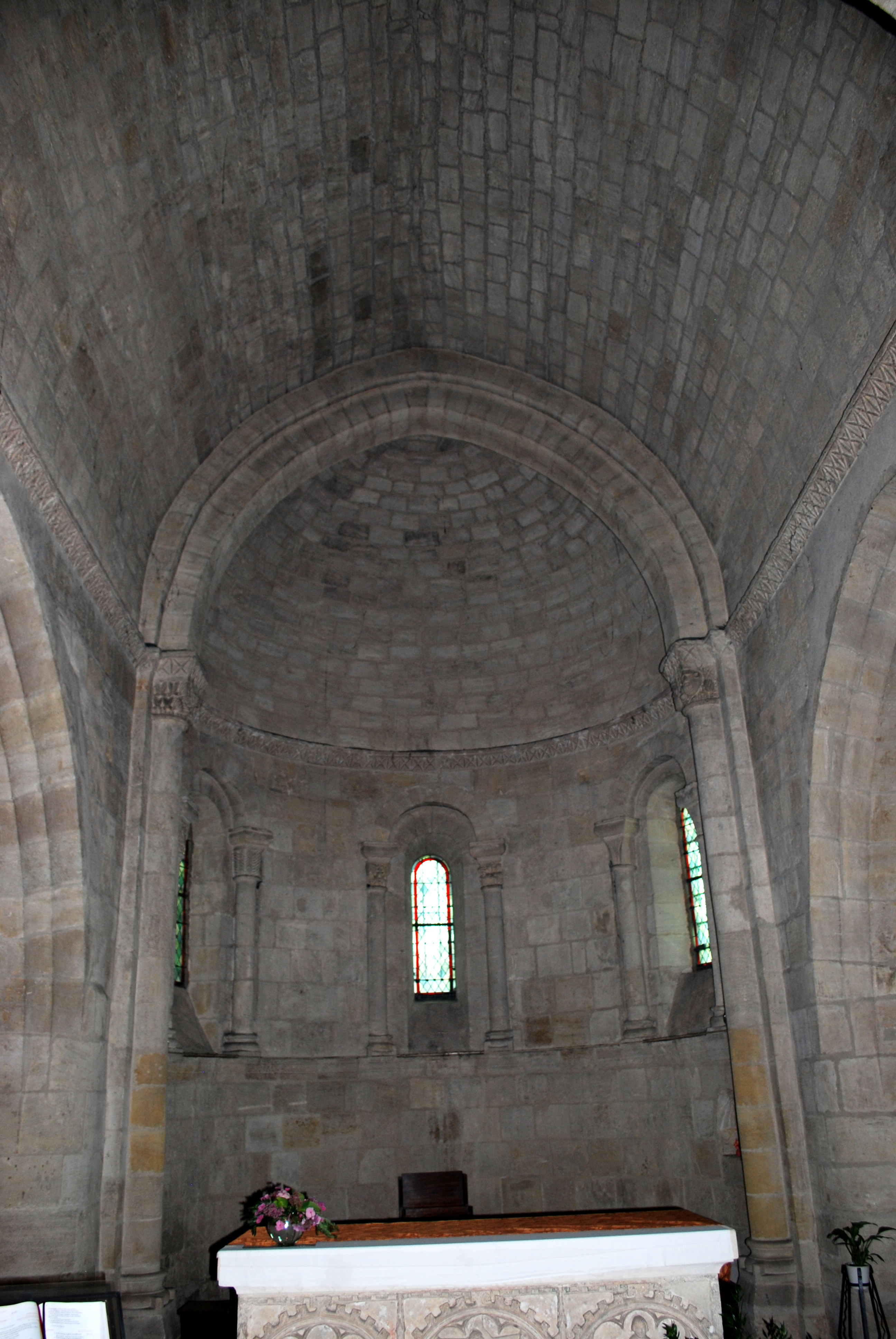
Voûtes de l'abside
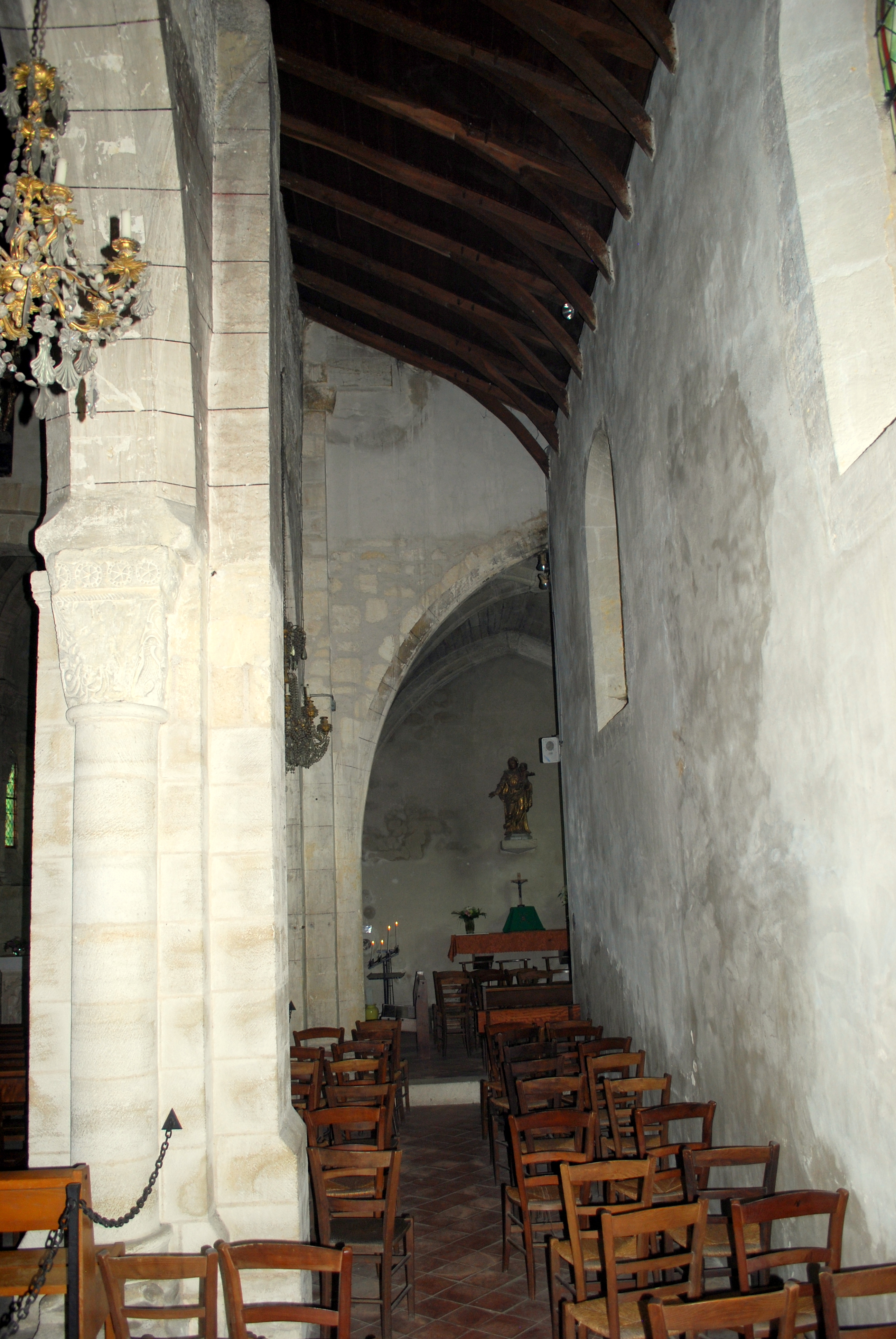
Bas-côté sud

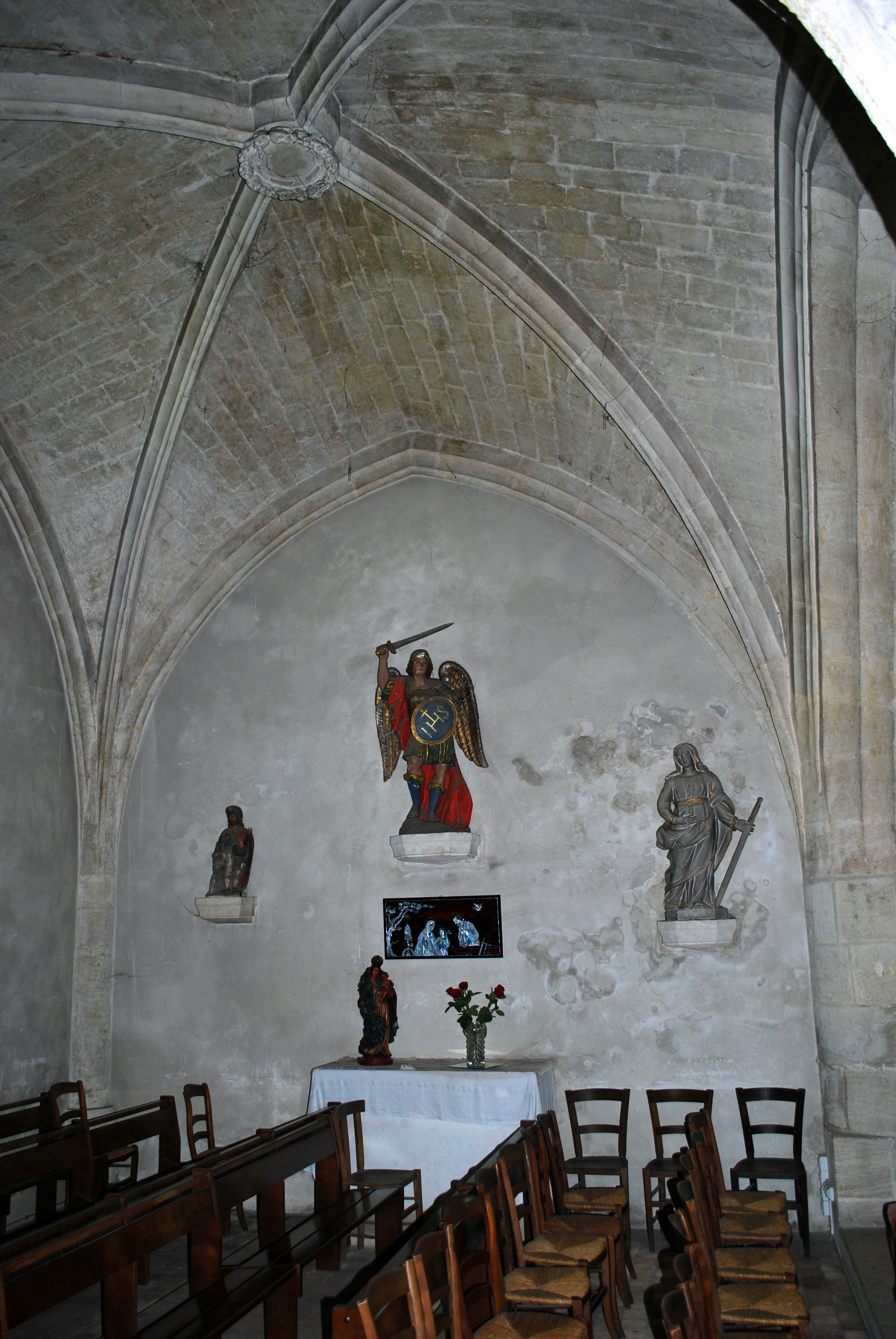
Chapelle Saint-Jean
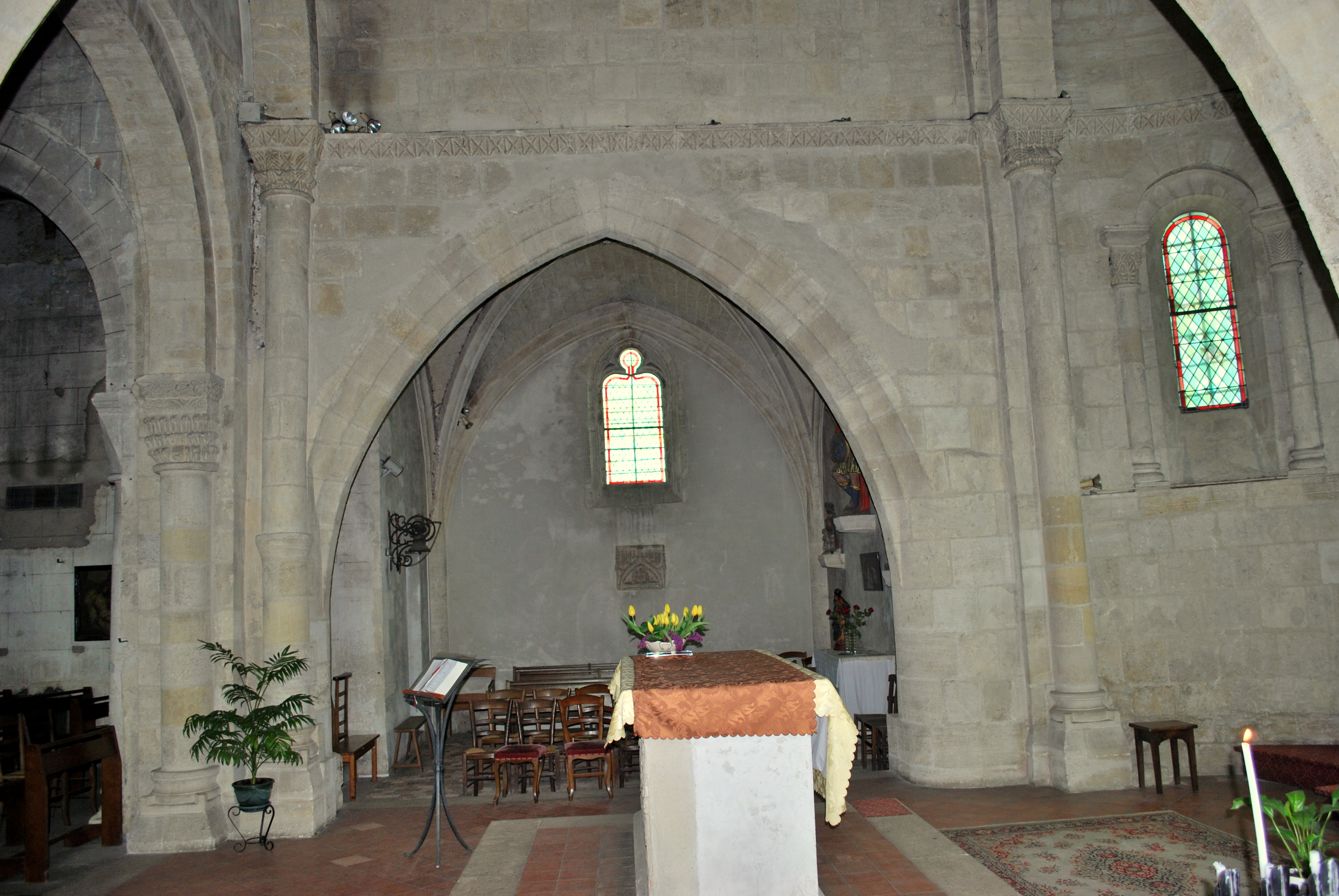
Transept nord
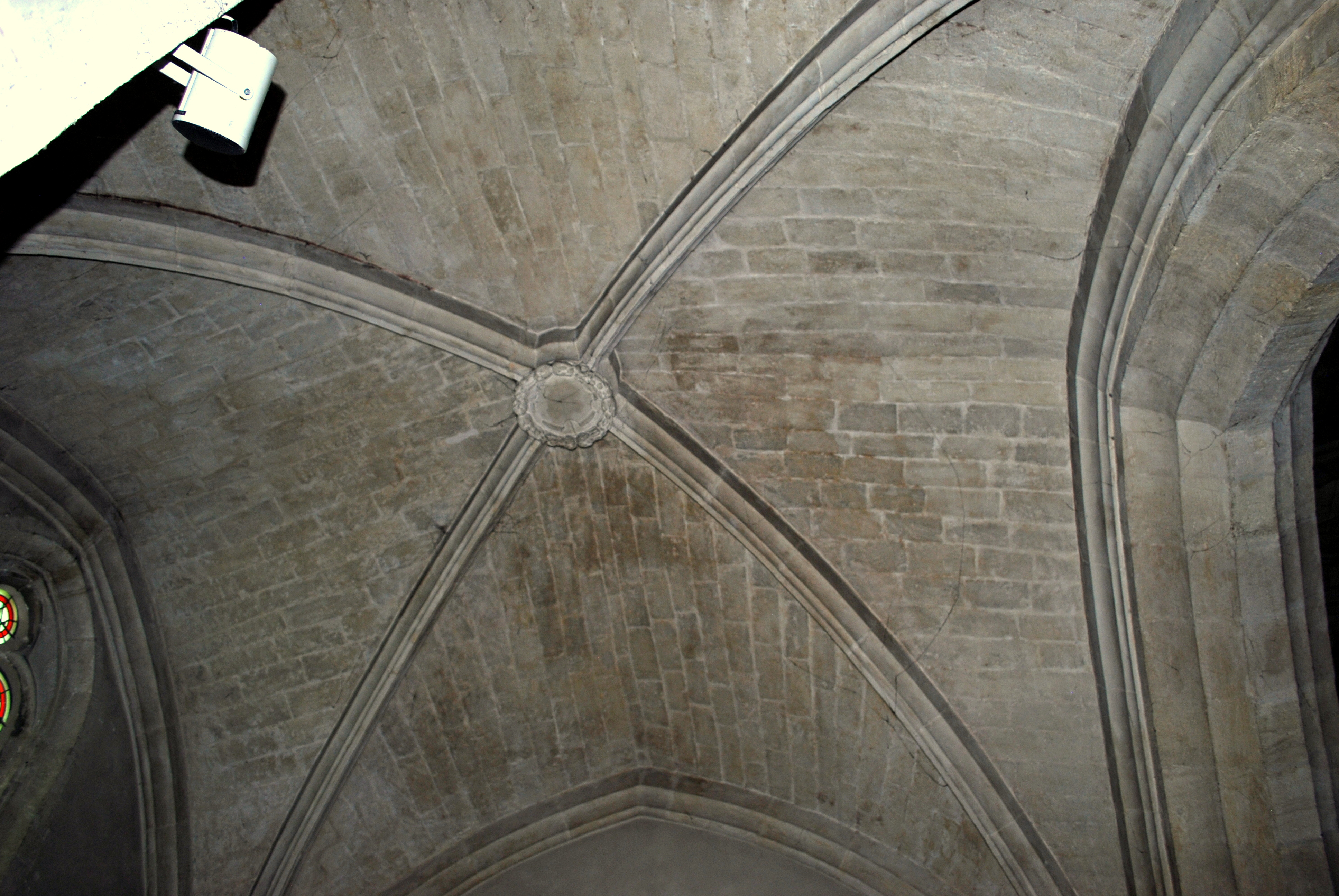
Voûte chapelle nord
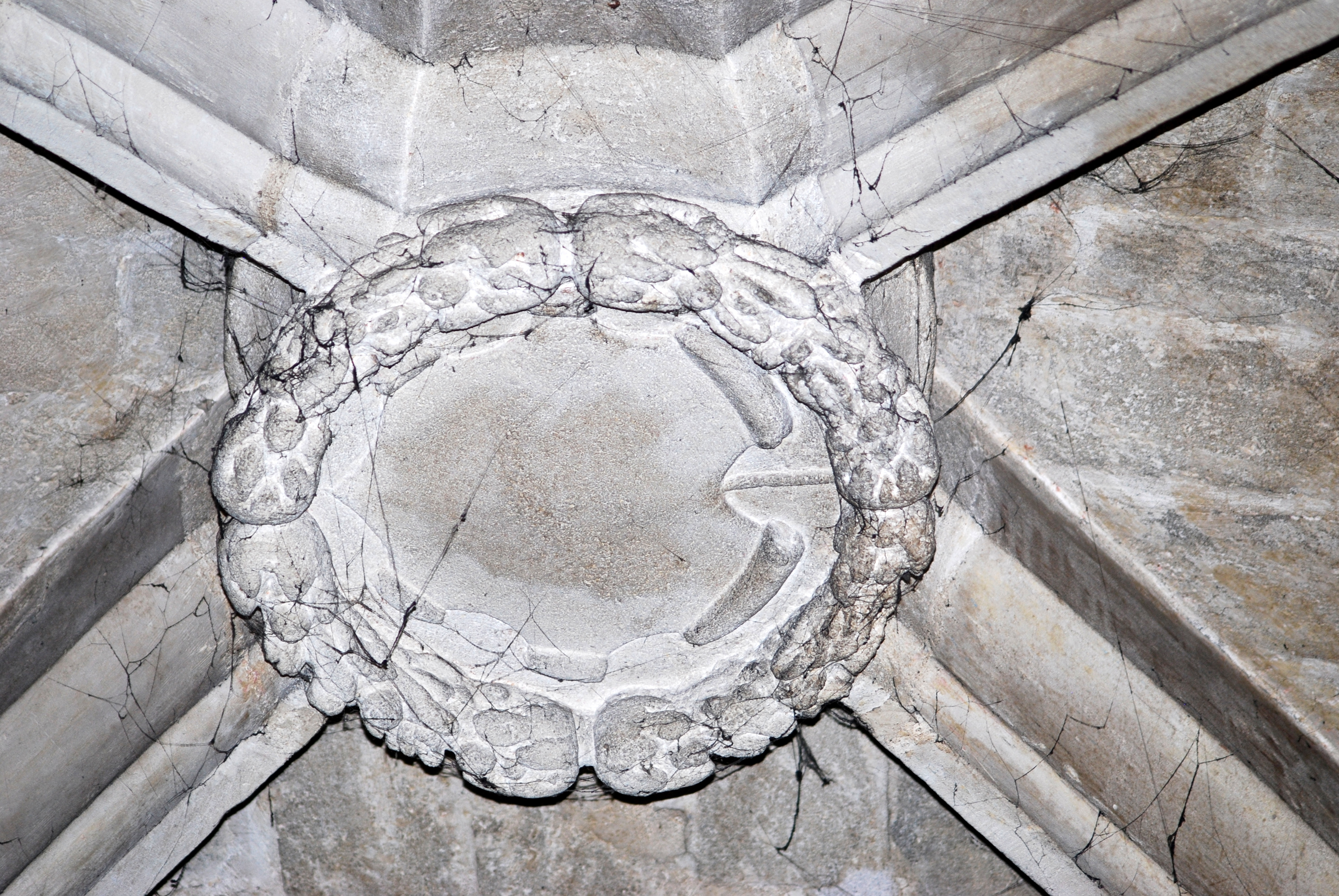
Clef de voûte

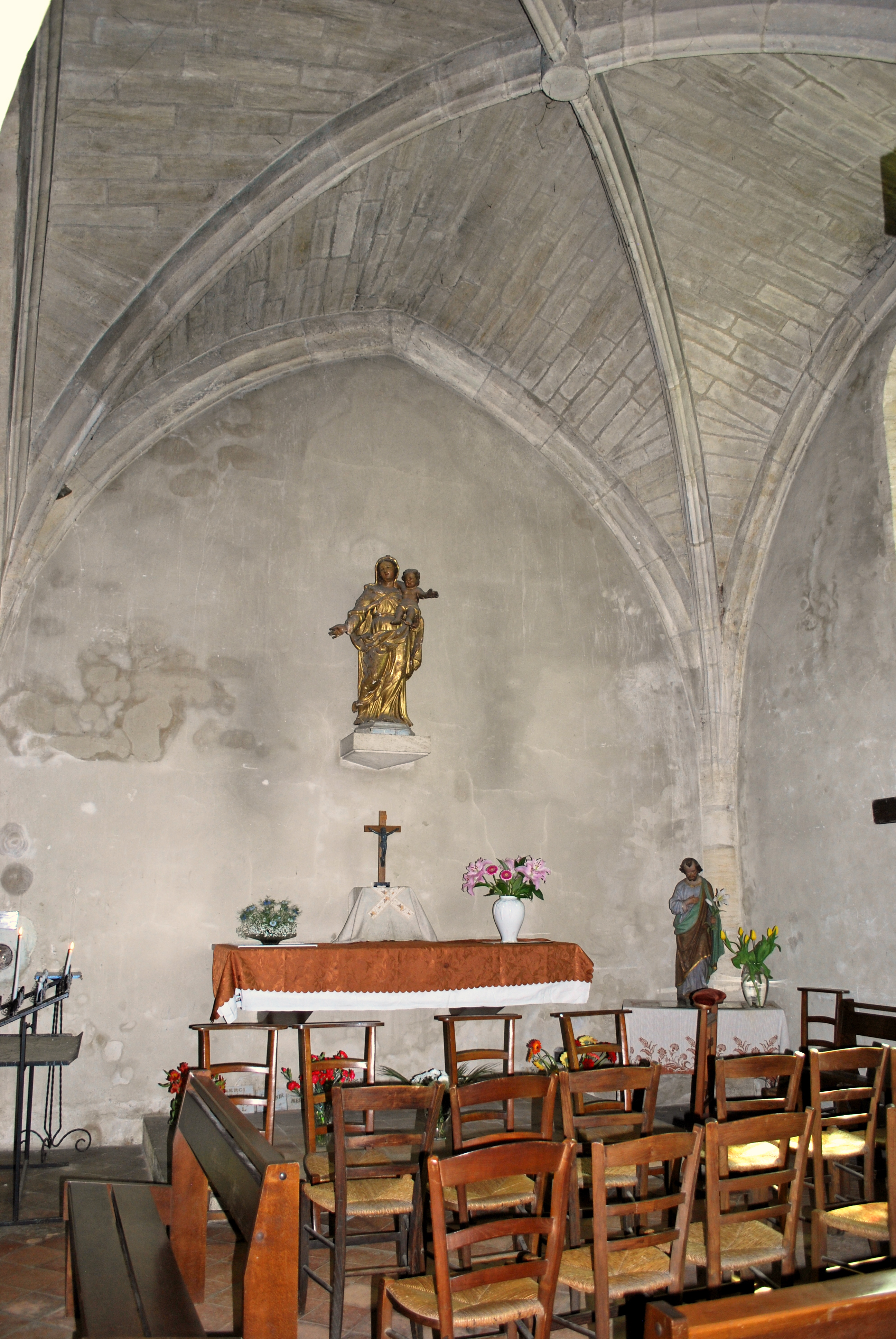
Chapelle Notre-Dame
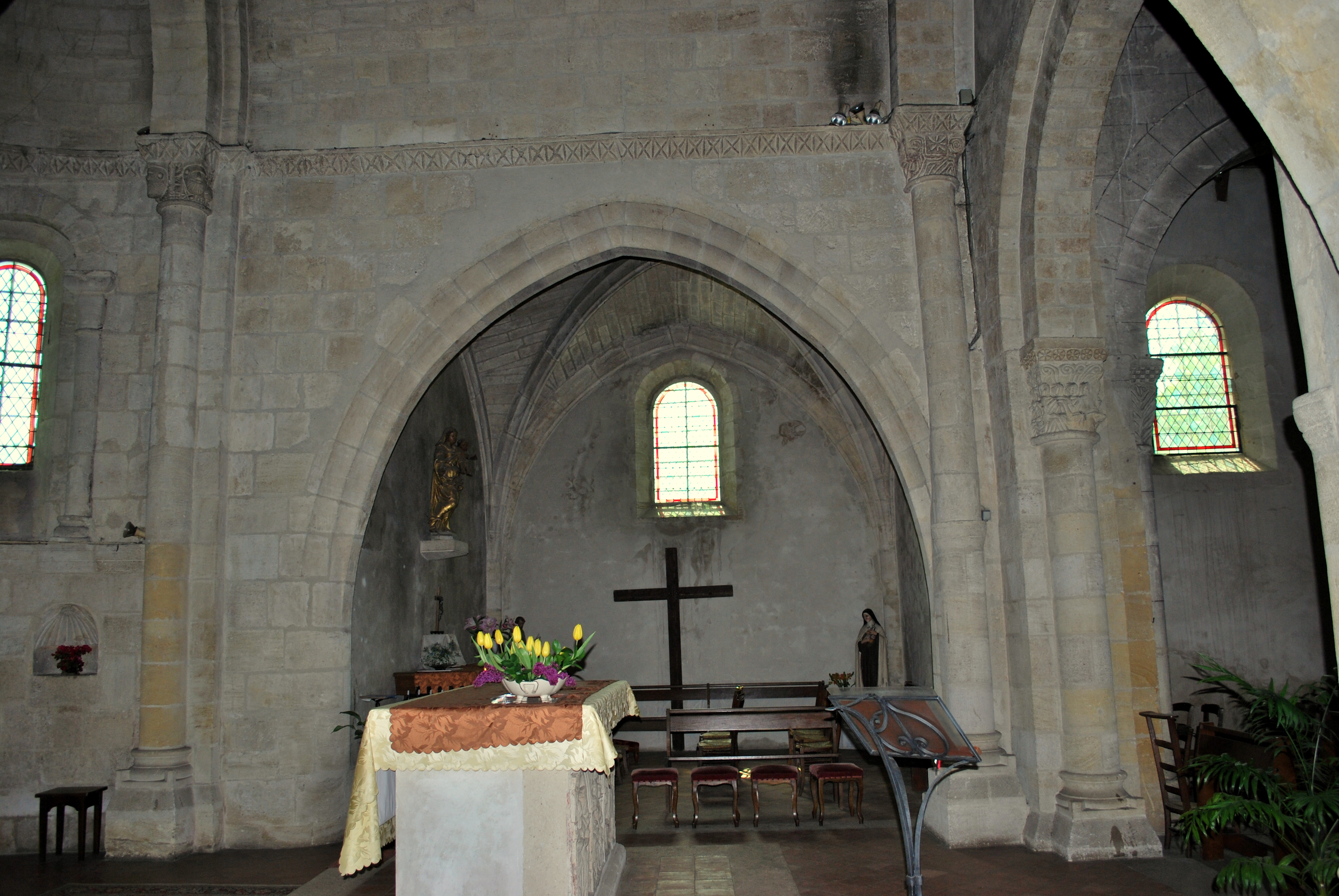
Transept sud
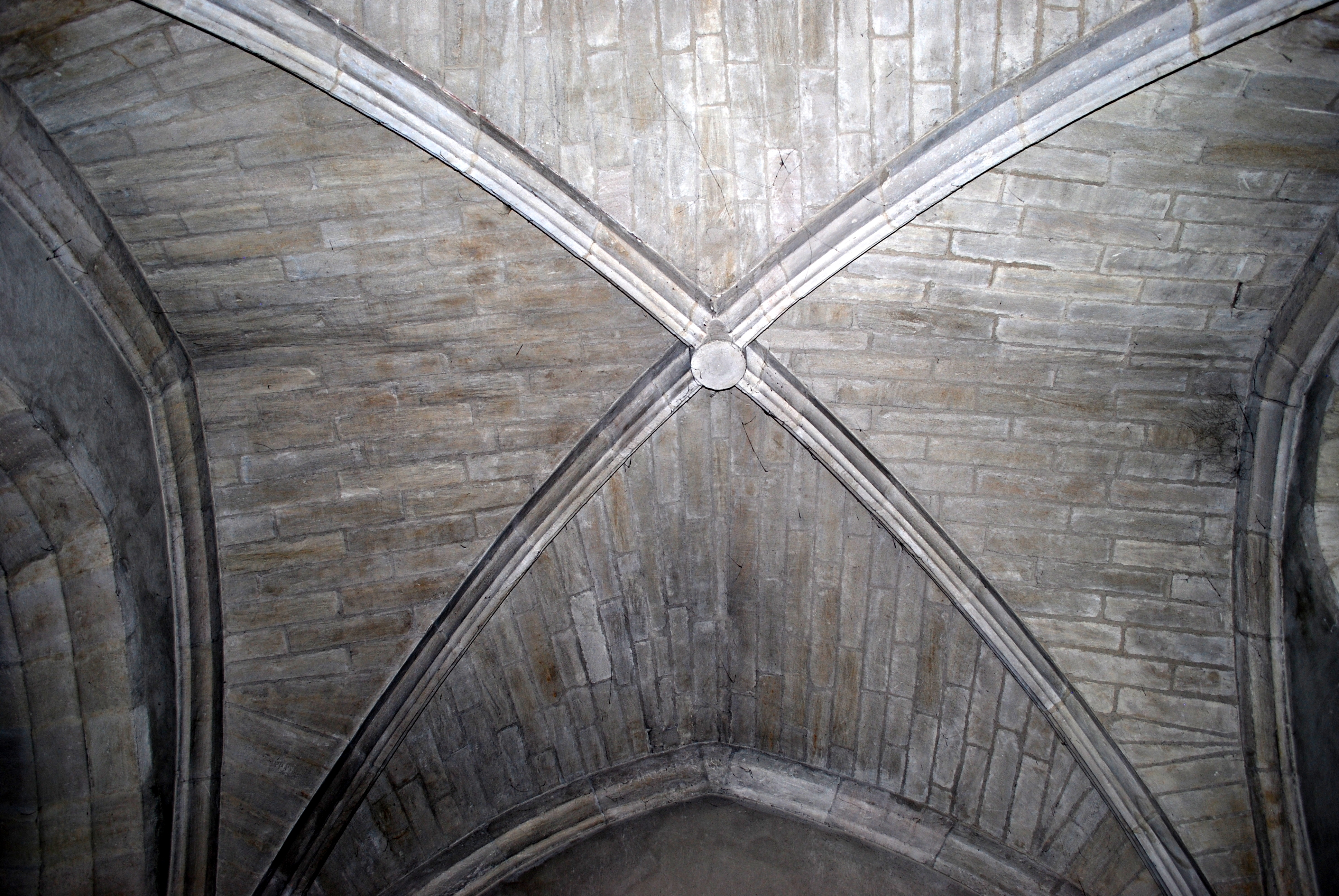
Voûte chapelle sud
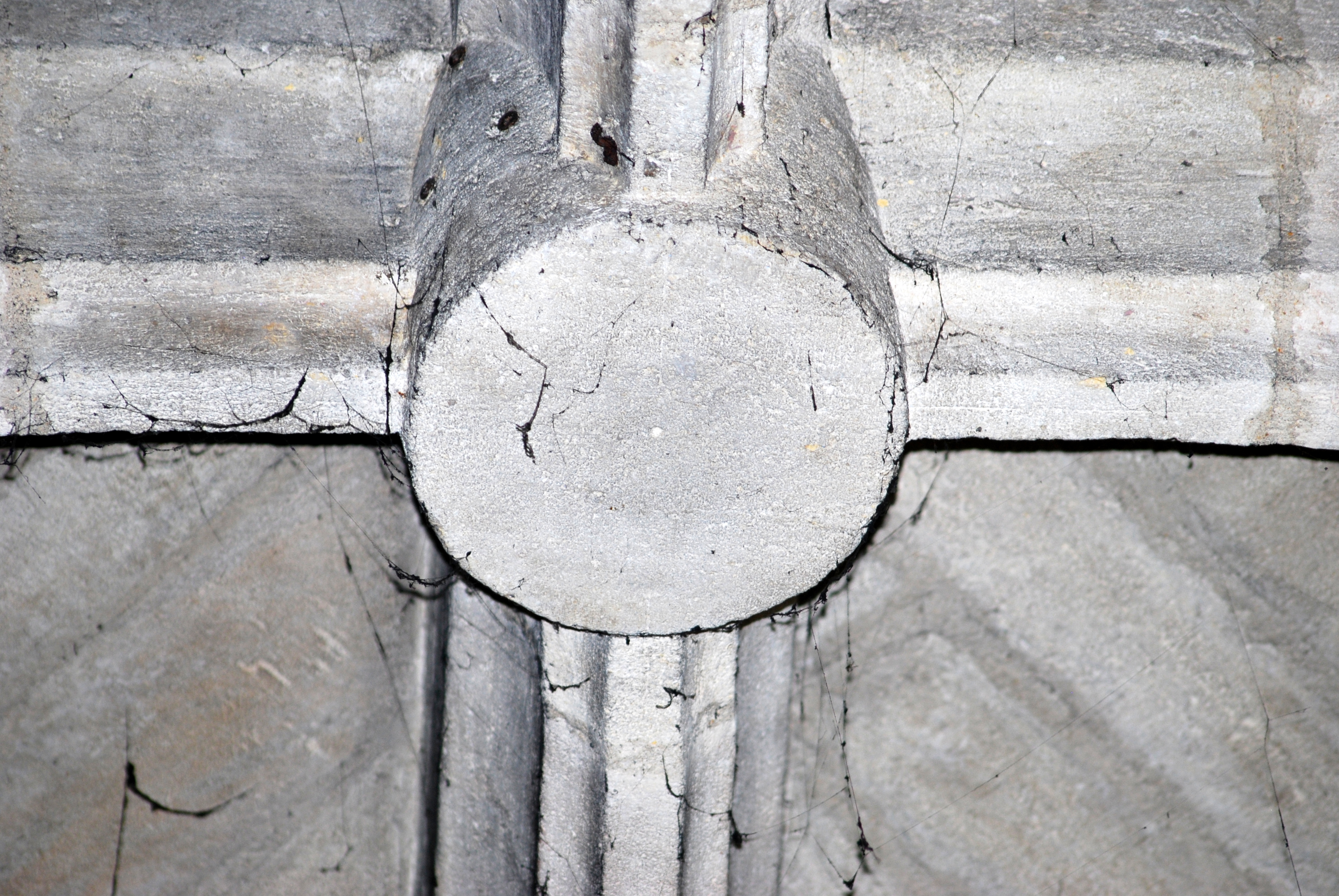
Clef de voûte

### La sculpture romane
La sculpture romane conservée dans l'église date de deux périodes bien distinctes : le XIe siècle et la fin du XIIe siècle ou le début du XIIIe siècle. Les sculptures du XIe siècle, sur les quatre piliers de la nef, sont d'un style caractéristique : une corbeille allongée, dont les angles sont abattus, les faces plates. Le décor est méplat, par exemple pour les animaux dressés et les ornements sont souvent géométriques, comme pour les chapiteaux couverts de chevrons. Les sculptures du début du XIIIe siècle se trouvent dans le chœur et sur les trois baies de l'abside.
La nef
La sculpture romane du XIe siècle se trouve sur les quatre grands piliers de la nef, comme indiqué sur le plan de Brutails ci-dessus. Ces corbeilles prenaient place au-dessous des arcs de communication entre les nefs, flanqués sur chaque face d'une colonne ou d'un pilastre, et soutenaient la retombée des arcs-doubleaux. Quand Drouyn visita l'église en 1853, la majorité des colonnes, pilastres et chapiteaux avaient disparu. Seules les deux premières travées conservent encore huit chapiteaux allongés aux angles abattus, un décor sommaire de stries, volutes simplifiées ou animaux affrontés comme on peut en voir dans l’église Sainte-Croix de Bordeaux.
|  |

|  |

|  |

|  |

|  |

|  |

|  |

Le pilier nord-est possède deux chapiteaux. Celui de la face ouest a une corbeille allongée, dont les angles sont abattus et les faces plates. La colonne de la face sud du pilier est couronnée par un chapiteau orné de trois rangs superposés de feuilles longues, étroites, à extrémité recourbée, et réunies deux à deux. Le tailloir est couvert de zigzags, d'entrelacs et de feuillages.
Il supporte un arc-doubleau en plein-cintre dont l'autre extrémité s'appuie sur le tailloir orné de cercles, d'un chapiteau sur la face nord du pilier sud-est presque semblable. Sur la face nord du pilier se trouve un chapiteau dont la corbeille est décorée avec des chevrons et le tailloir avec un damier. Ces deux chapiteaux, ne sont pas du XIe siècle, mais datent de la reconstruction de l'abside et du chœur à la fin du XIIe siècle.
L'arcade est romane en plein-cintre. Les deux piliers ne sont isolés que depuis qu'on a construit, au XVIe siècle, les deux transepts. Primitivement les collatéraux s'arrêtaient là, et le chœur était fermé.
Le pilier nord-ouest : La colonne occidentale est une restauration du XIXe siècle, son chapiteau, dont les angles sont abattus et les faces plates, possède un tailloir à entrelacs. À l'est du pilier se trouve une colonne à base attique et un chapiteau contre-chevronné.
Les seuls chapiteaux avec un décor figuré sont ceux du pilier sud-ouest. Malheureusement, ils ont été brutalement mutilés lors de l'installation de la chaire à prêcher et de son escalier au XVIe siècle. La chaire occupait la place de la colonne du nord et l'escalier était à l'est.
Côté est du pilier : le tailloir est décoré avec des cannelures horizontales ; sur la petite face on voit la moitié d'une personnage debout qui tient de la main droite un bâton ou une lance et, sur la face principale, il ne reste que la partie haute de deux têtes humaines.
Le chapiteau sur la face occidentale du pilier est le plus élaboré de l'église. Le tailloir est décoré avec des disques et des feuillages. Sur la petite face sud, un quadrupède (peut-être un loup) se dresse sur ses pattes arrière. Il semble attraper dans sa gueule un petit animal caché dans des feuillages. Sur la face triangulaire, un grand oiseau picore dans les feuilles.
La face principale a été presque totalement arasée.
Sur la petite face au nord on voit un quadrupède (probablement un lion) qui a attrapé un oiseau dans sa gueule. Sur la face triangulaire se trouvent des oiseaux, un serpent et des feuillages.
Carré du transept
La voûte de ce chœur, en berceau ogival, plus haute que la nef, est soutenue par deux arcs-doubleaux ogivaux romans, beaucoup plus élevés que l'arc en plein cintre, et qui reposent sur des chapiteaux qui ont le même caractère que ceux à l'extérieur de l'abside.
| - Chapiteau N-E - Chapiteau N-O |

| - Chapiteau S-E - Chapiteau S-O |

Leur tailloir, qui se continue par la corniche qui supporte la retombée de la voûte du chœur et du sanctuaire, a pour ornement des losanges. Cet ornement se répète assez souvent à l'extérieur de l'abside.
Abside
| - Baie Nord-est |

| - Baie axiale |

| - Baie Sud-est |

| - Bénitier |

L'abside est voûtée en cul-de-four. Un cordon d'astéries à quatre pointes, au niveau des chapiteaux du chœur, fait la tour de l'abside.
Chaque fenêtre est flanquée par des colonnettes, dont les chapiteaux sont sculptés. Les archivoltes et les tailloirs ne sont pas sculptés.
Baie nord-est : à droite, des feuilles à petits plis ; à gauche, des pommes de pin aux angles ; le reste de la corbeille est couvert de moulures irrégulièrement losangées, un motif qui est répété assez souvent dans l'église.
Baie axiale : elle a pour chapiteau, à droite, trois anges superposés de feuilles d'eau ; à gauche, deux grosses têtes empâtant les angles. Le reste de la corbeille est couvert de moulures géométriques irrégulières.
Baie sud-est : les deux chapiteaux ont un décor très simple de feuilles d'eau.
Le bénitier : un bénitier est taillé dans le mur sud du sanctuaire ; il est coiffé d'un sculpture de coquille de Saint-Jacques.

### Le mobilier

#### L'autel
|  |

|  |

|  |

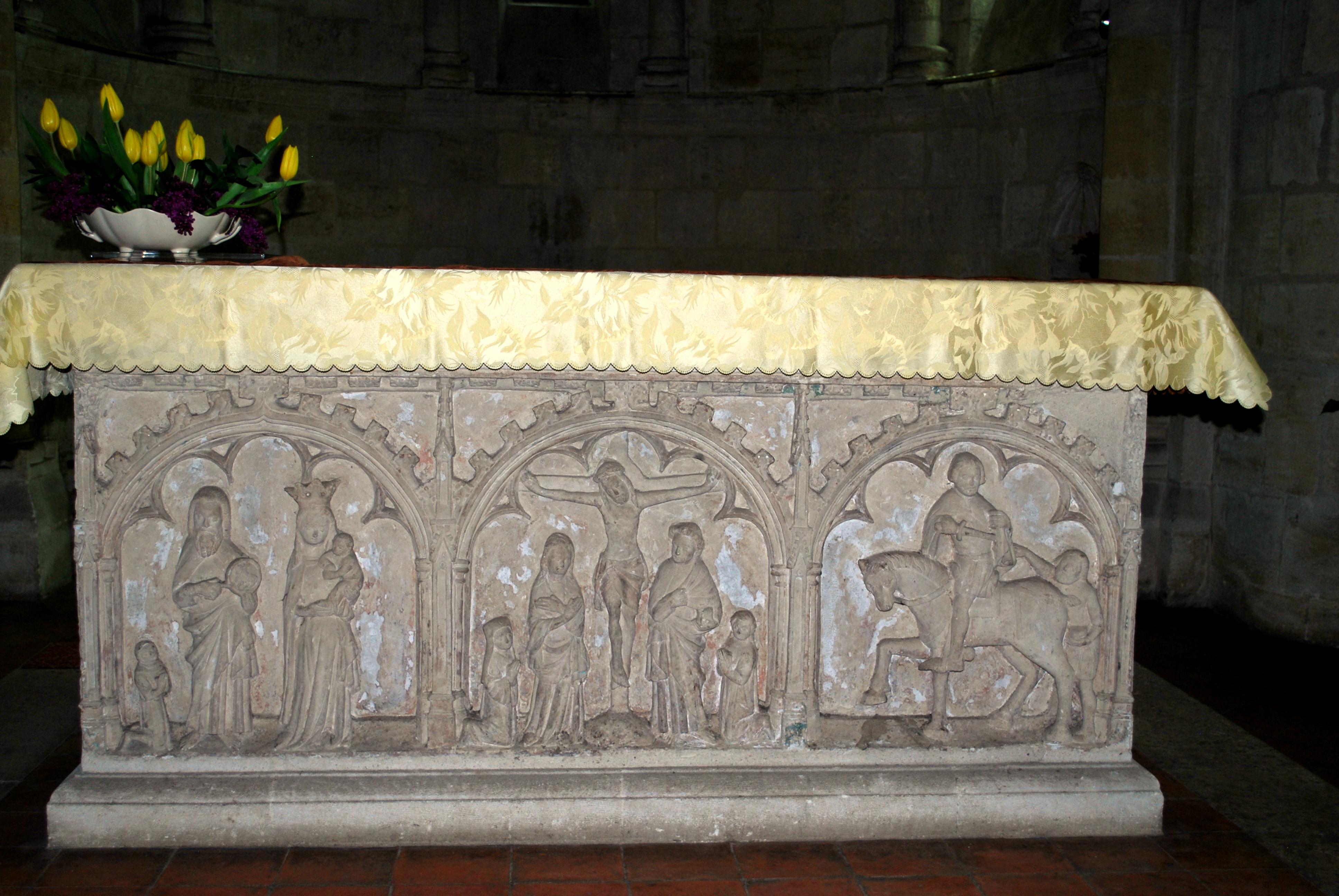

Devant l'autel majeur se trouvent les restes d’un tableau en pierre. Trois panneaux ont été utilisés, mais Drouyn, en 1853, décrivait quatre panneaux. Ils étaient conservés dans l'ancienne sacristie sur le mur sud de la nef. À cette époque, on pouvait distinguer les traces de la polychromie d’origine, aujourd'hui disparue. Le quatrième tableau décrit par Drouyn correspond au bas-relief qui se trouve incrusté dans le mur nord de la chapelle Saint-Jean. Grâce au style des drapés, on a pu dater ces reliefs de la fin du XIVe siècle ou du début du XVe siècle. Voici la description de Drouyn :
Quatre pilastres ravalés, à deux étages, de frontons à panaches et couverts sur leur rampant de choux frisés, séparent les trois sujets. Le pilastre supérieur est surmonté d'un clocheton à panache et à choux frisés. Chacun de ces pilastres est orné d'une arcade ogivale sub-trilobée. Une archivolte à légère contre-courbure surmontée d'un panache très-frisé, recouvre les tableaux ; sur l'extrados rampent des feuilles frisées, l'intrados est quinquilobé, et le corps de l'arcade est formé de tores qui reposent sur les chapiteaux, de petites colonnettes et de moulures prismatiques.
- Saint Jean-Baptiste montrant de la main droite un disque, qui est dans son autre main ; sur ce disque est gravé l'Agneau divin. Il a une longue barbe, les pieds nus, manteau bleu robe rouge doublée en or ; à ses pieds est un petit personnage à genoux, les mains jointes ; c'est peut-être le donateur. Il a une robe noire.

A côté de saint Jean et debout aussi, la Sainte Vierge tenant l'enfant Jésus sur le bras gauche, couronné d'or, robe rouge, manteau bleu. La robe de l'enfant Jésus est bleue, peut-être verte.
- Un crucifix, pieds croisés, petit jupon à sa droite, la Sainte Vierge debout, la tête baissée, les bras croisés, et une petite femme à genoux, les mains jointes. À sa gauche, saint Jean l’Évangéliste, jeune, un livre dans la main gauche, pieds nus; un petit homme à genoux, les mains croisées c'est peut-être le même personnage que dans le tableau précédent, et la petite figure derrière la Sainte Vierge serait sa femme qui s'appelait alors Marie et lui Jean, et ne sachant à quel saint Jean se vouer, il les aurait fait sculpter tous les deux.

Femme à genoux robe jaune, capuchon noir. Sainte Vierge manteau bleu, robe rouge. Christ cheveux noirs, jupon rouge. Saint Jean manteau violet, robe rouge. L'homme à genoux robe rouge.
- Saint Martin, à cheval, partage son manteau avec un pauvre presque nu.

Son manteau est bleu et sa cuirasse est dorée, culotte violette, cheval blanc. Les éperons formés d'un disque doré ; le pied et les étriers m'ont paru curieux. 
L’œuvre a été classée à titre d'objet le 5 décembre 1908.

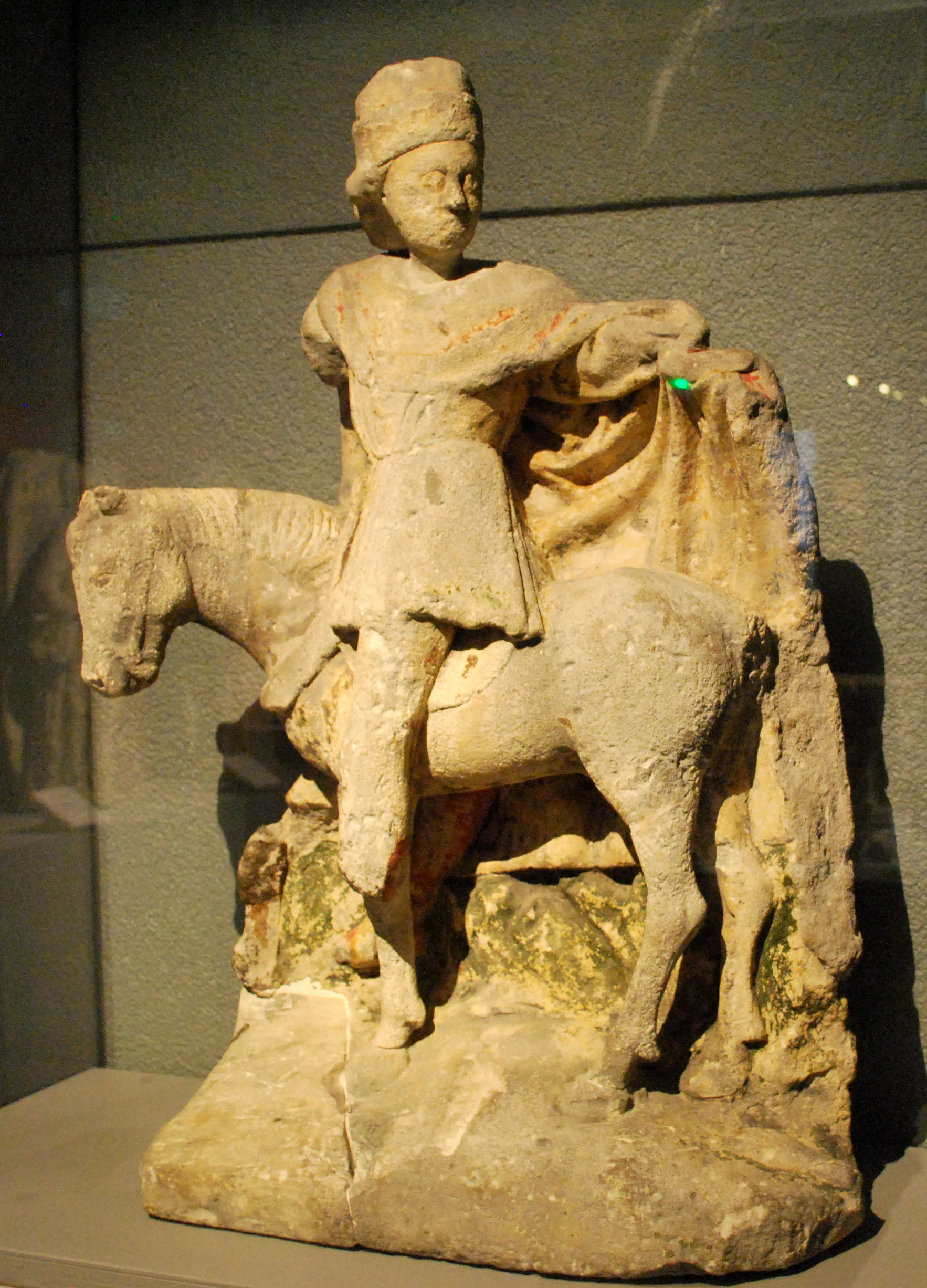
Sculpture de saint Martin

Il existait une autre sculpture de saint Martin dans l'église : cette œuvre est actuellement entreposée au Musée d'Aquitaine à Bordeaux et représente saint Martin à cheval ; elle est partielle car un autre personnage, à droite, devait faire partie du groupe pour correspondre à l'hagiographie de saint Martin qui relate le partage du manteau avec un pauvre. La sculpture date du milieu du XVe siècle et est de facture assez sommaire, notamment dans le traitement des plis de la tunique du saint.

#### La chapelle nord, dite Saint-Jean
|  |

- Un bas-relief, du XVe siècle, représentant la crucifixion. En 1853 le bas-relief se trouvait dans l'ancienne sacristie, sur le mur sud de la nef, avec les trois bas-reliefs qui sont maintenant devant l'autel. Il était couvert d'un badigeon rouge/brun, dont on voit encore des traces. Drouyn le décrit :

 Le cadre supérieur, un peu moins haut que l'inférieur et un peu moins large que le sujet du milieu, repose directement sur celui-ci. Il est encadré d'un seul étage de pilastres à clochetons semblables à ceux du bas. Une arcade ogivale surmontée d'une contre-courbe à feuilles recourbées, encadre le tableau.
Le fond du cadre est couvert d'une arcature composée de dix arcades ogivales sub-trilobées. Ce motif, plus étroit et moins haut que les inférieurs, renferme un crucifix avec les pieds croisés et le nimbe crucifère. À sa droite, la Sainte Vierge ; à sa gauche, saint Jean.
- Saint Michel : une statue en bois polychrome qui date du XVIIe siècle.
- Sainte Catherine : une statue du XVIIe siècle en pierre qui porte encore quelques traces de sa polychromie.
- Saint Roch, que les pèlerins venaient prier : une statue en pierre polychrome, qui date du XVIIe siècle, classée[7] au titre d'objet le 10 juillet 1909.
- La cloche qui date de 1738, était classée[8] au titre d'objet le 24 février 1995.

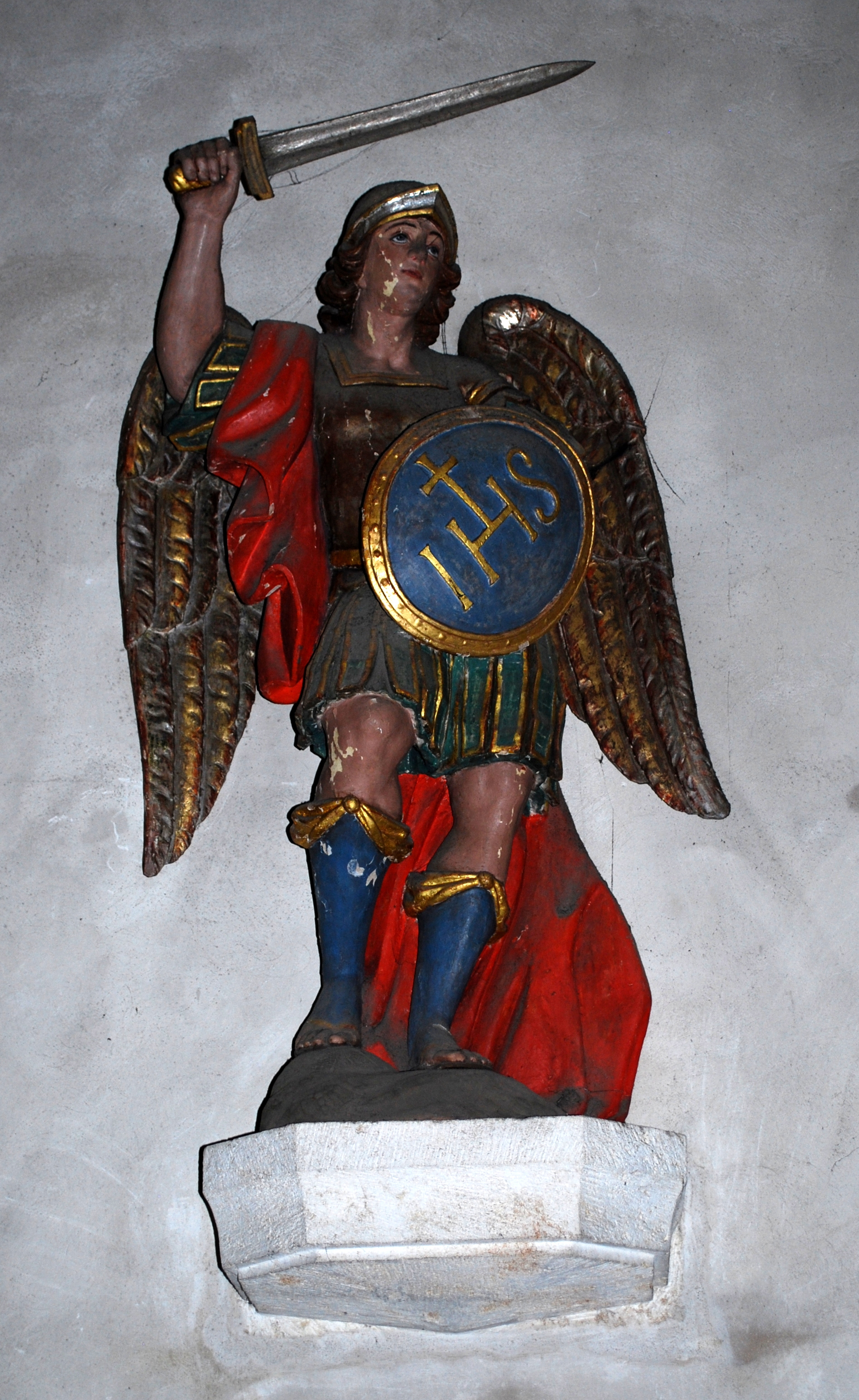
Saint Michel
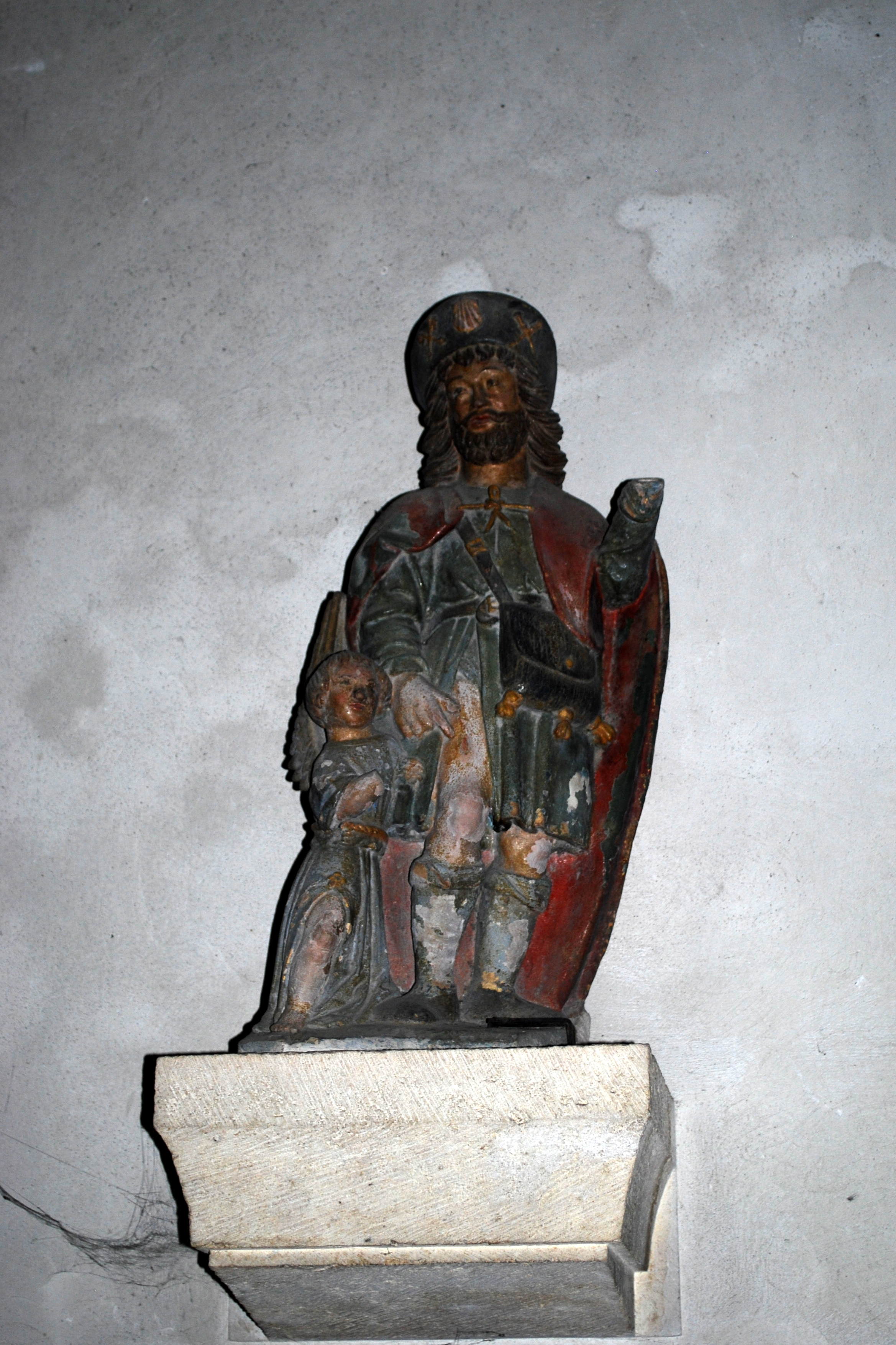
Saint Roch
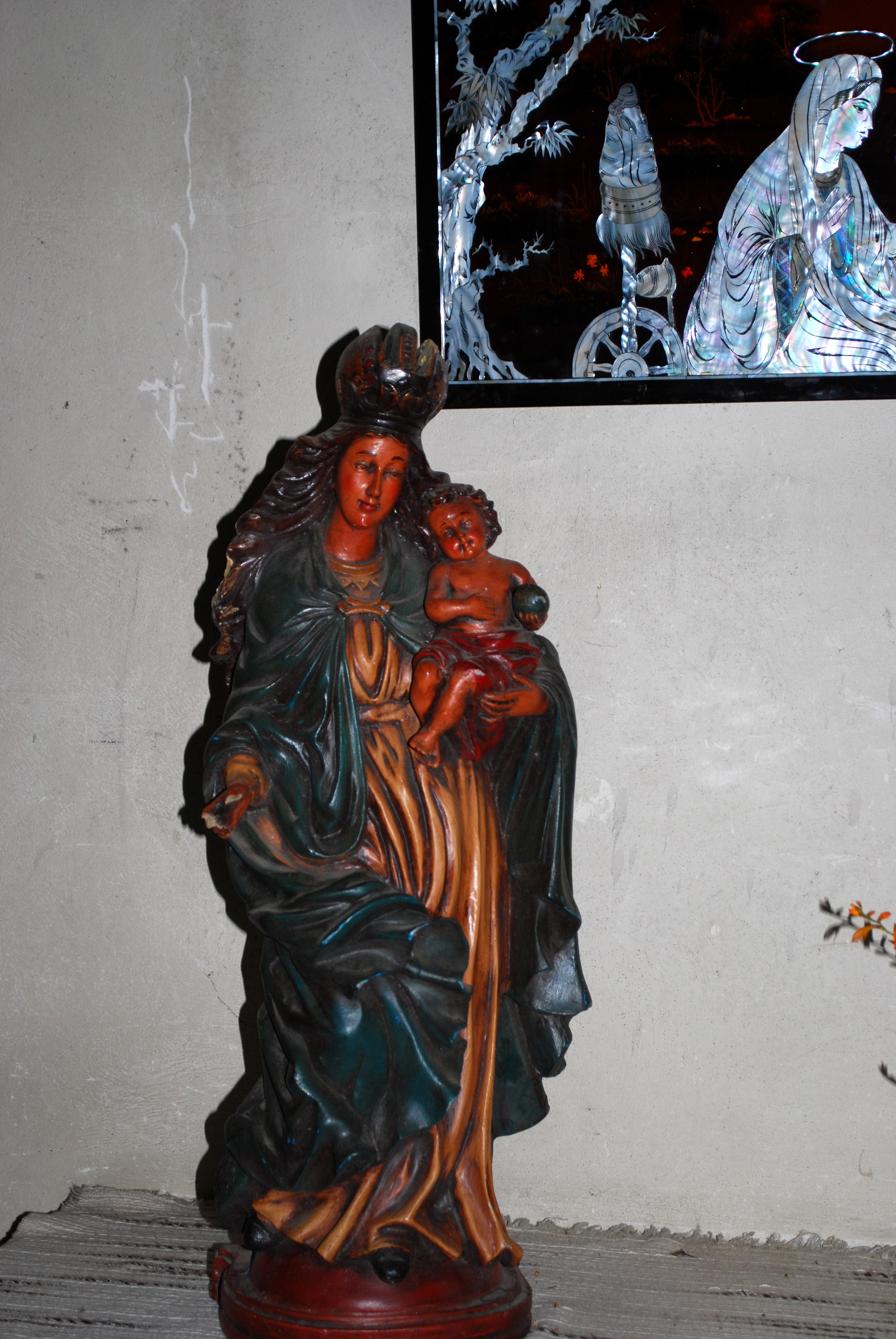
Vierge à l'Enfant
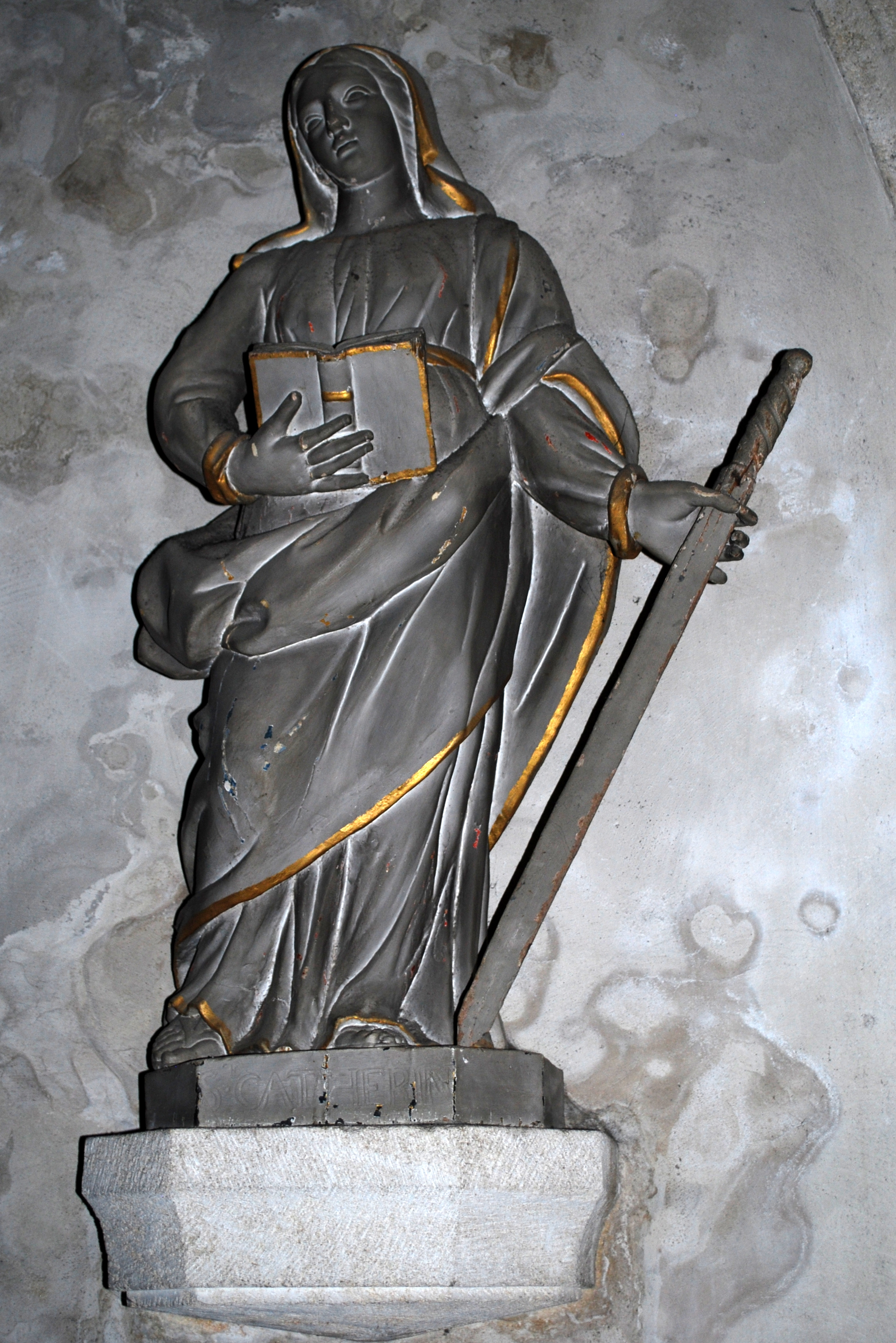
Sainte Catherine
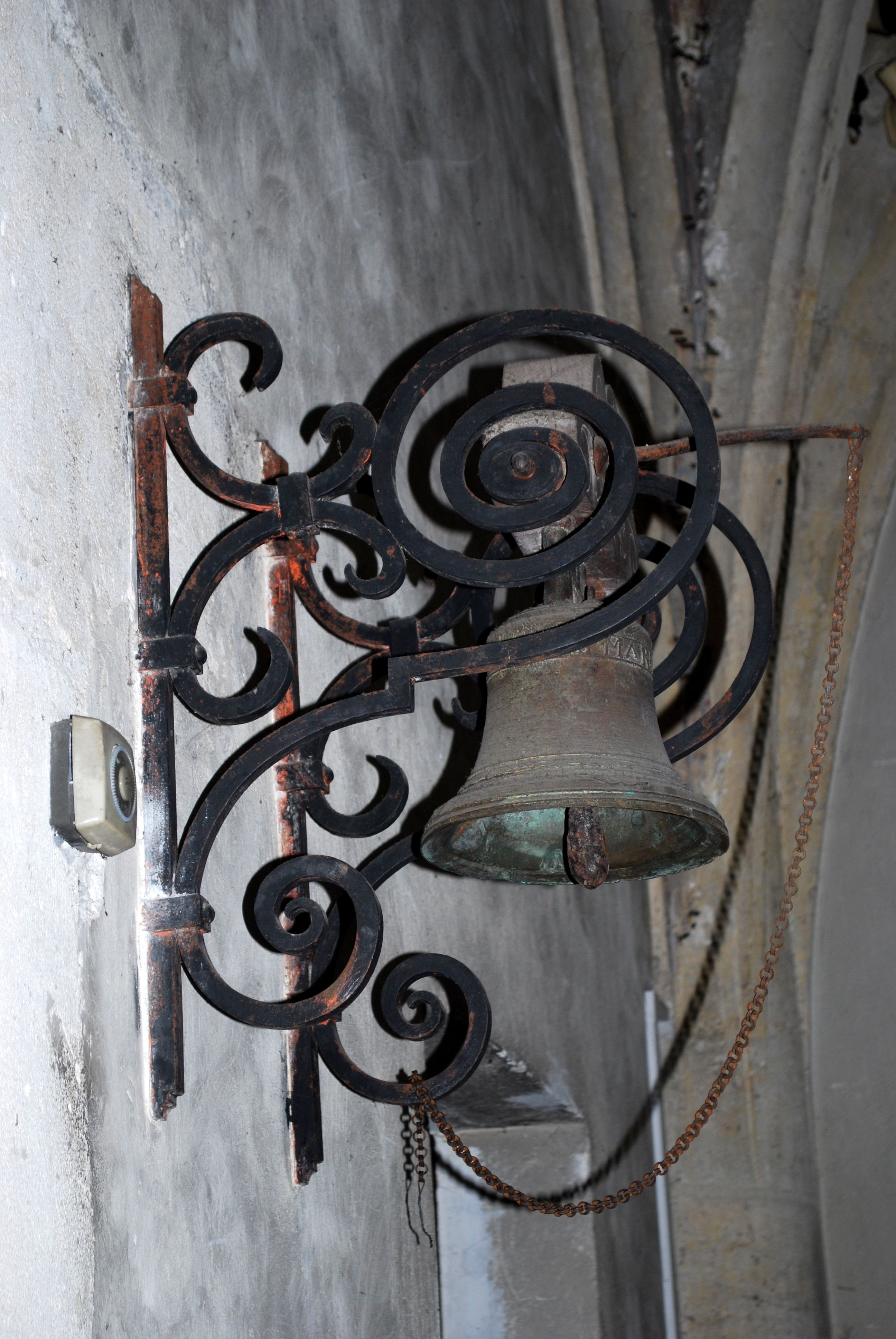
Cloche de 1738

#### La chapelle sud, dite Notre-Dame
- Vierge à l'Enfant : Une statue du XVIIIe siècle, classée[9] à titre d'objet le 10 juillet 1909.
- Une statue de saint Joseph.
- Une statue de sainte Thérèse.

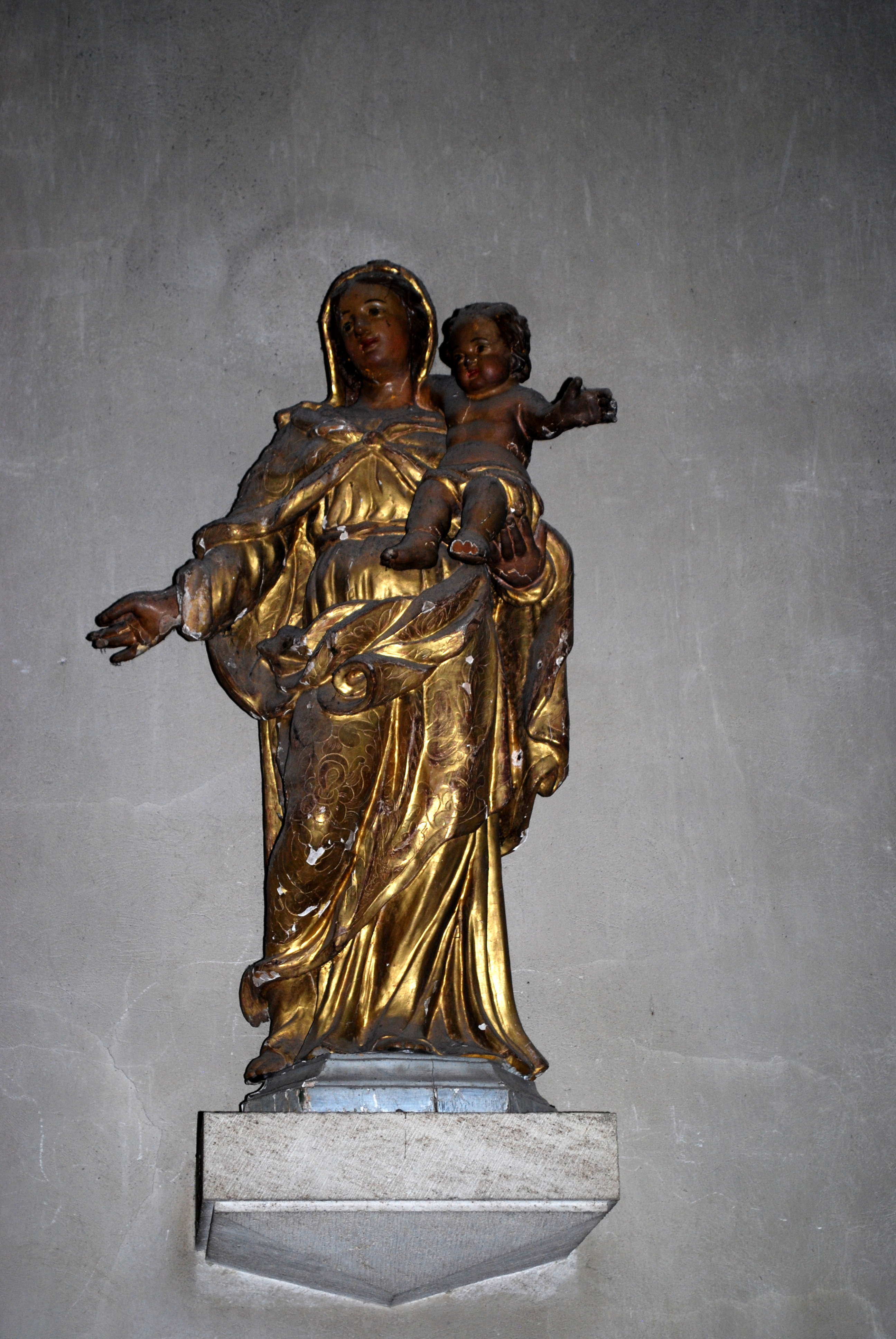
Vierge à l'Enfant
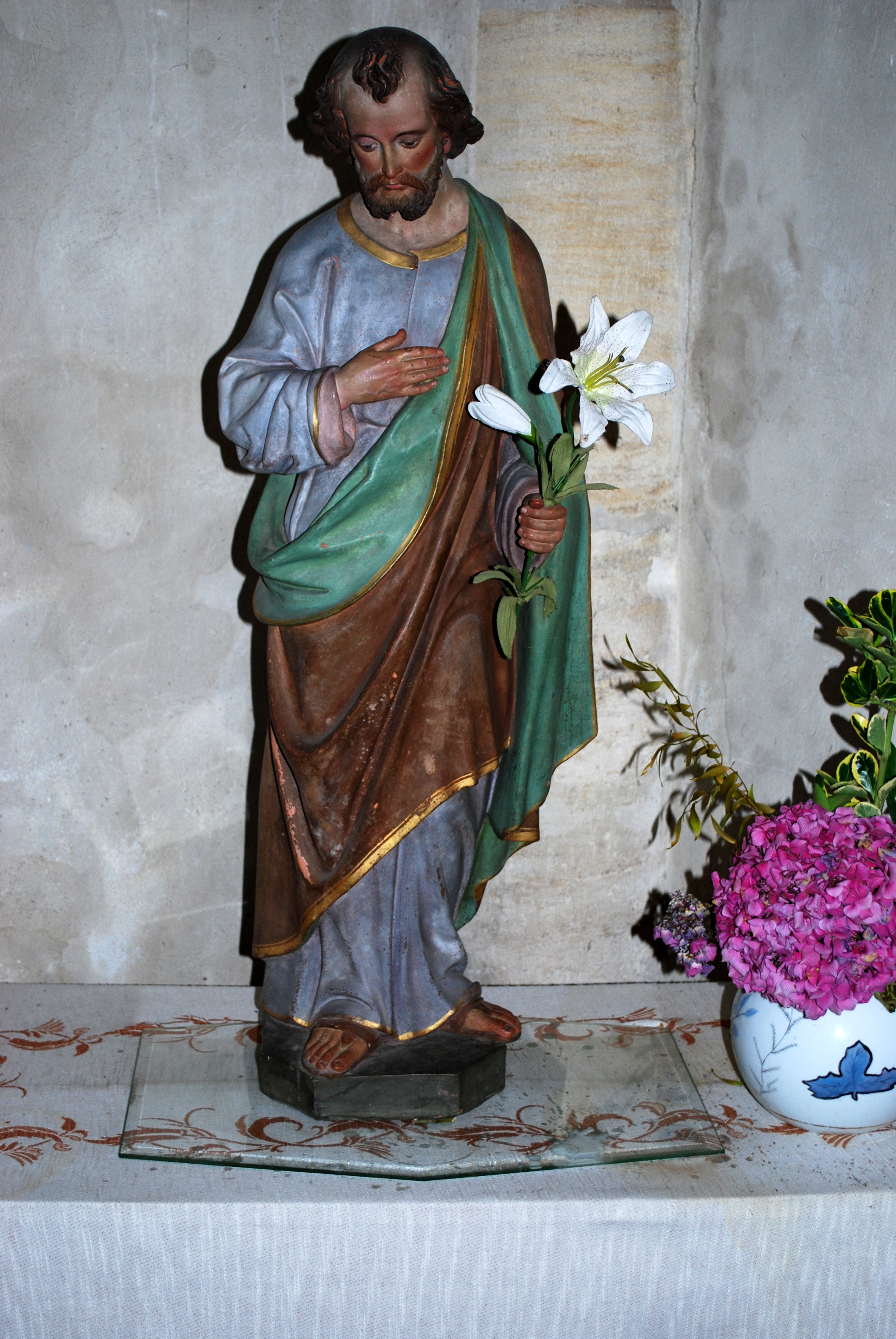
Saint Joseph
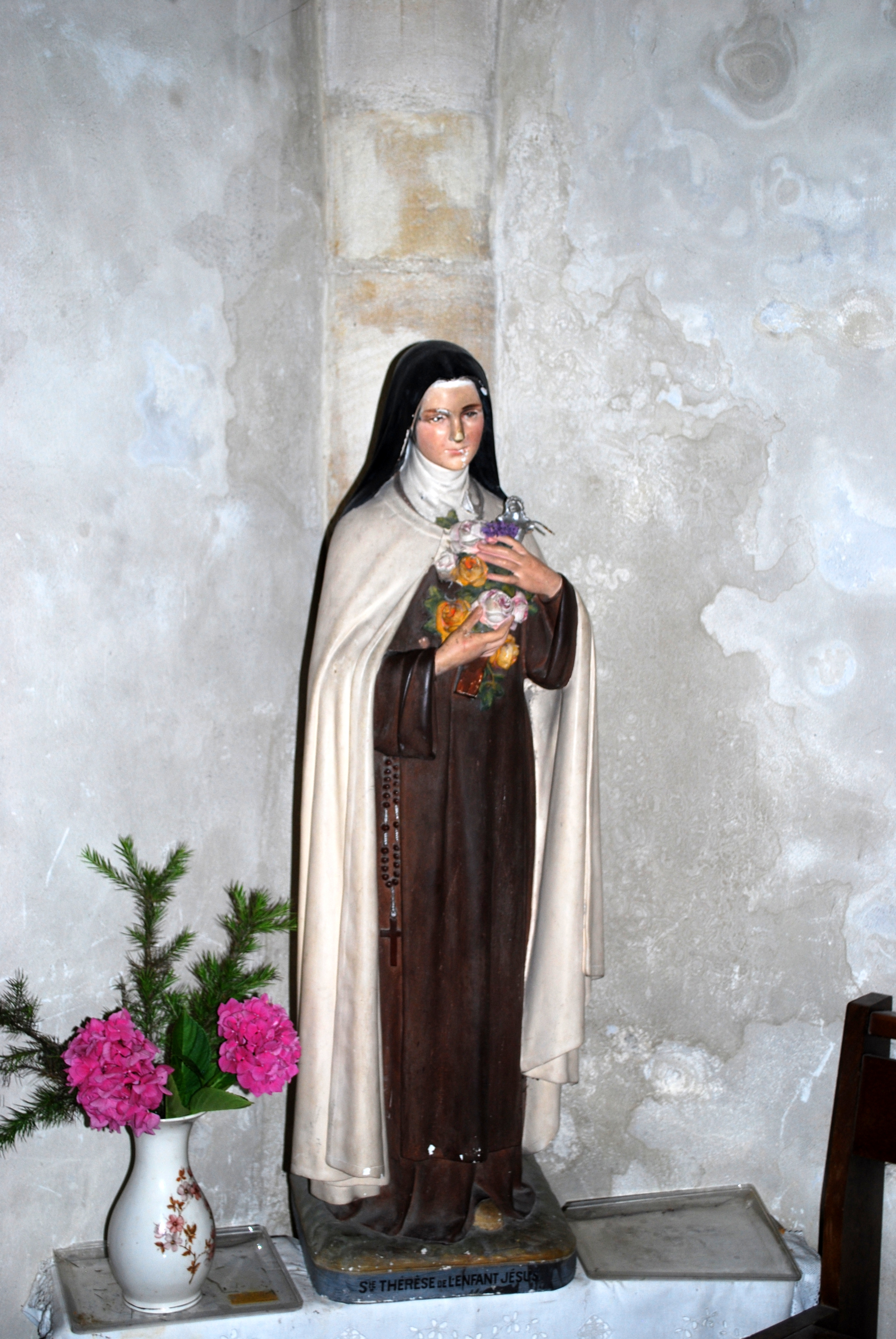
Saint Thérèse

#### Tableaux
- Le Christ aux liens apparaissant à Sainte Thérèse d'Avila de date inconnue. Le tableau, inscrit[10] au titre d'objet le 17 décembre 1999, représente un épisode dans la vie de sainte Thérèse conté dans son autobiographie : la découverte de l'amour du Christ à la vue d'une statue du Flagellé, en 1553 à Avila.
- Saint François d'Assise et Saint Bonaventure, toile de Jean Mazoyer, peintre du roi, qui date de 1675, inscrit[11] au titre d'objet le 2 octobre 1975.
- La Déploration : Copie anonyme du XVIIe siècle du tableau : la Déploration d'Anton van Dyck (musée d'Anvers, inv 264). La toile est inscrite[12] au titre d'objet le 29 septembre 1974.
- Vierge à l'Enfant :  Le tableau est une copie anonyme du XVIIIe siècle d'un tableau d'Anton van Dyck (1628) conservé au Fitzwilliam Museum de Cambridge. Il est inscrit[13] aux monuments Historiques le 9 septembre 2007.
- Ecce Homo : Une copie d'un tableau de Guido Reni, peinte en 1873 par A. Lirieu de Labarre. Il est inscrit[14] le 17 décembre 1999.
- La Sainte famille avec sainte Élisabeth et saint Jean-Baptiste - d'après Rubens. Copie et don de Jean Robert (l'originelle est au Wallraf-Richartz Museum à Cologne).
- Baptême du Christ (don de M. Pehan), qui se trouvait dans le porche, date de 1873. Le tableau est une copie d'un tableau peint par Pierre Mignard entre 1664 et 1667 pour l'église Saint-Jean de Troyes. Le tableau est inscrit[15] au titre d'objet le 17 décembre 1999.

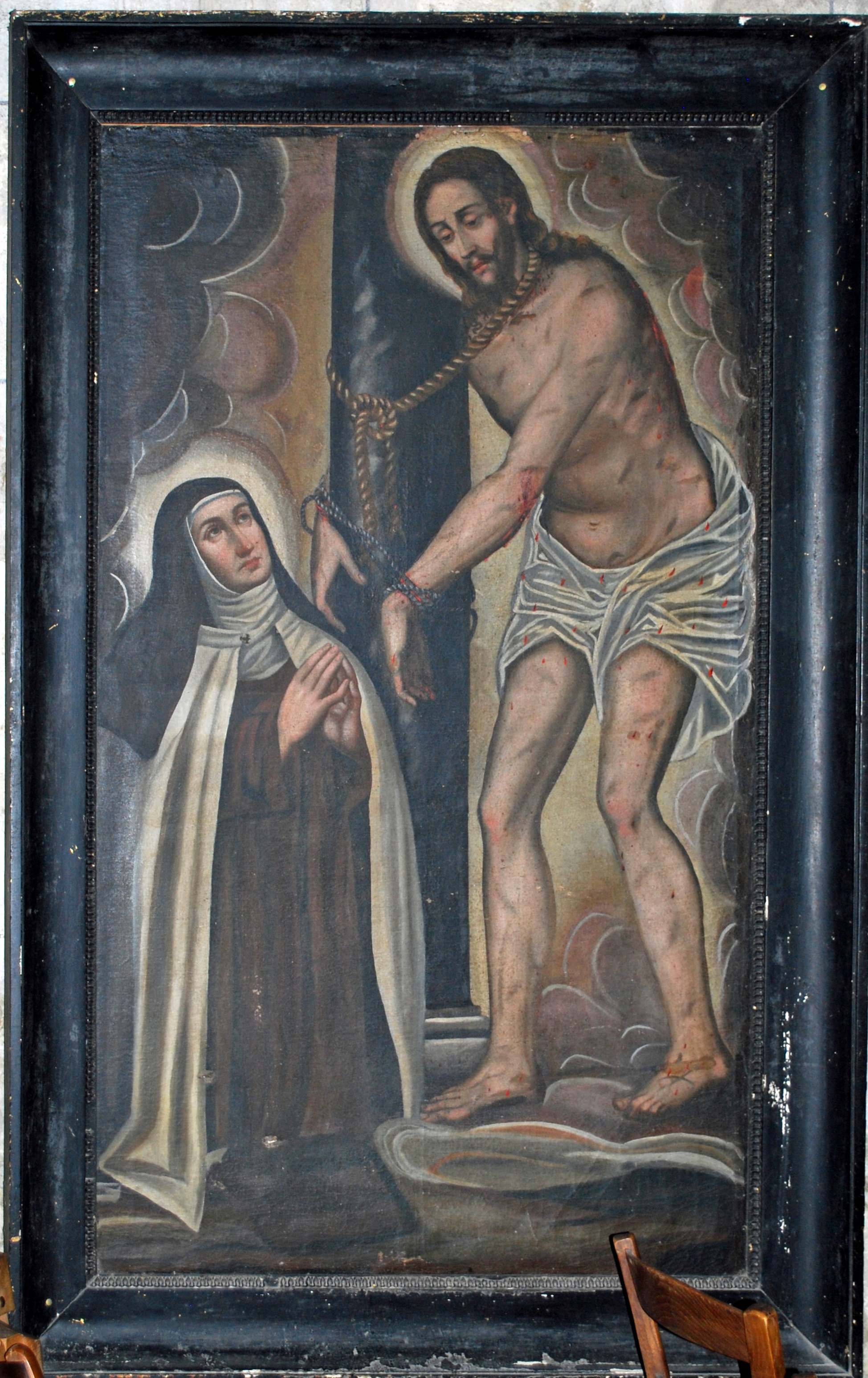
Le Christ aux liens
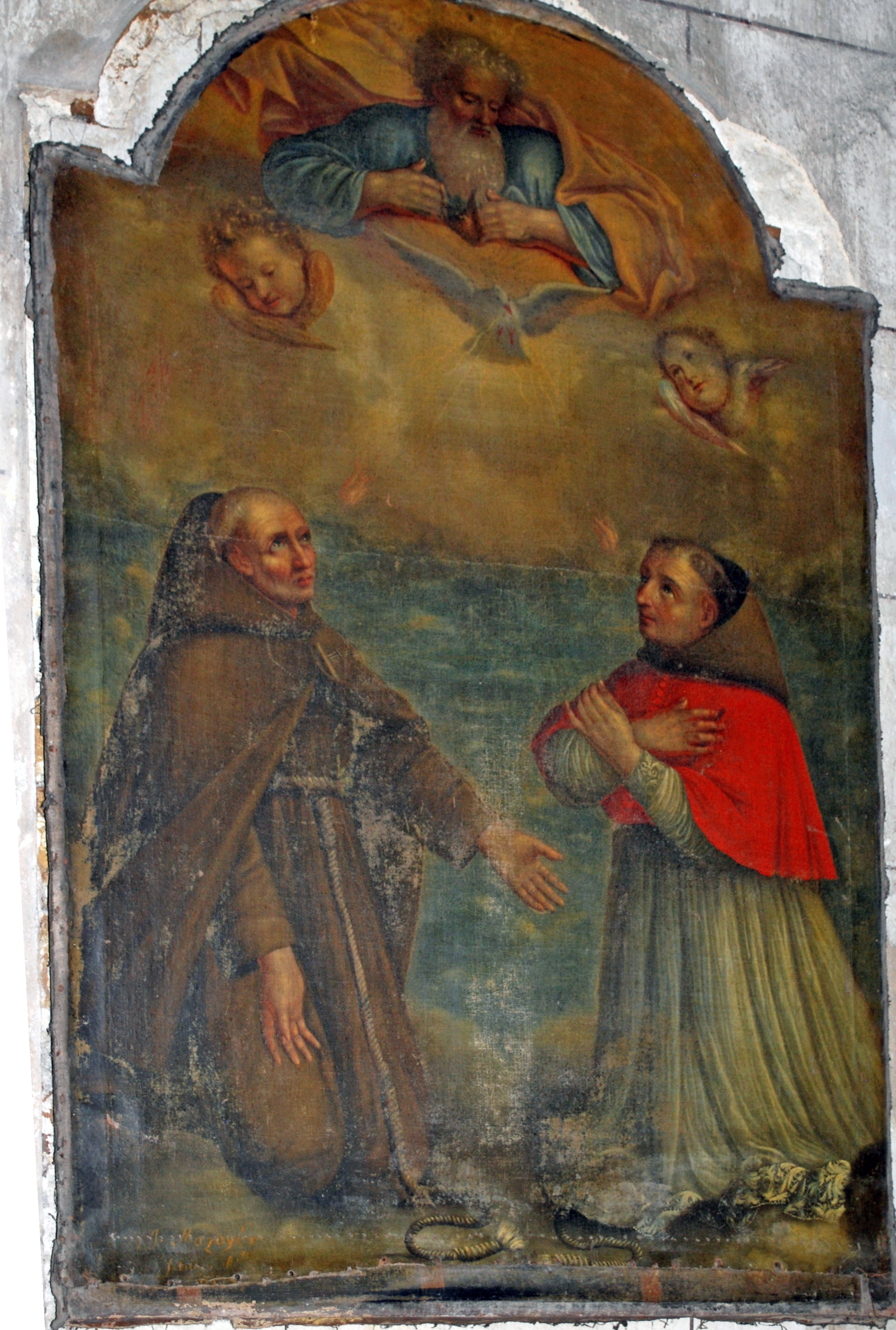
Saint François d'Assise et saint Bonaventure
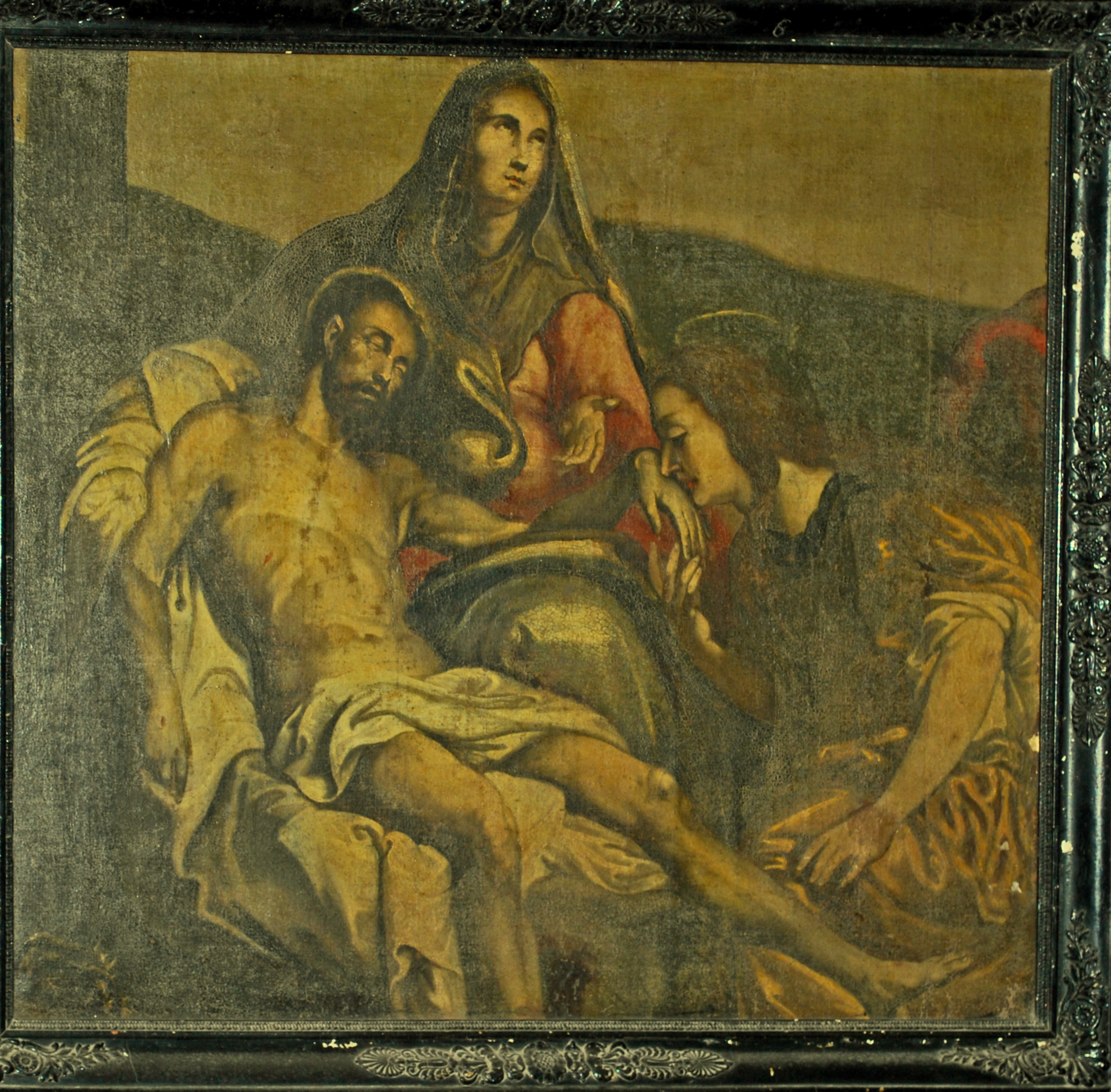
La déploration
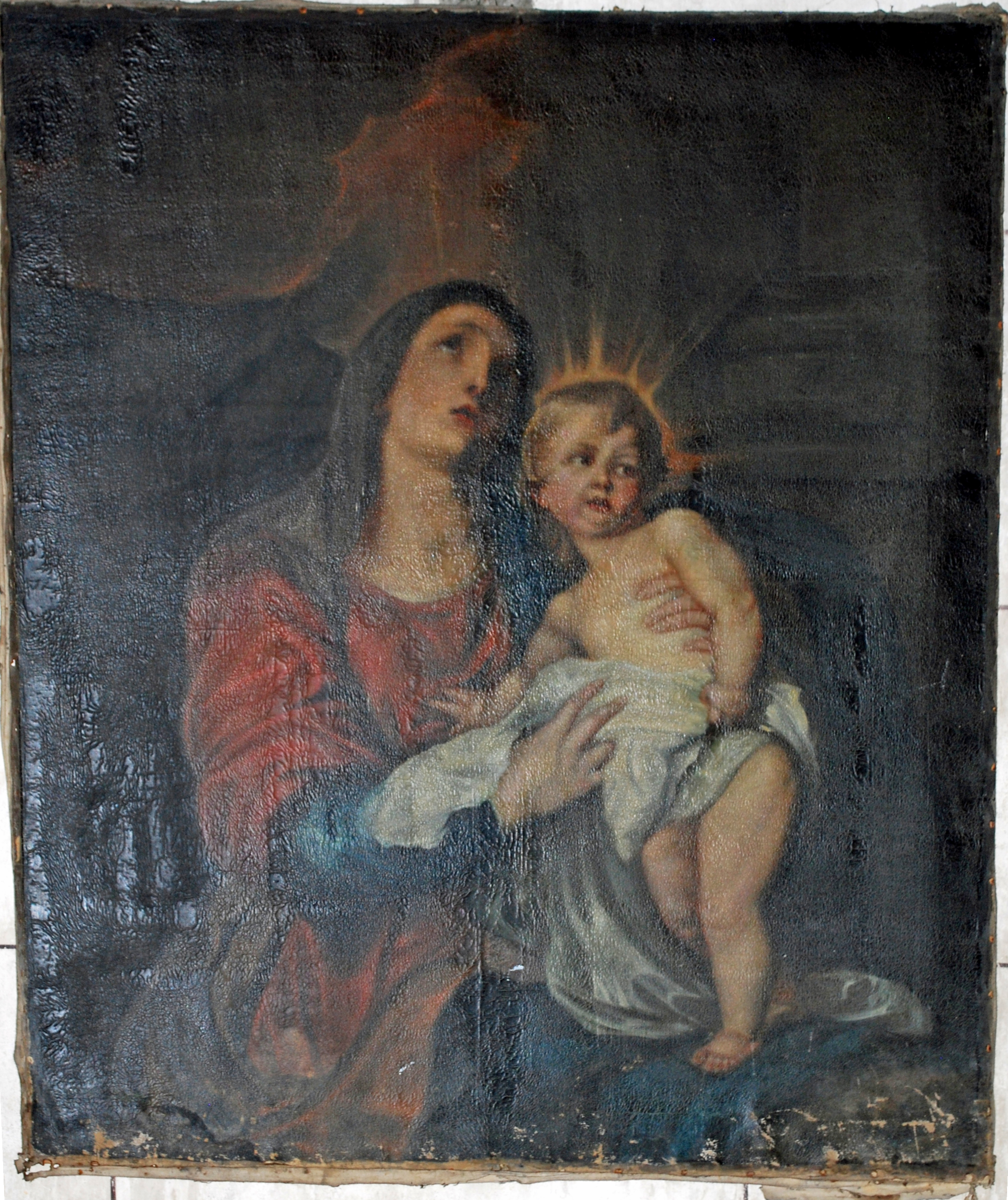
Vierge à l'Enfant
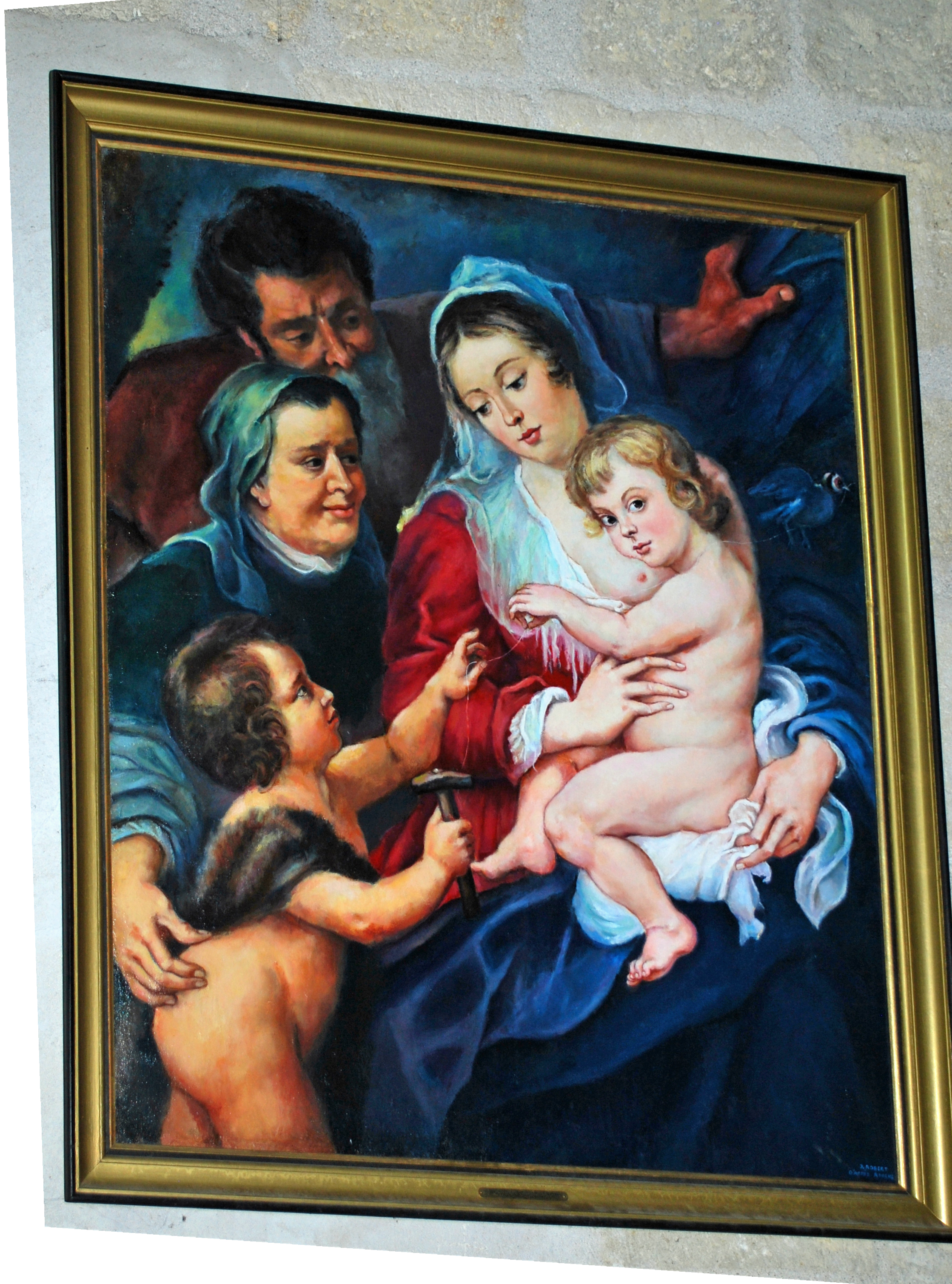
La sainte famille
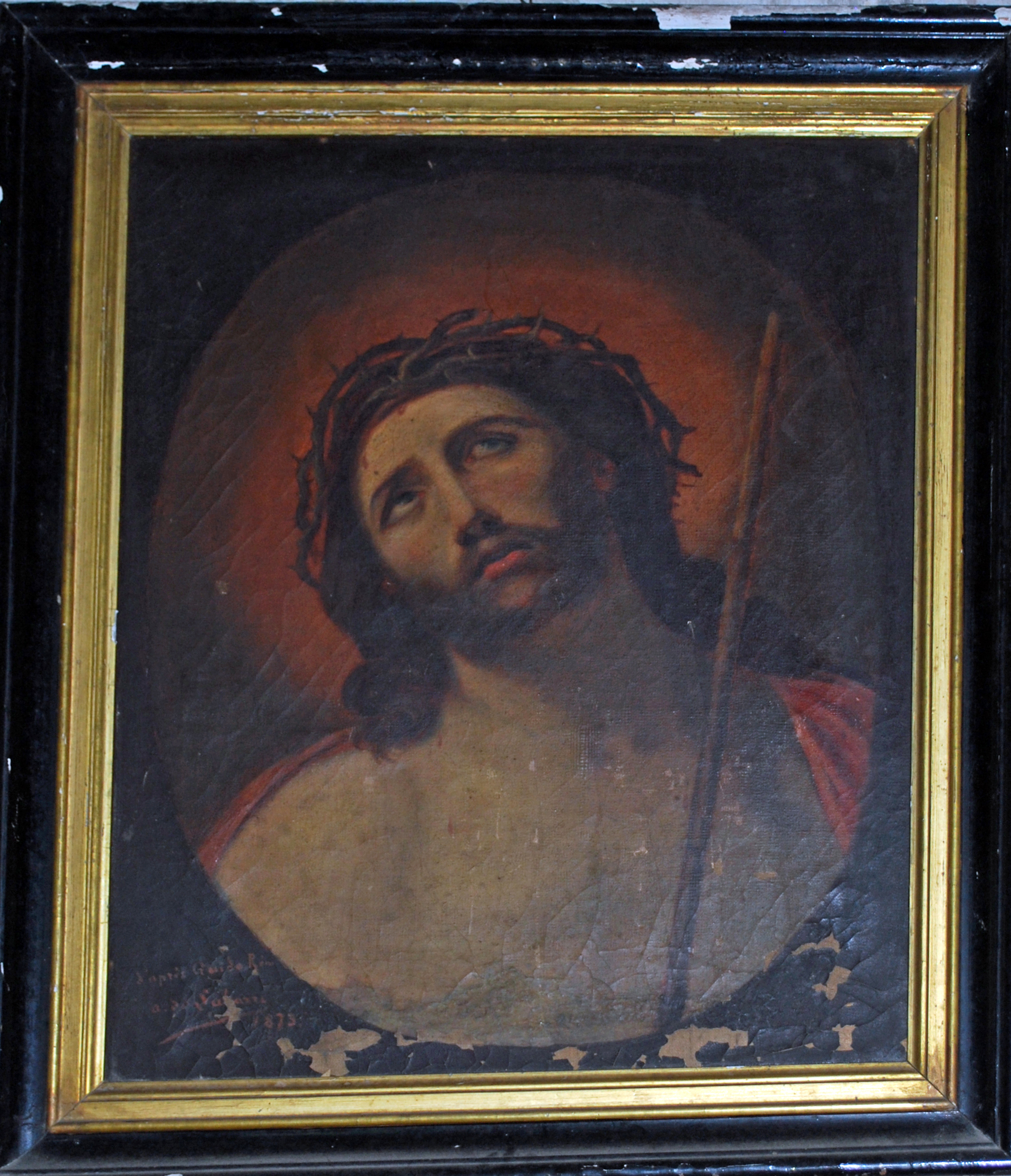
Ecce Homo

### Divers
- Les fonts baptismaux, qui datent du XVIIe siècle, ont été enlevés de la nef en 1974 et placés dans le porche.
- L'orgue : La fabrication de l'orgue est attribuée au facteur bordelais Nicolas Henry, vers 1820[16]. Il a été restauré une première fois en 1886. En 2006, l'orgue était modifié par le facteur Alain Faye, avec l’adjonction d'un clavier, pour une inauguration, le 9 février 2007, par Francis Chapelet.
- Le crucifix.
- Le tableau d'honneur des Morts de la Grande Guerre 1914-1918.

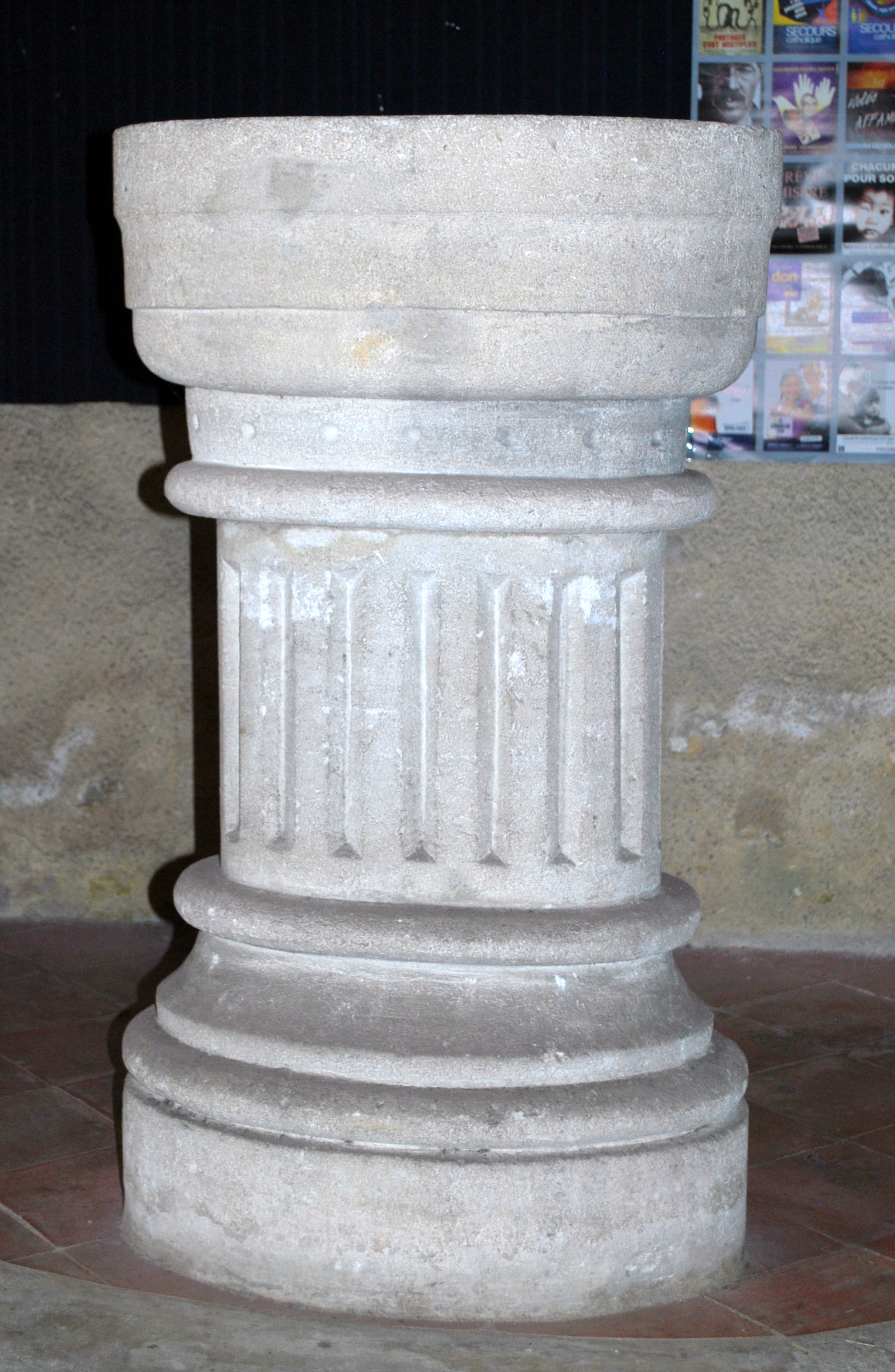
Baptistère XVe siècle
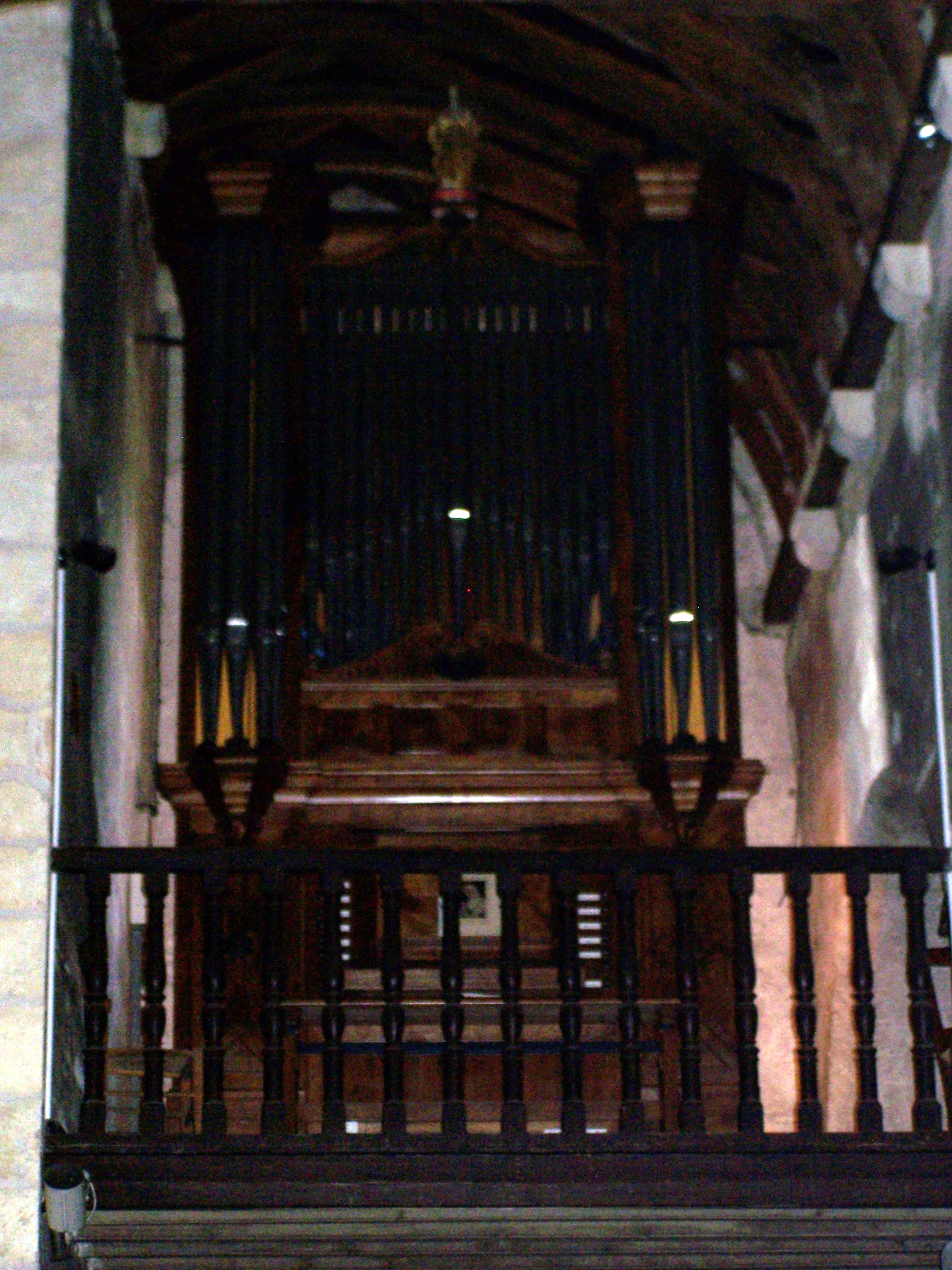
L'orgue (1820)
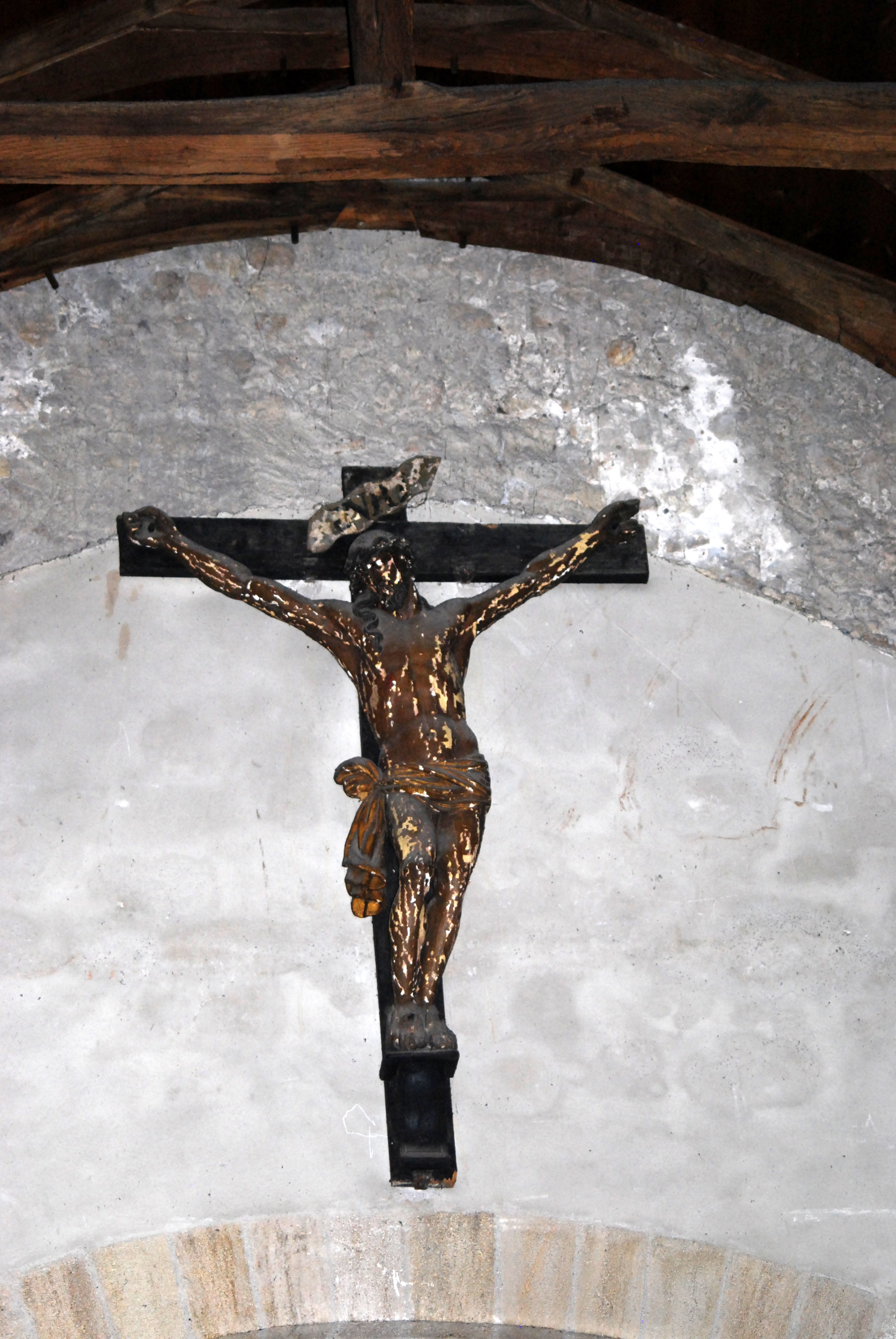
Crucifix
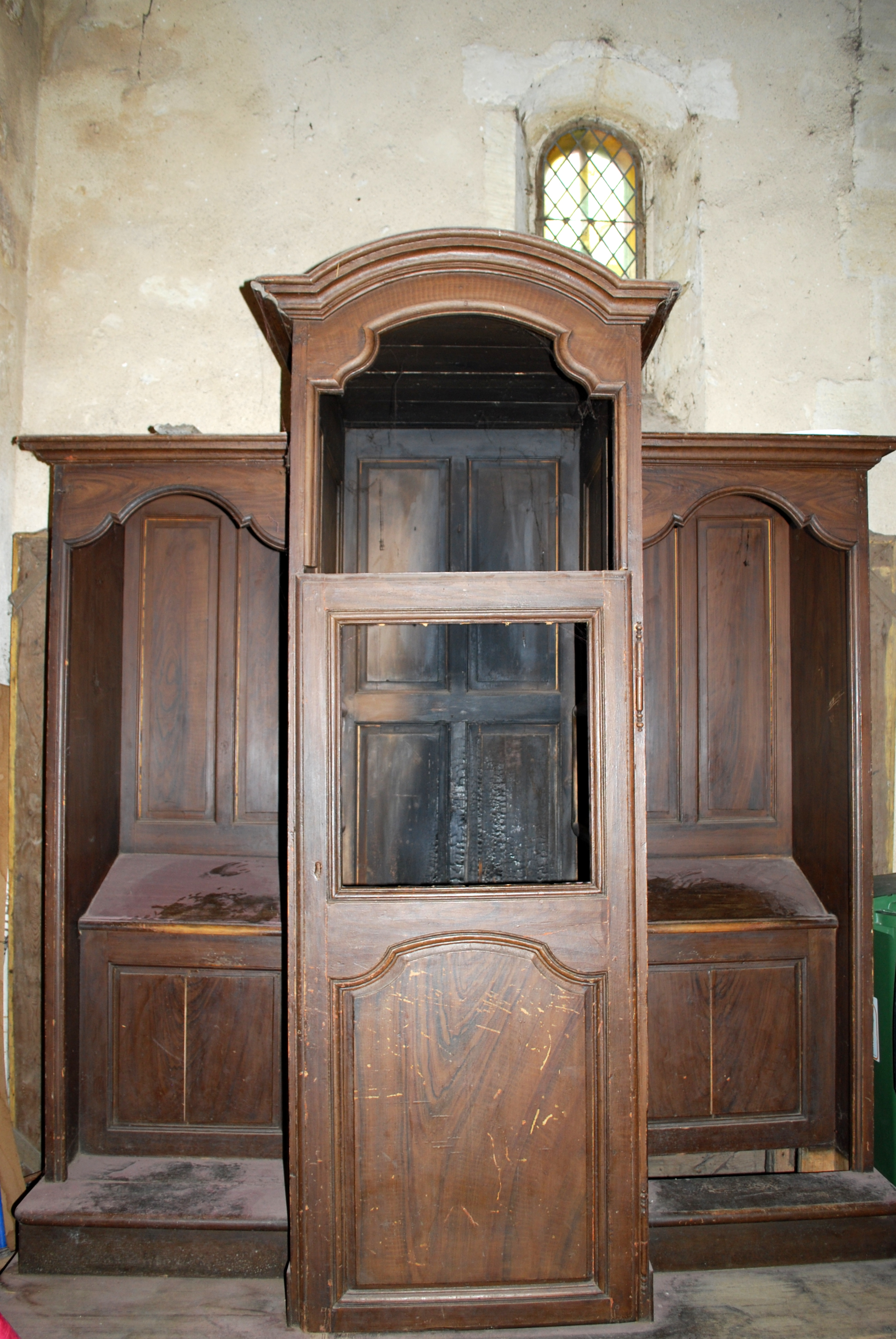
Confessionnal XIXe siècle
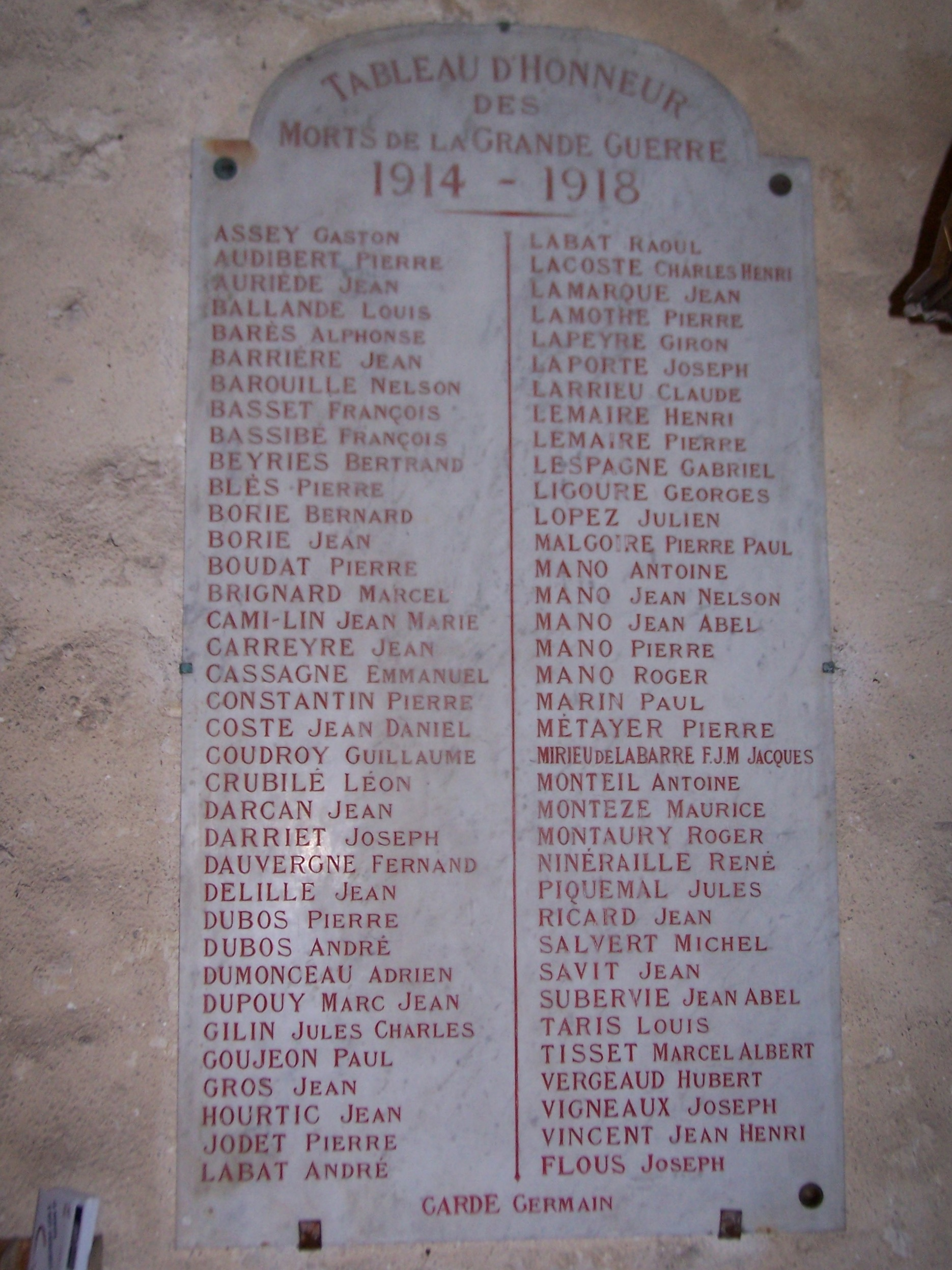
Tableau d'honneur

### Vitraux
Les vitraux sont modernes et datent de 1968.

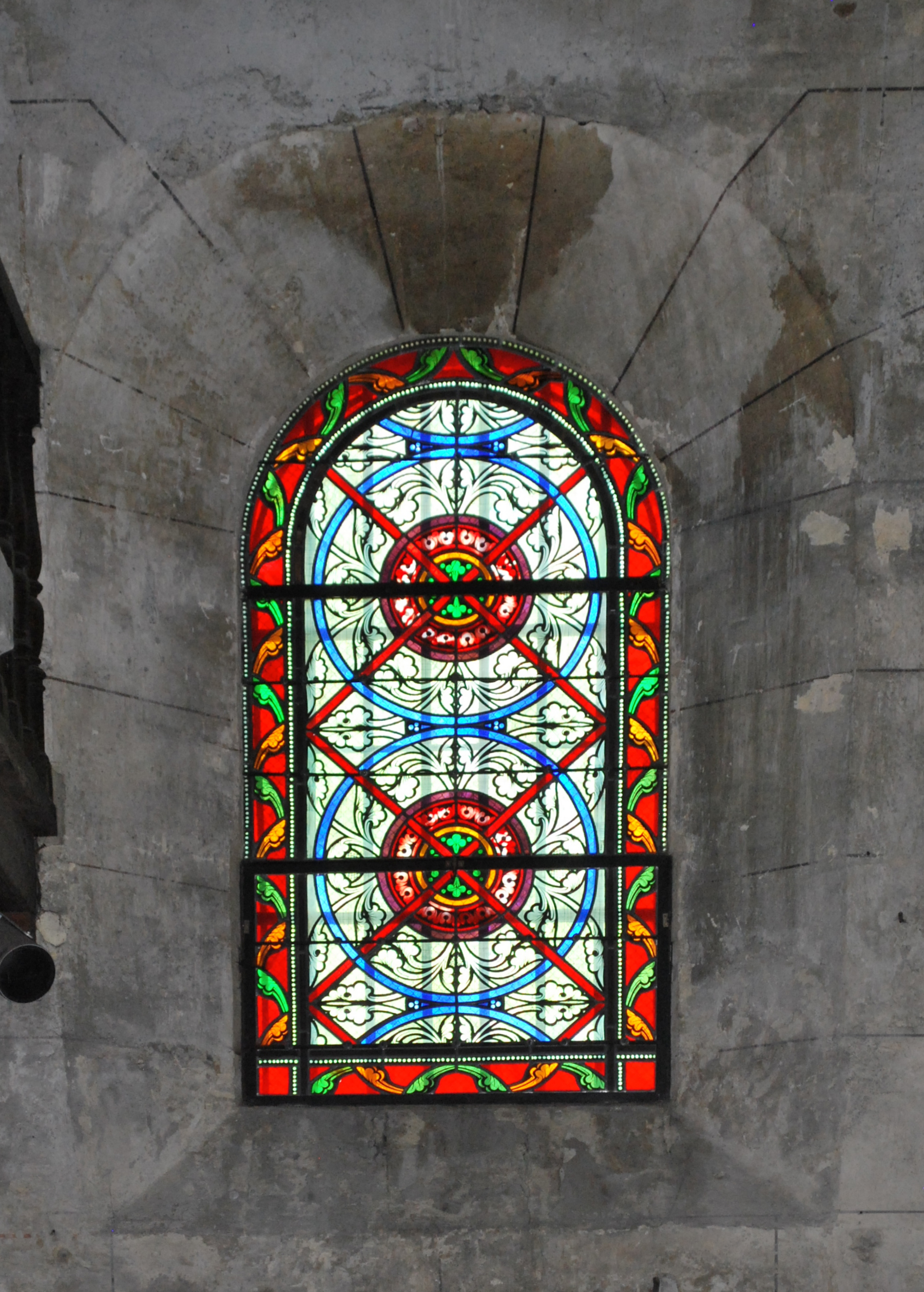
Nef nord
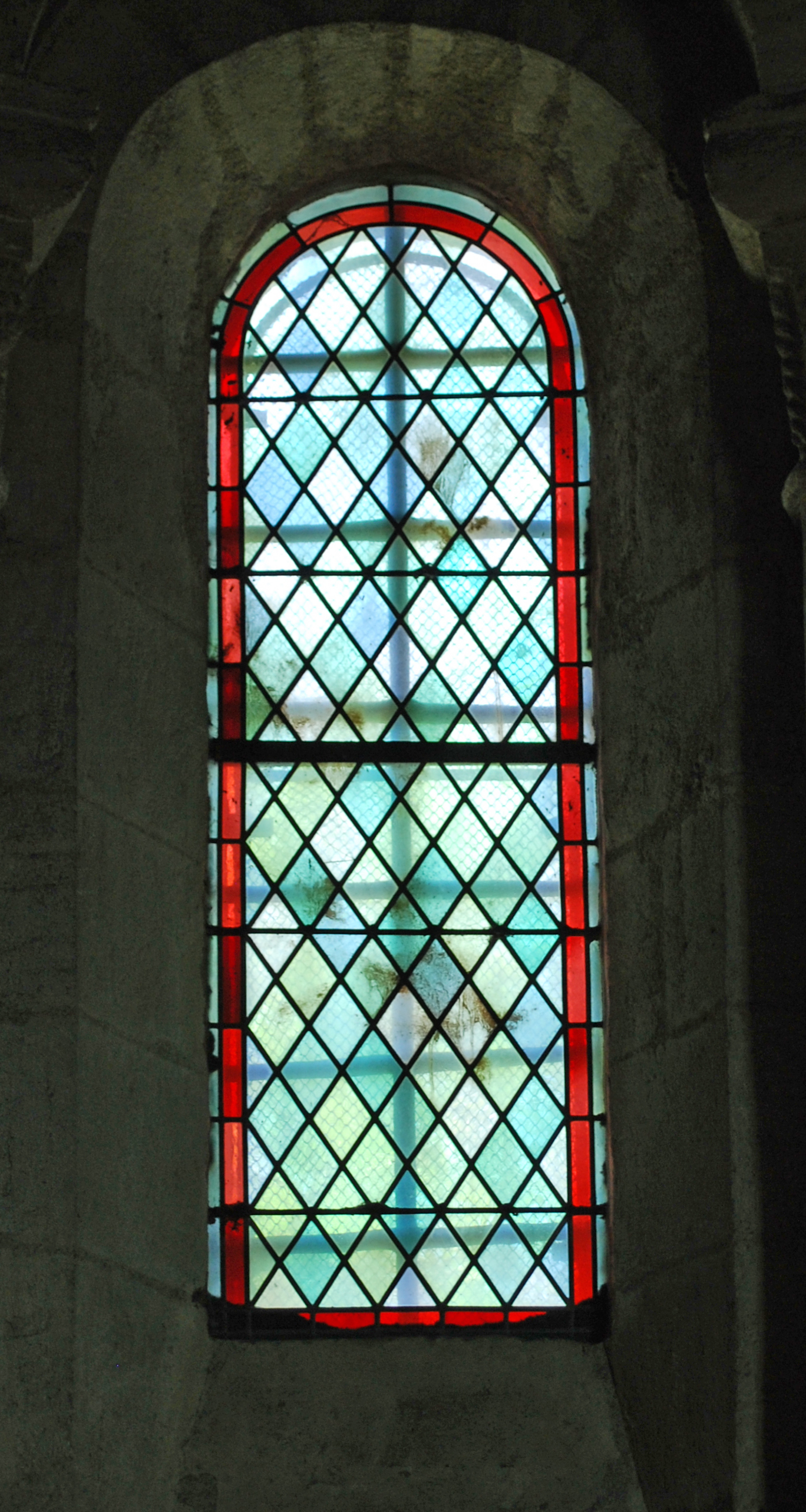
Abside a
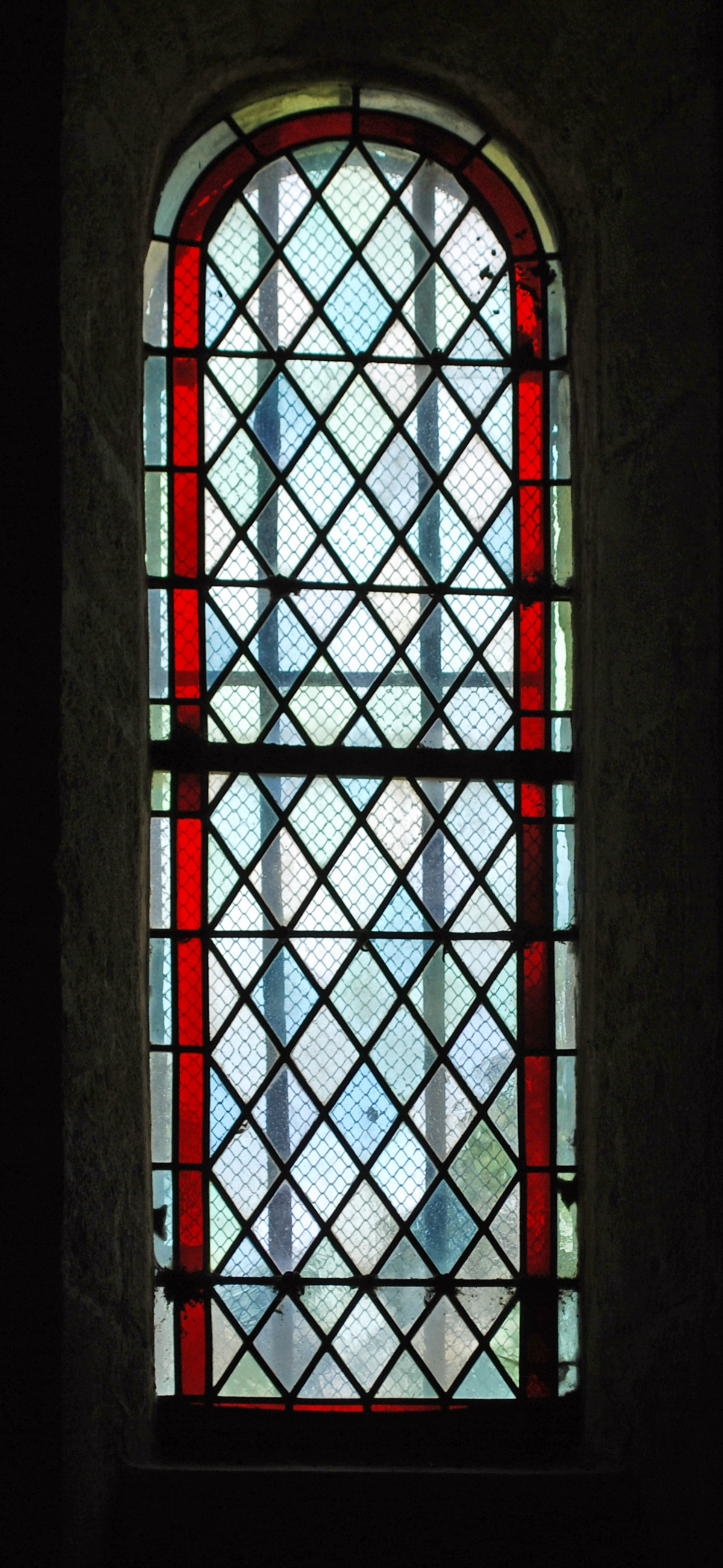
Abside b
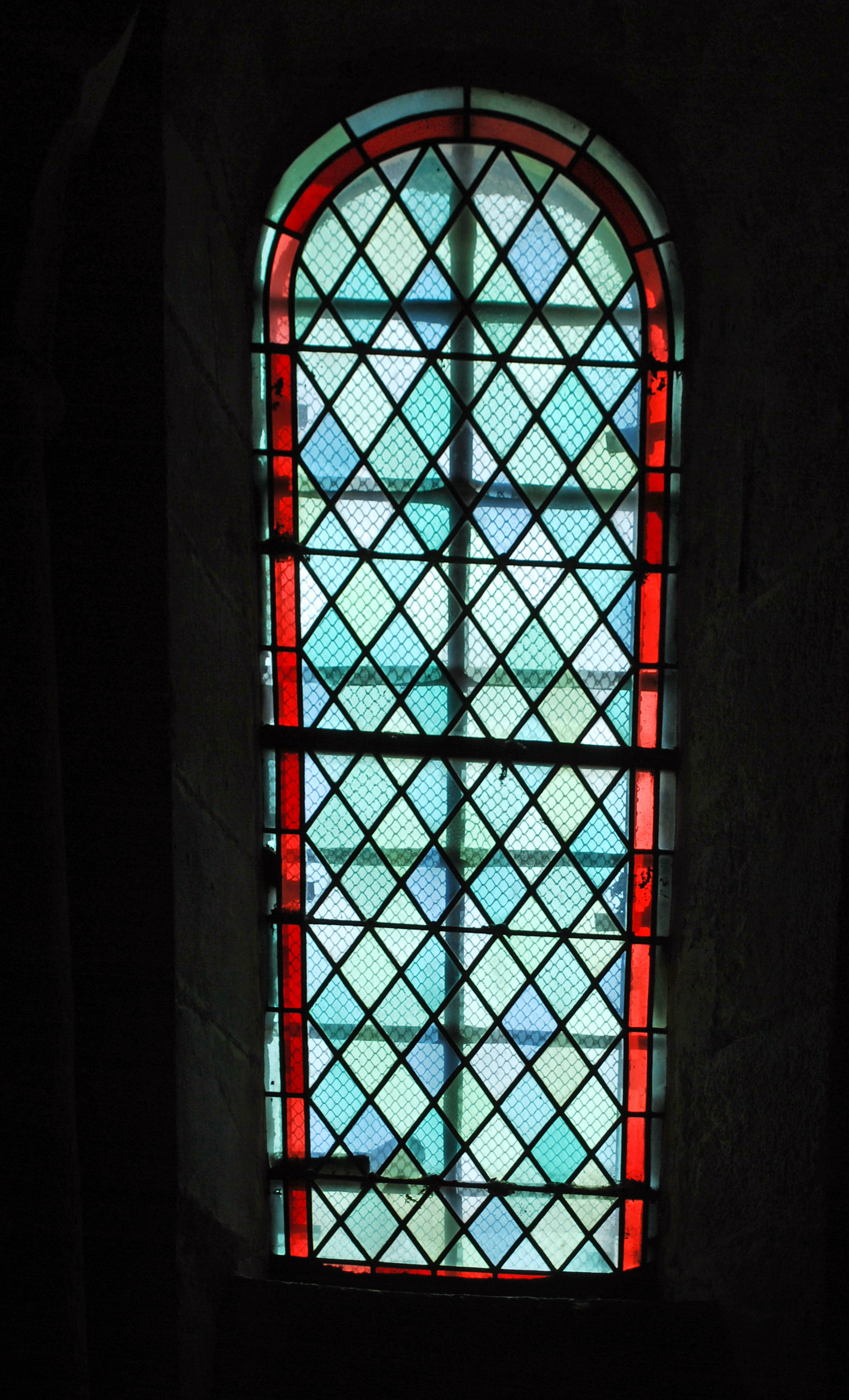
Abside c
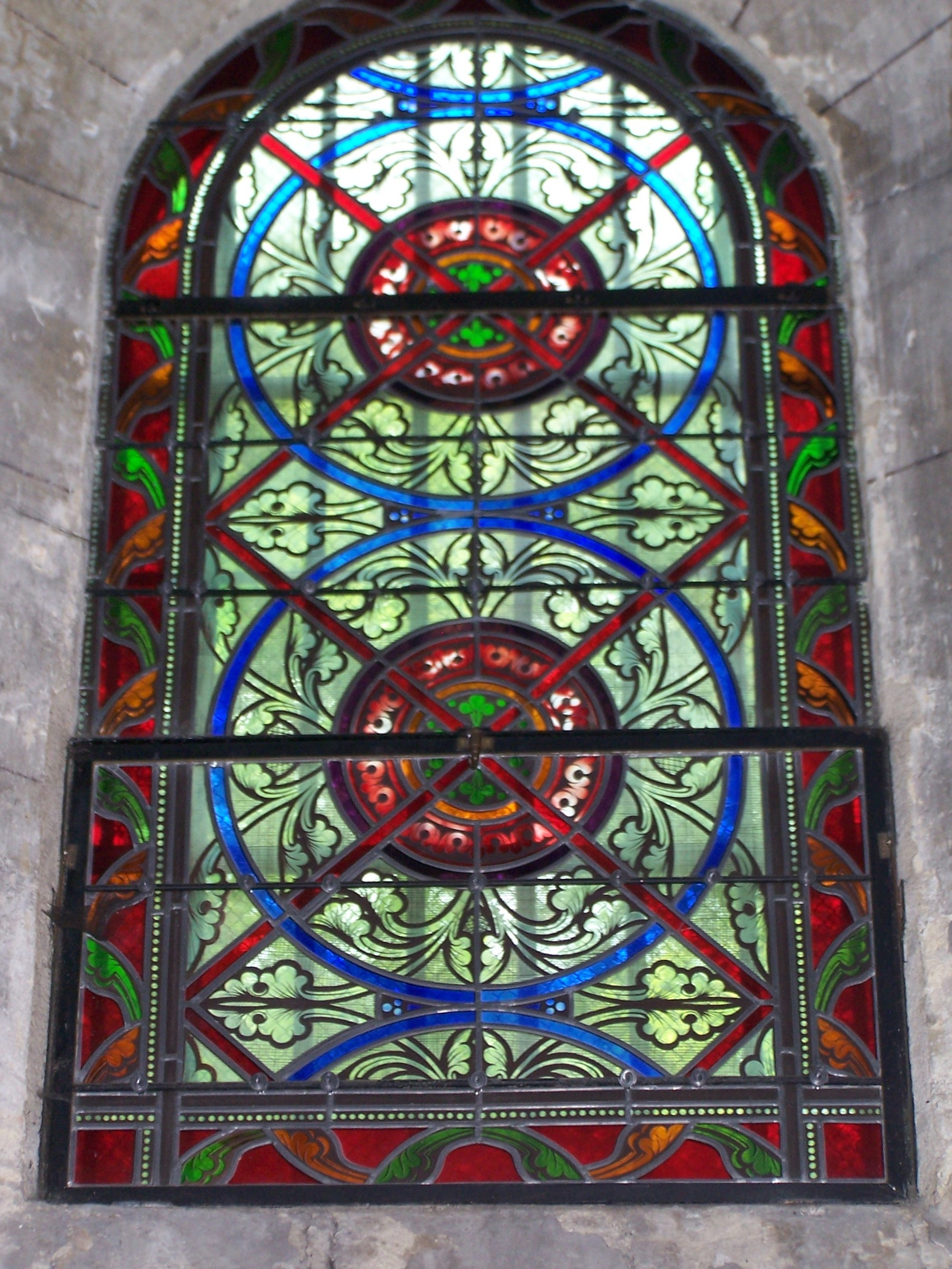
Nef sud

## L'extérieur

### L'abside
L'abside d'origine était à sept pans, mais la construction des chapelles nord et sud du transept au XVIIe siècle en a enlevé deux de chaque côté. Aujourd'hui, on peut voir, au-dessus de la toiture des deux chapelles, quelques modillons romans du XIIe siècle, qui suggèrent que ces compartiments disparus avaient la même type de décoration.
| - Pan Sud - Pan Est - Pan Nord |

| - Baie Sud - Baie Est - Baie Nord |

Les trois pans restants sont séparés verticalement par des contreforts plats sur lesquels s'engagent à moitié deux colonnes qui tiennent toute la hauteur de l'abside. Les murs des transepts empiètent un peu sur les colonnes terminales.
Deux zones divisent chaque pan de l'abside dans le sens horizontal :
- Un soubassement sur base assez élevée.
- Un premier étage où s'ouvrent les fenêtres qui s'appuient sur le cordon séparatif des deux zones. Ce cordon très simple rampe tout autour de l'abside et se profile sur les colonnes.
- Une corniche sur modillons couronne le rond-point. Elle se profile autour des chapiteaux pour en former le tailloir.

Chaque compartiment est percé d’une baie richement encadrée avec tête de claveaux moulurés et archivolte décorée d’un rang d’astéries à quatre pointes.
- La baie sud : Deux élégantes colonnettes isolées, à chapiteaux pyramidaux épannelés, s'élèvent dans les angles et soutiennent un tailloir orné de losanges. Ce tailloir se répète pour chaque fenêtre et se continue de chaque côté jusqu'au contrefort. Une riche archivolte couvre la fenêtre. Elle se compose pour chacune d'elles d'un rang d'astéries à quatre pointes, d'un réglet et de deux tores séparés par une gorge.
- La baie est semblable à la précédente, sauf les chapiteaux. Celui de gauche est couvert de deux serpents enlacés autour de troncs d'arbres. La corbeille de l'autre est ornée de deux oiseaux affrontés.
- La baie nord est semblable aux deux autres, sauf les chapiteaux : celui de gauche, couvert de trois rangs horizontaux d'astéries à quatre pointes séparées verticalement par des losanges multiples. L'autre est couvert d'ornements de même nature que le tailloir.

#### Les chapiteaux doubles de la corniche
- Premier double chapiteau : la base est enclavée dans le mur de la sacristie. Le premier chapiteau est très curieux, même la description pose problème : Drouyn lui-même renonce[3] : « je les ai dessinés, mais les ornements qui les couvrent sont si capricieux que je ne trouve pas de mots pour les décrire.

 »
| - Dessin de L. Drouyn |

| - Chapiteau Sud - Chapiteau S-E |

| - Chapiteau N-E - Chapiteau Nord |

On voit, aux angles de la corbeille, des pommes de pin, un symbole classique dans la sculpture romane. Sur la face principale on peut imaginer deux rangées de « draperies » ; la première pourrait correspondre à quatre tuniques plissées, car le bas de la corbeille a été martelé et les jambes éventuelles ont disparu. Dans ce cas on aurait des personnages avec leurs têtes et bustes cachés dans la deuxième rangée. Sur un chapiteau de la colonne sud-est, les pommes de pin ont été remplacées par des têtes humaines et il existe dans la Gironde quelques sculptures romanes de personnages avec la tête cachée. Cependant, ce chapiteau semble être unique en Gironde.
La deuxième corbeille est plus classique. Il s'agit de deux oiseaux affrontés devant une plante ou un arbre symbolisé par une tige verticale au centre de la face principale, une fleur à six pétales sur le dé central et deux grosses boules aux angles.
- Deuxième double chapiteau : le chapiteau de la première colonne est pyramidal ; le deuxième, dans le style d'un de ceux dessinés plus haut, à ceci près que les pommes de pin des angles sont ici remplacées par des têtes monstrueuses.
- Troisième et quatrième doubles chapiteaux : Ils sont très semblables. On trouve des feuilles d'acanthe et un dessin géométrique sur chacune des corbeilles.

#### Les modillons de la corniche
La corniche est soutenue par quinze modillons, dont huit sont figurés. Au-dessus des chapelles du transept, on peut distinguer d'autres modillons laissés en place lors de la construction du transept.
Le terme modillon désigne un support ornemental placé en saillie au faîte des murs afin de soutenir une corniche. L'ornement peut être géométrique ou figuratif. Les figures peuvent être des animaux familiers, des animaux mythologiques, des monstres démoniaques ou des humains. De plus, les figures humaines peuvent représenter des activités telles que : jouer d'un instrument de musique, exercer une activité de labeur ou une activité résolument sexuelle. Le clergé avait le contrôle total de l'iconographie dans les églises depuis le deuxième concile de Nicée en 787. S'il y a des sculptures « zoomorphes », « grotesques », « impudiques », etc., c'est parce que le clergé le voulait bien. Il y a donc une raison. Pour plus d'information : Iconographie des modillons romans.
Pan sud : Le premier est une sculpture géométrique ; le second une tête de loup ; le troisième, un homme accroupi jouant du psaltérion ; le quatrième est géométrique ; le cinquième figure des pierres en bossage.

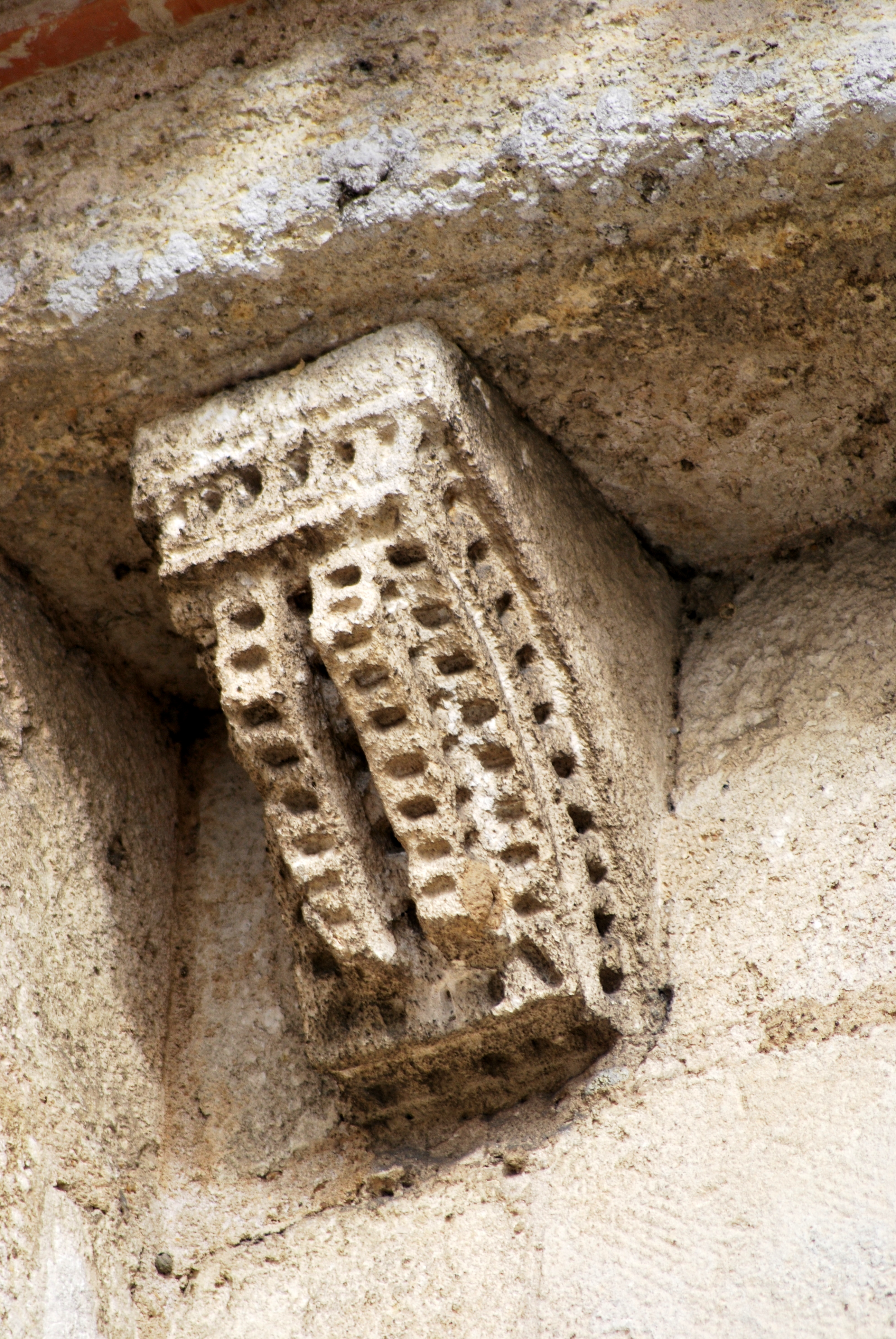
1. Géométrique
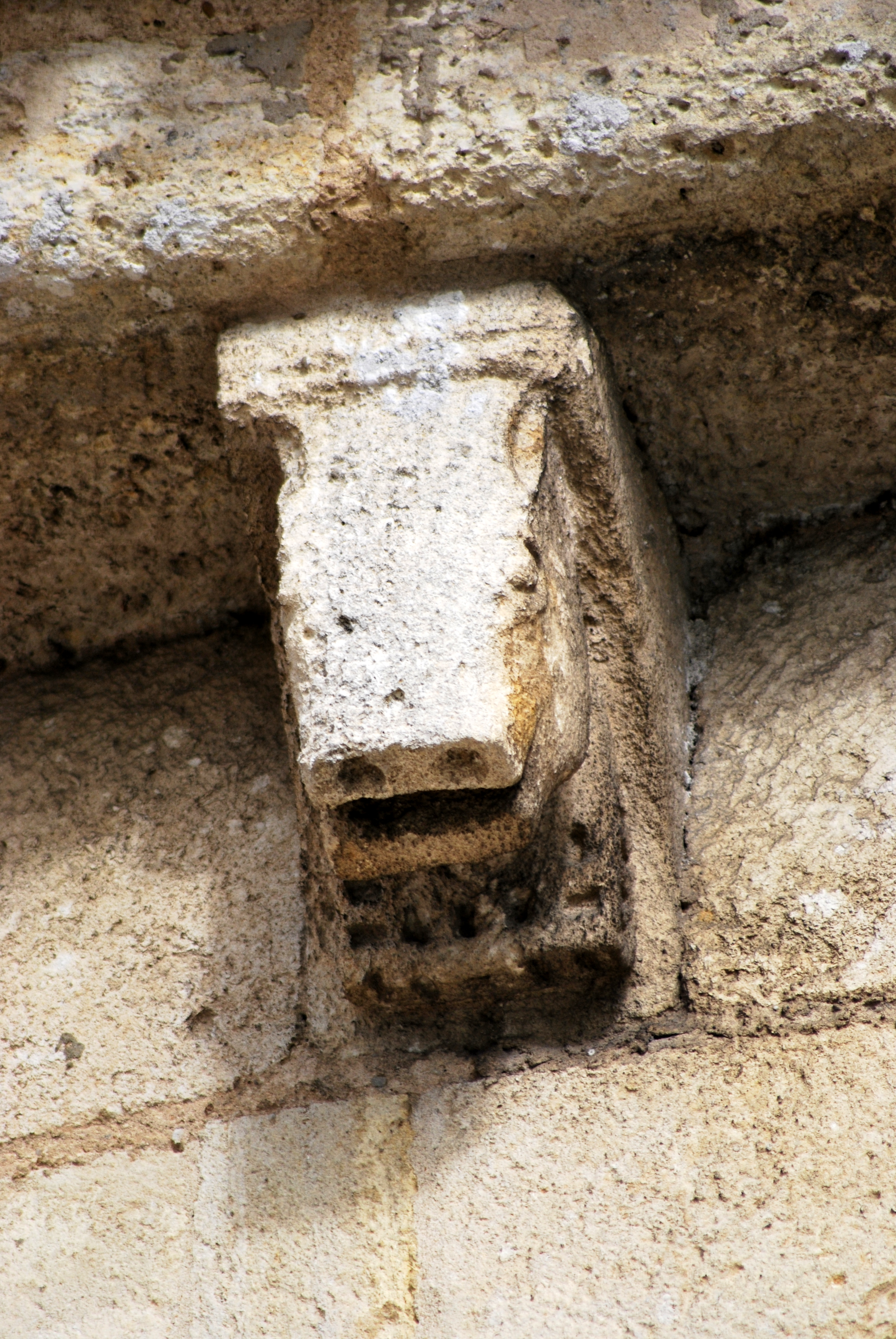
2. Tête de loup
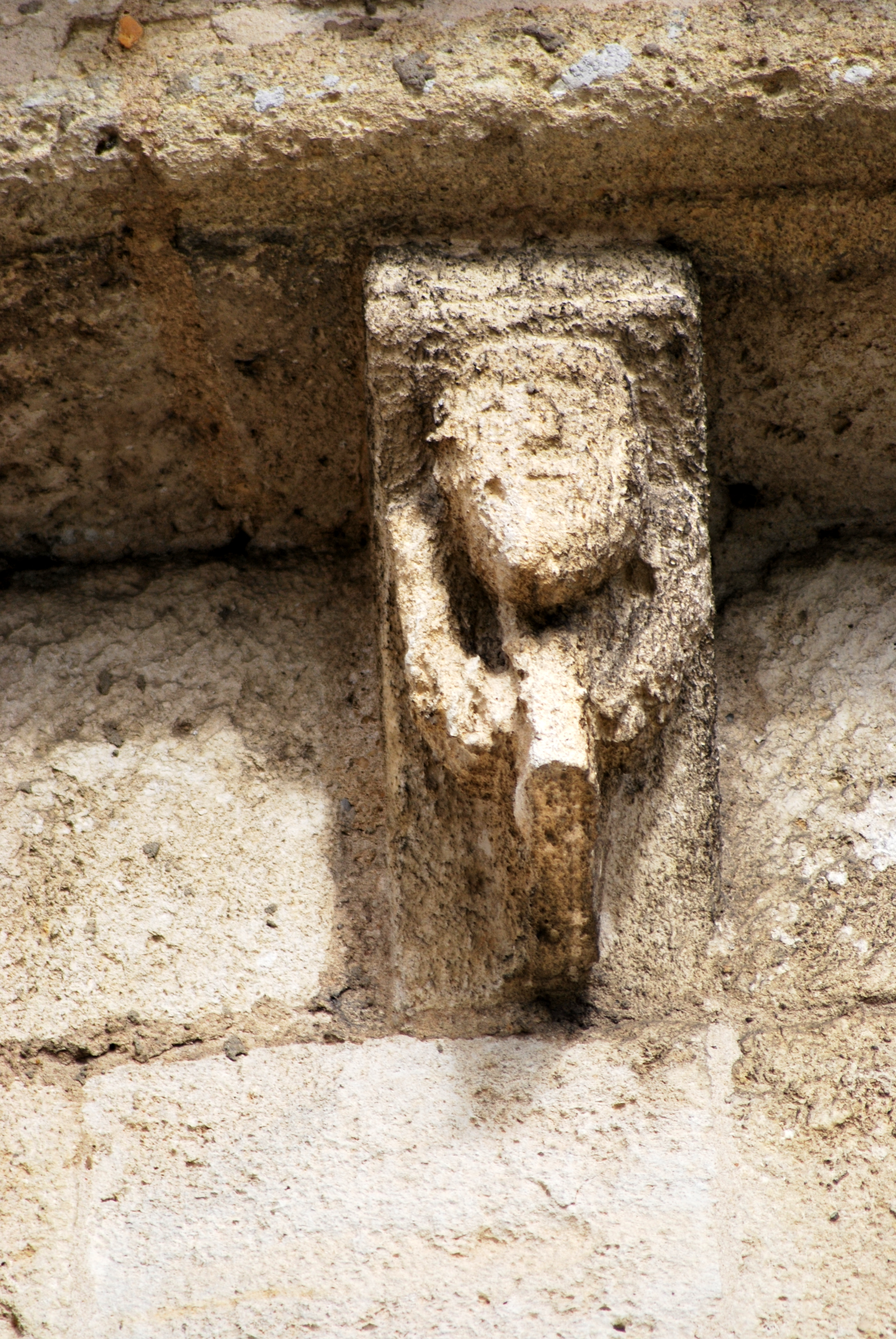
3. Joueur de psaltérion
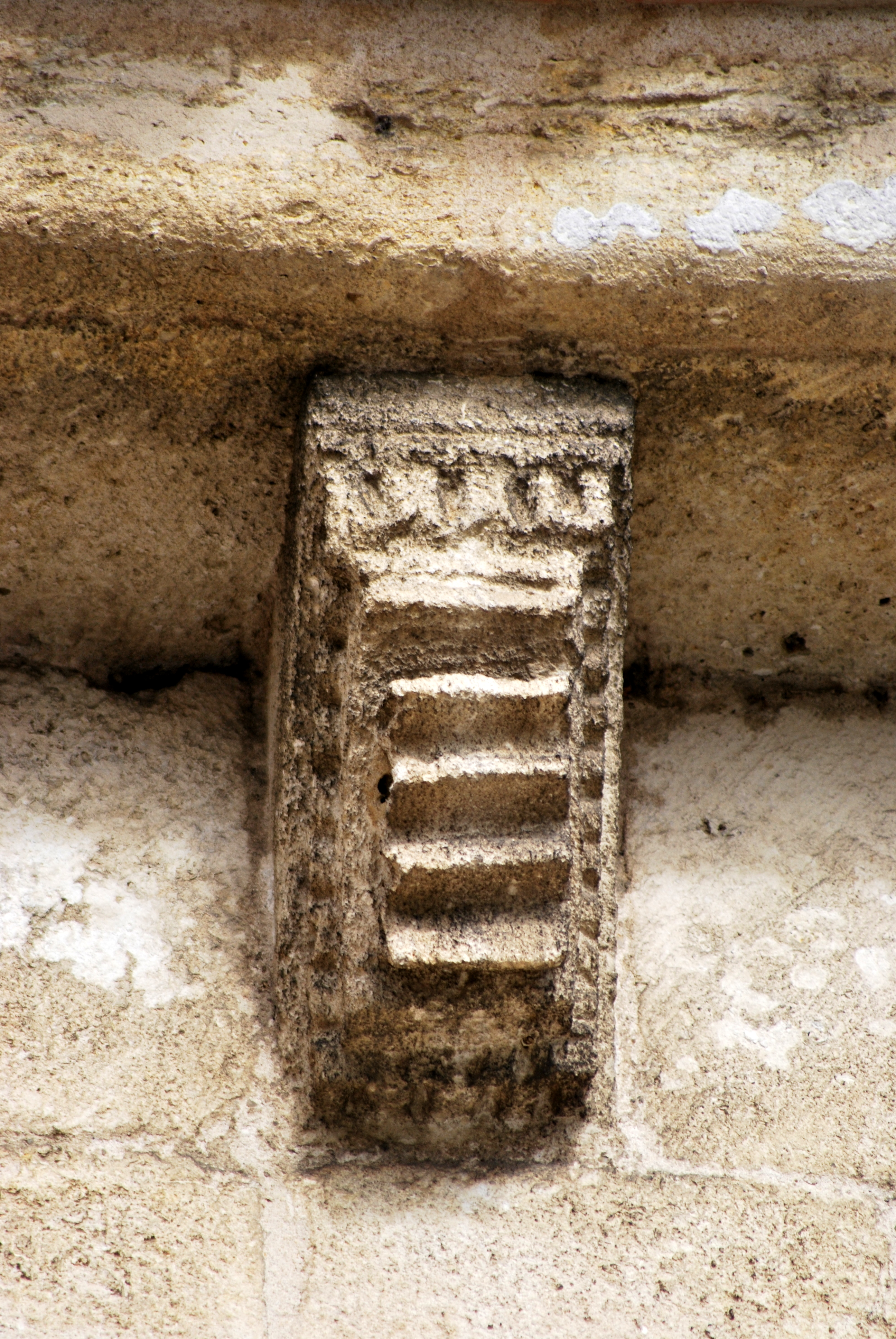
4. Géométrique
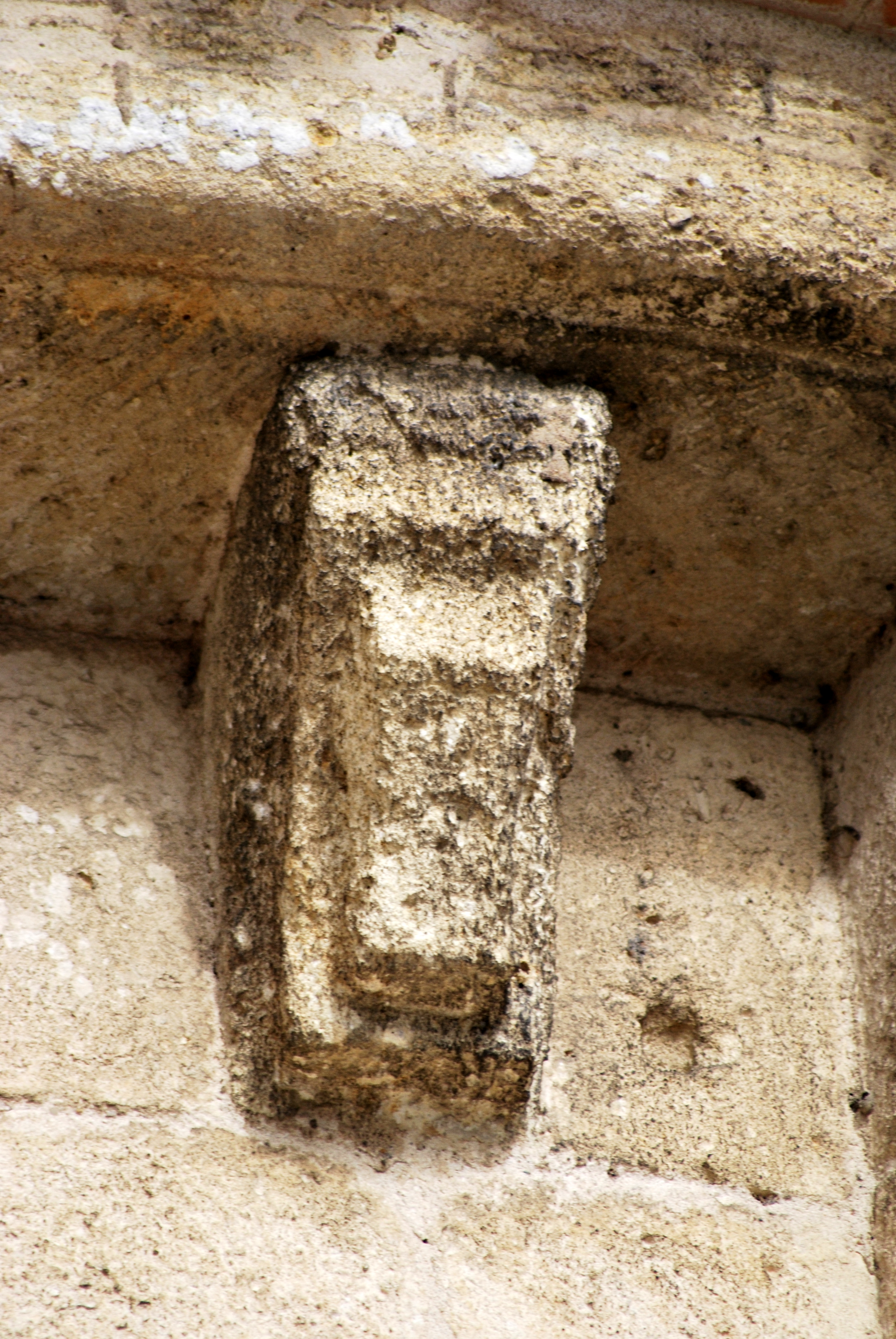
5. Bossage

Pan est : Le sixième est géométrique ; le septième, un personnage joue du flageolet ; le huitième, une femme nue accroupie, les bras et les jambes brisés ; le neuvième, un homme nu accroupi et ithyphallique, la jambe et le bras gauche brisés ; le dixième, des bossages.

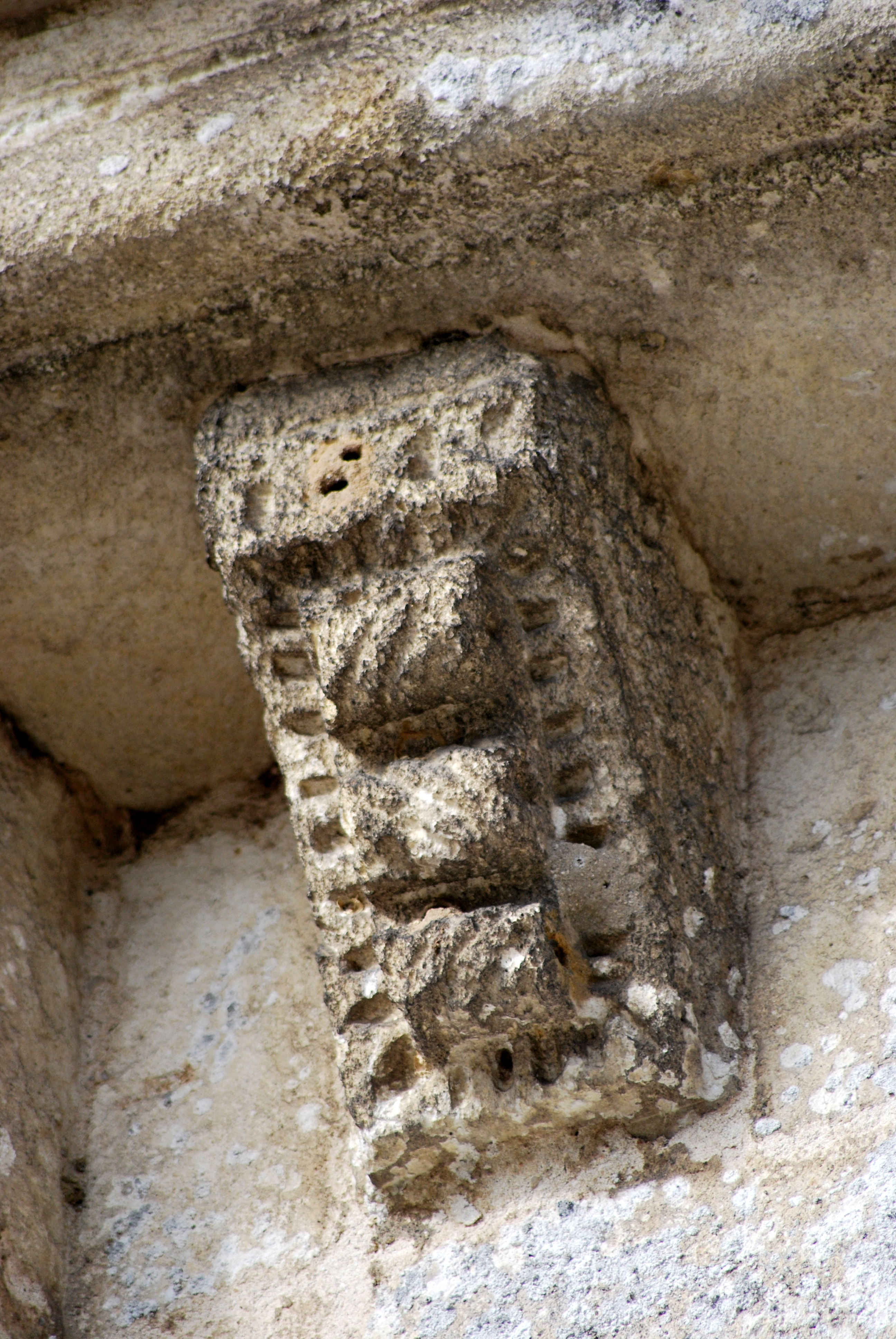
6. Géométrique
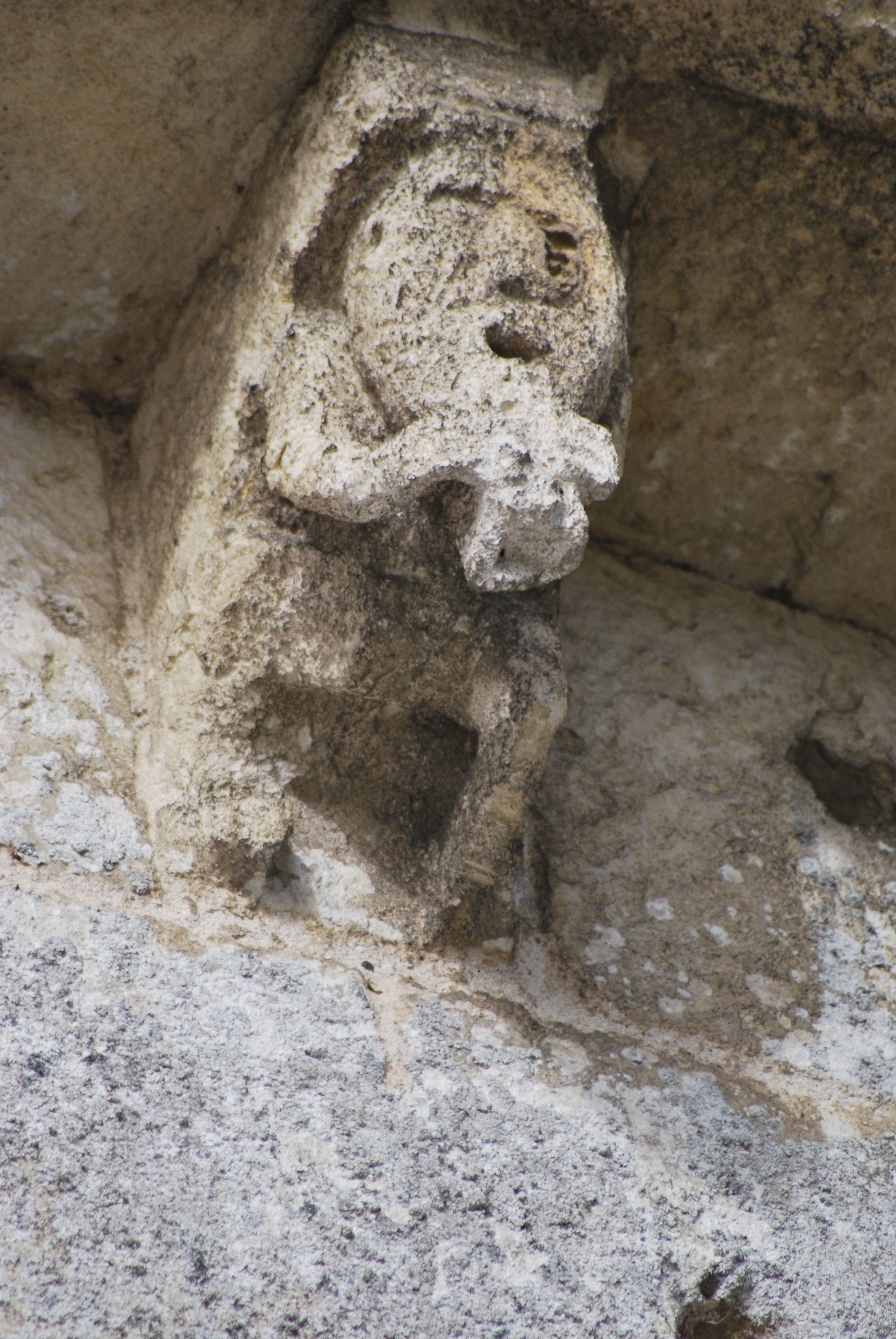
7. Joueur de flageolet
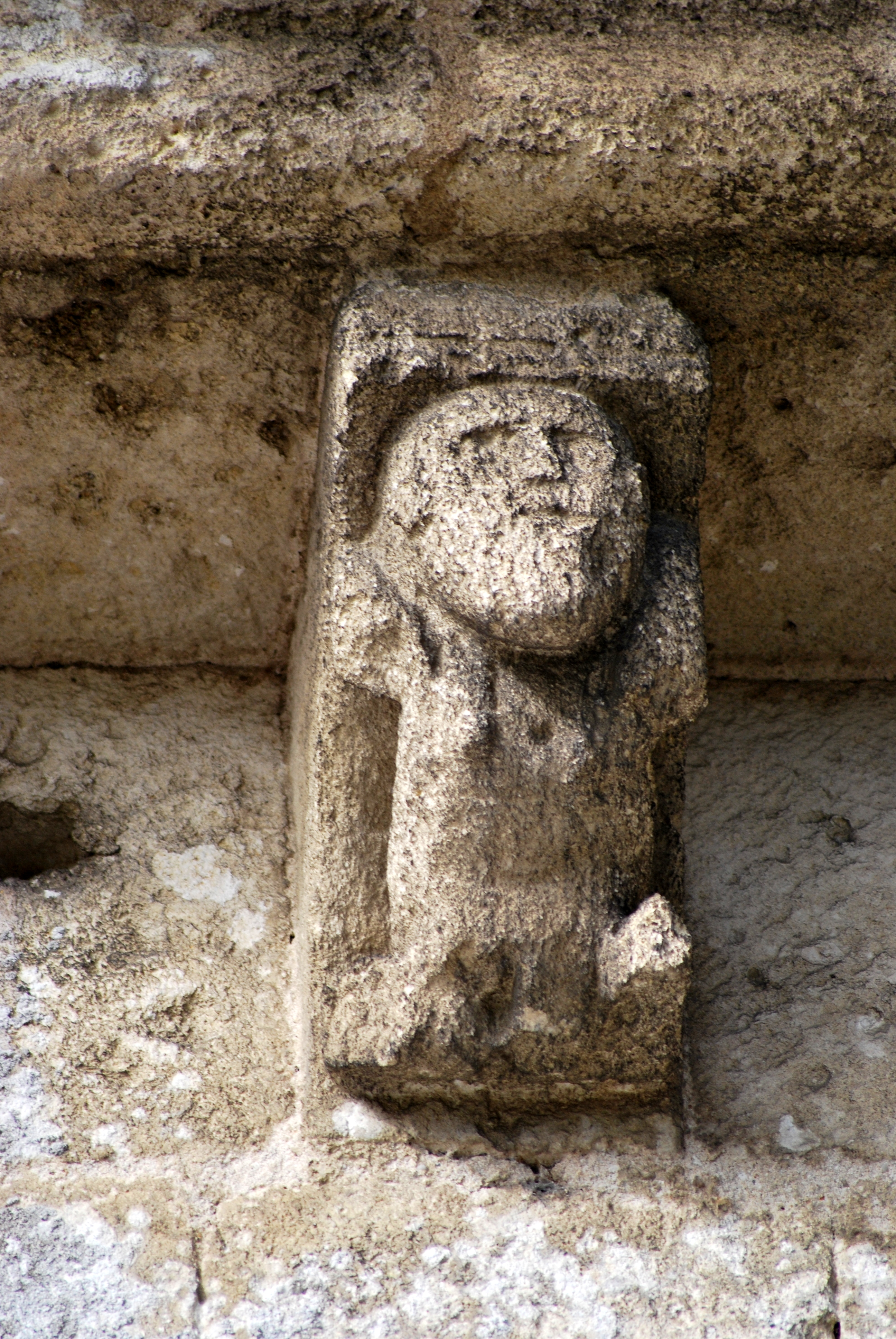
8. Femme nue
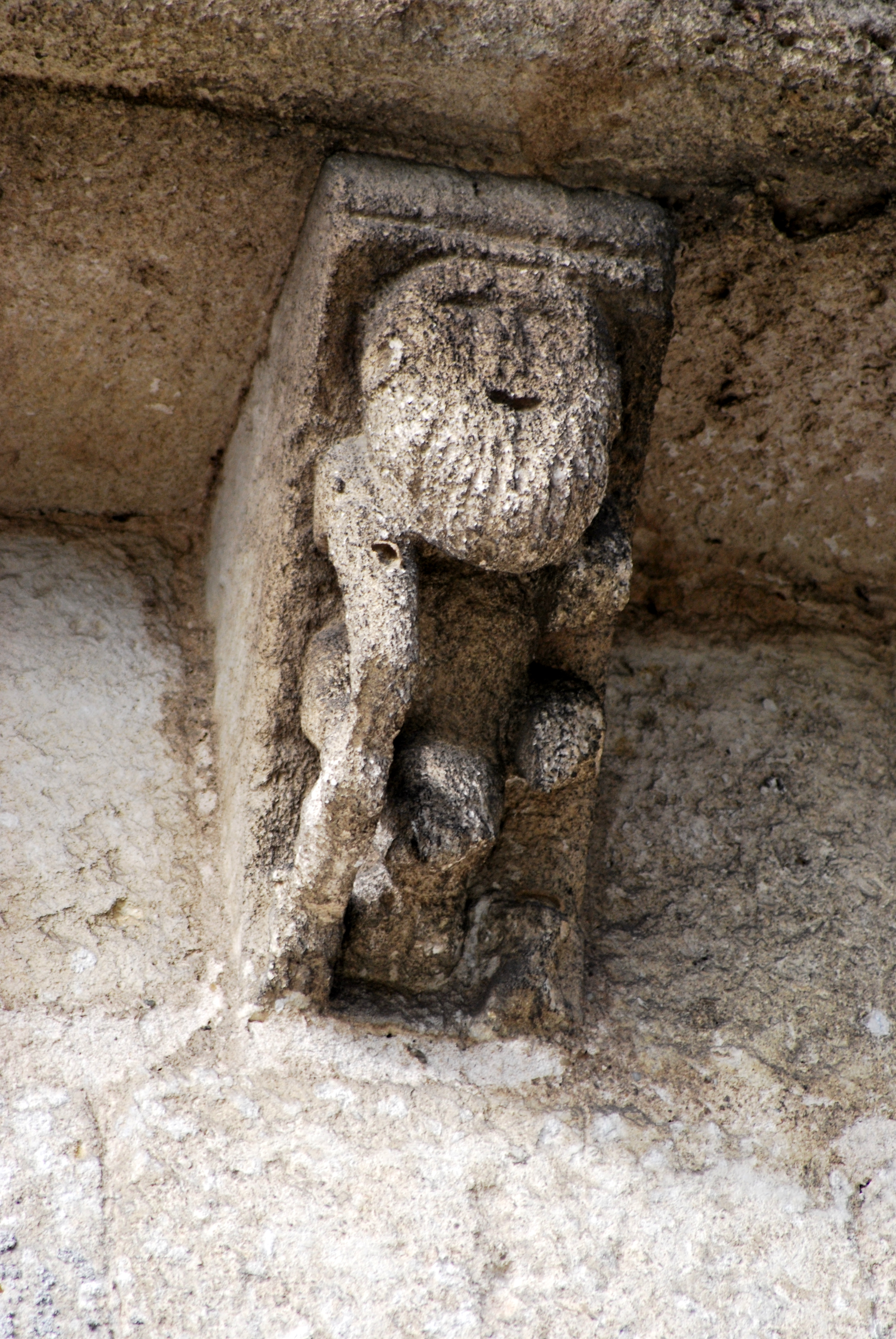
9. Homme nu
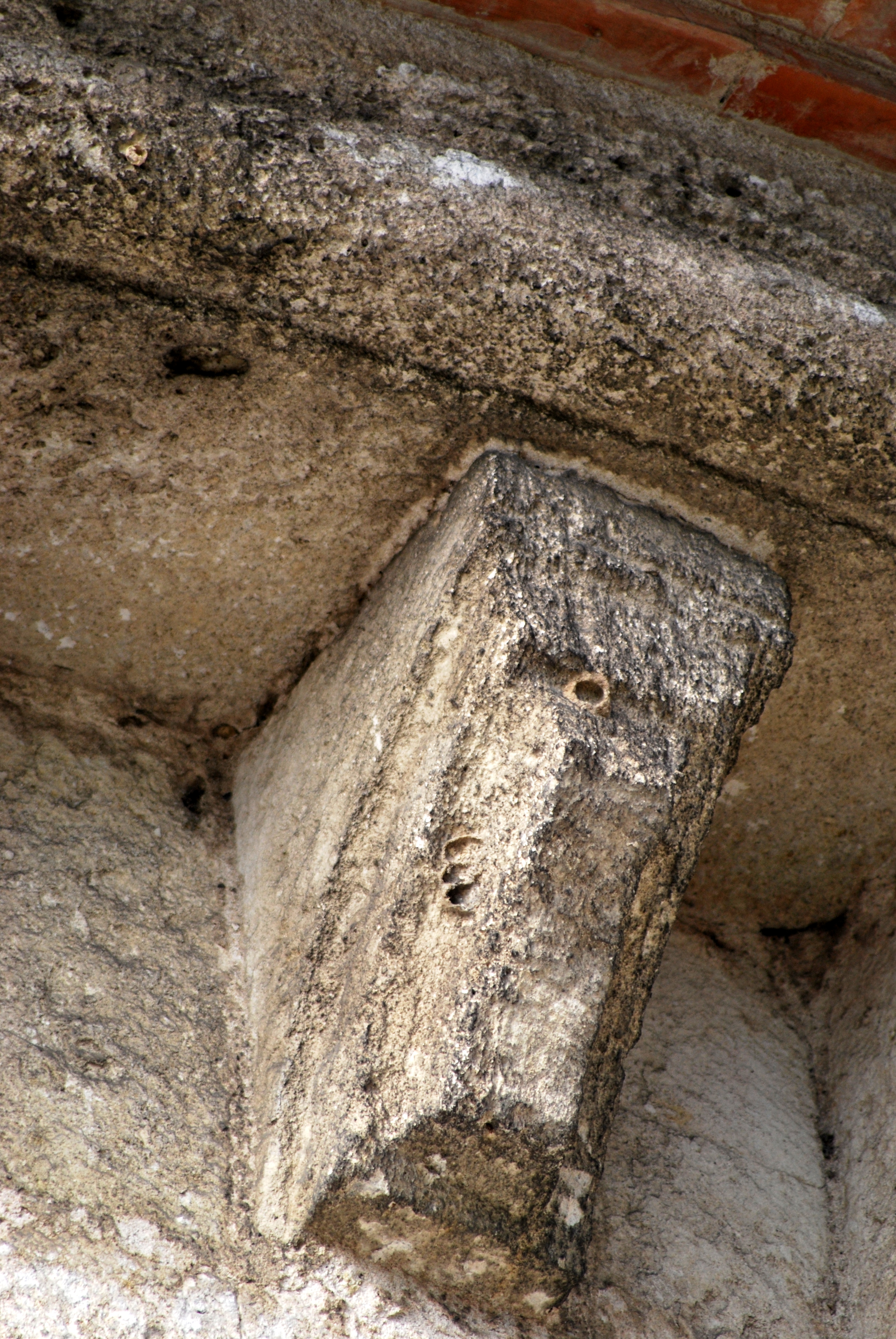
10. Bossage

Pan nord : Le onzième est géométrique ; le douzième, un homme qui porte un tonneau et paraît affaissé sons ce poids ; le treizième, un homme nu ithyphallique, le bras gauche mutilé ; le quatorzième, un animal qui ouvre la gueule et tire la langue ; le quinzième, des bossages.

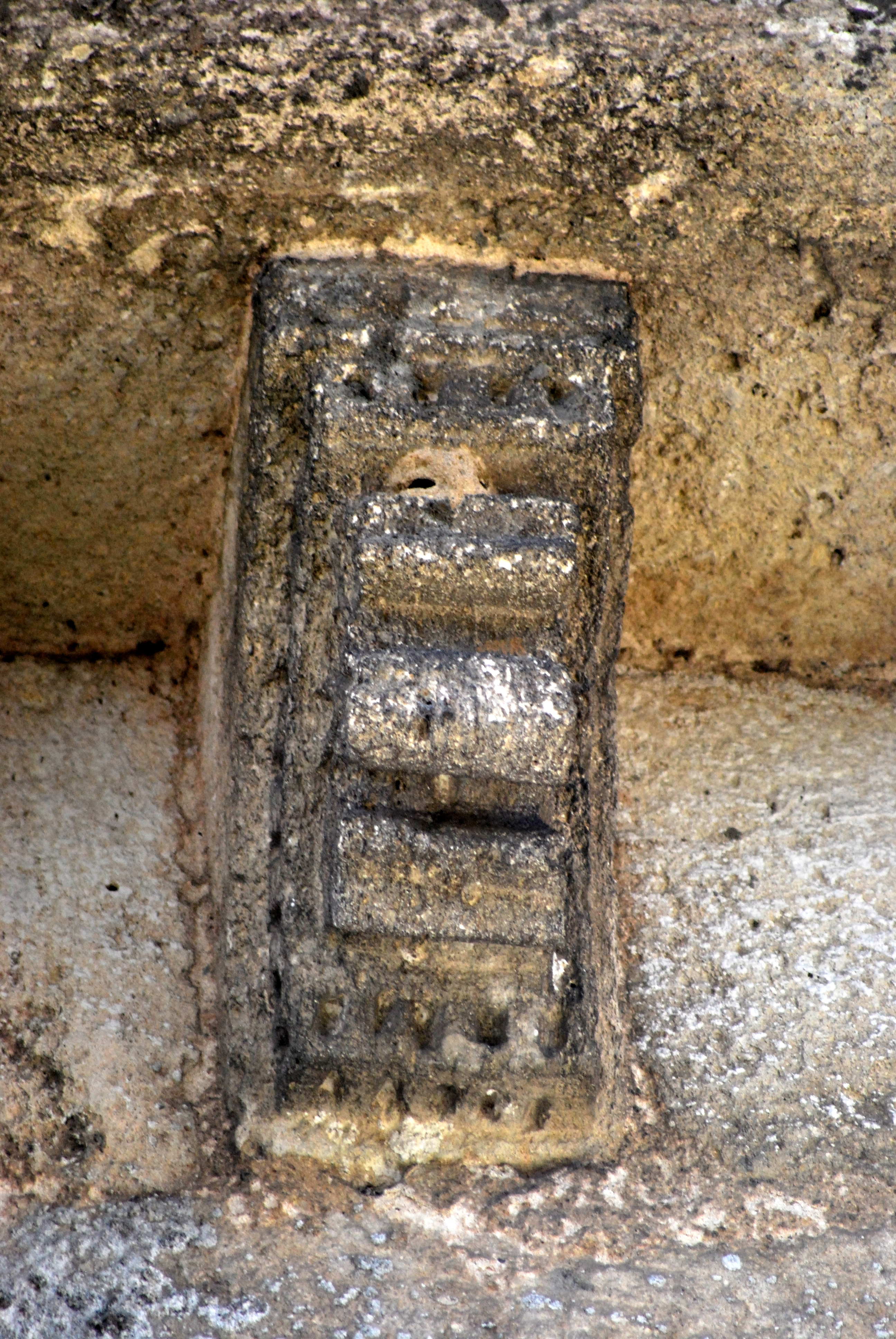
11. Géométrique
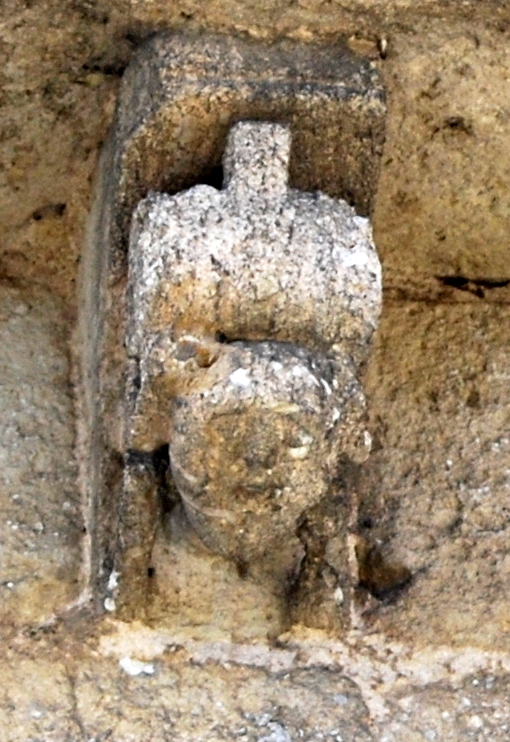
12. Porteur de tonneau
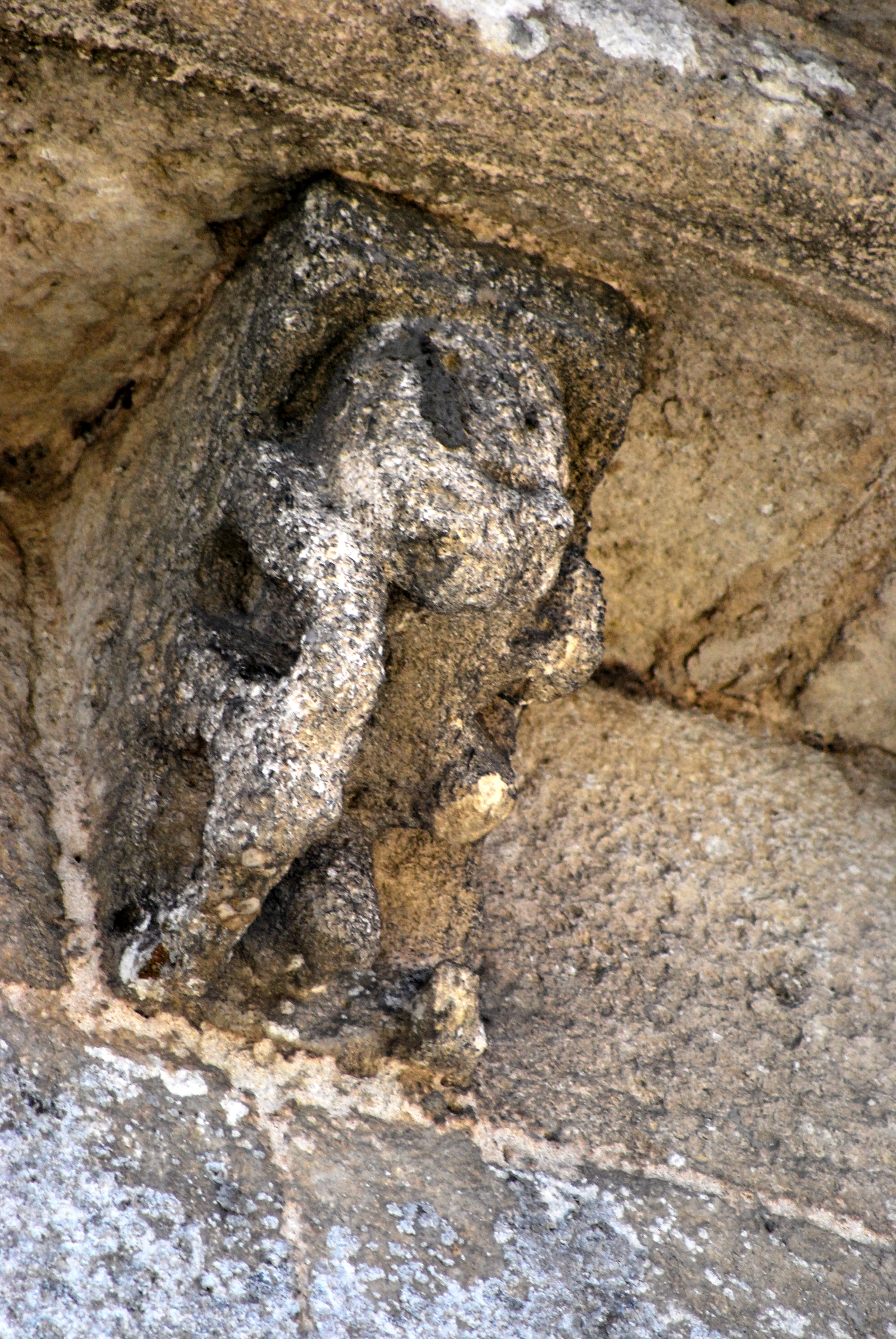
13. Homme ithyphallique
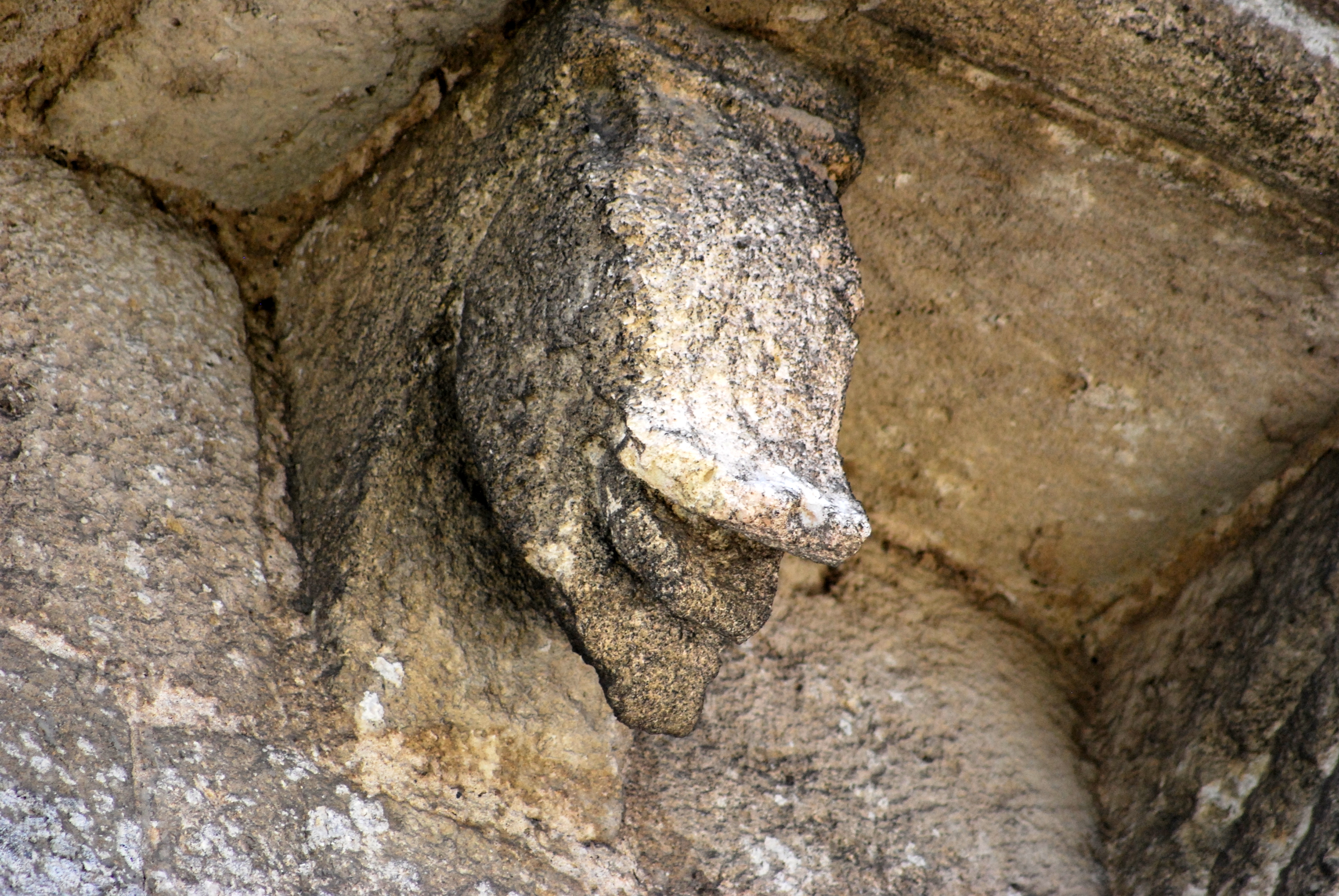
14. Bête tirant la langue
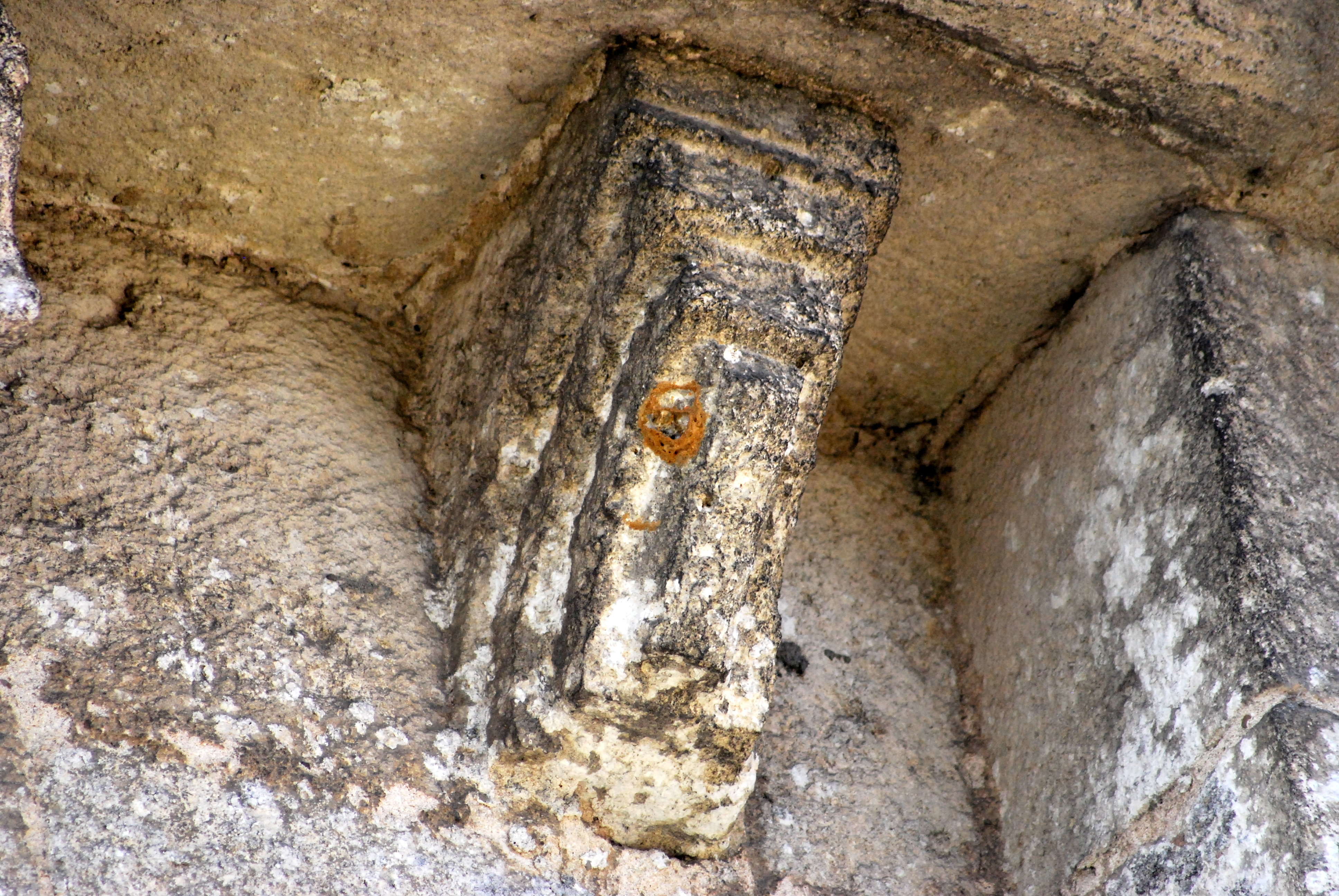
15. Bossages

Au-dessus des chapelles du transept on peut distinguer quelques modillons restants : au nord, on en voit deux géométriques et un lapin, symbole d'une sexualité débridée et, au sud, deux modillons géométriques.

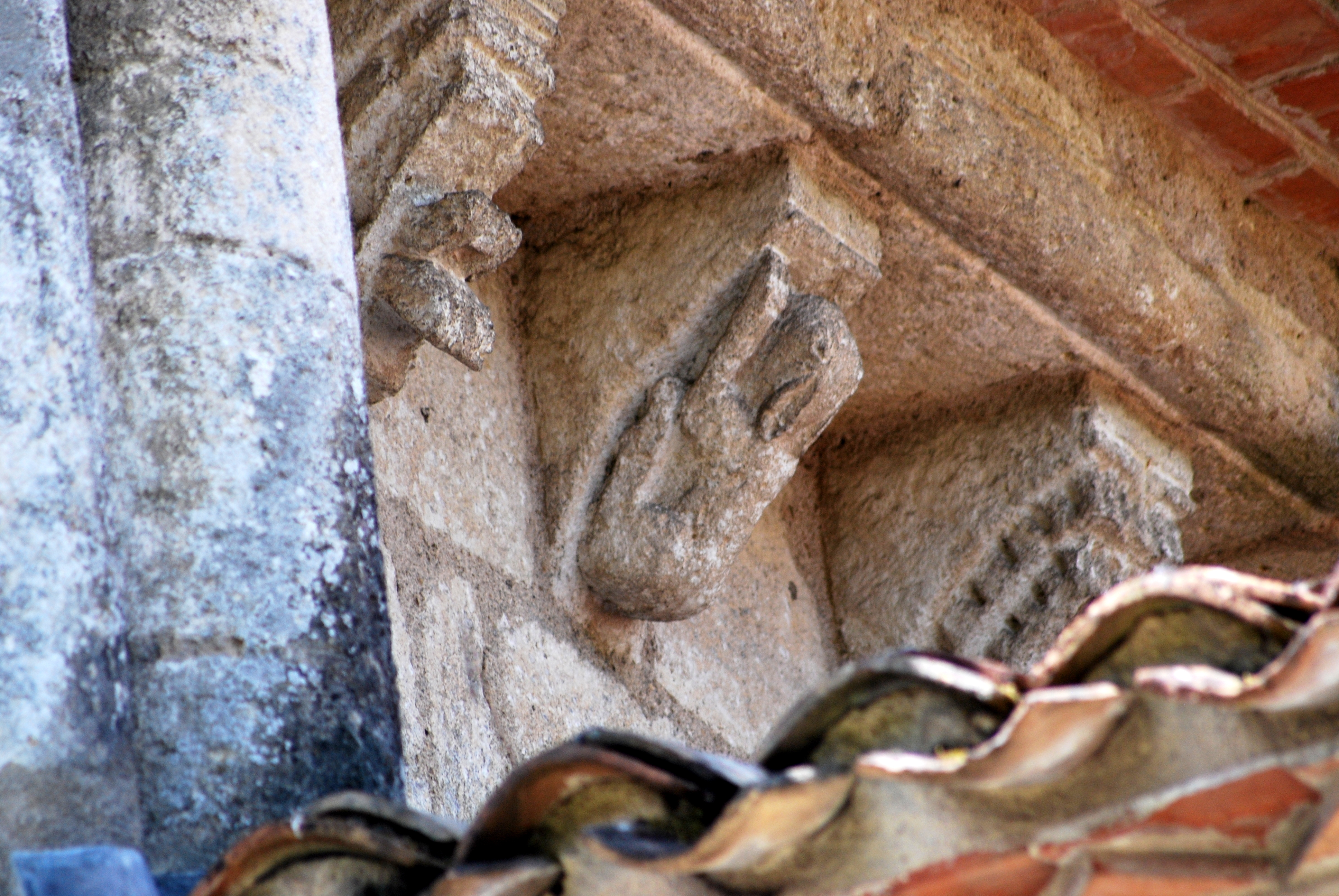
Chapelle nord
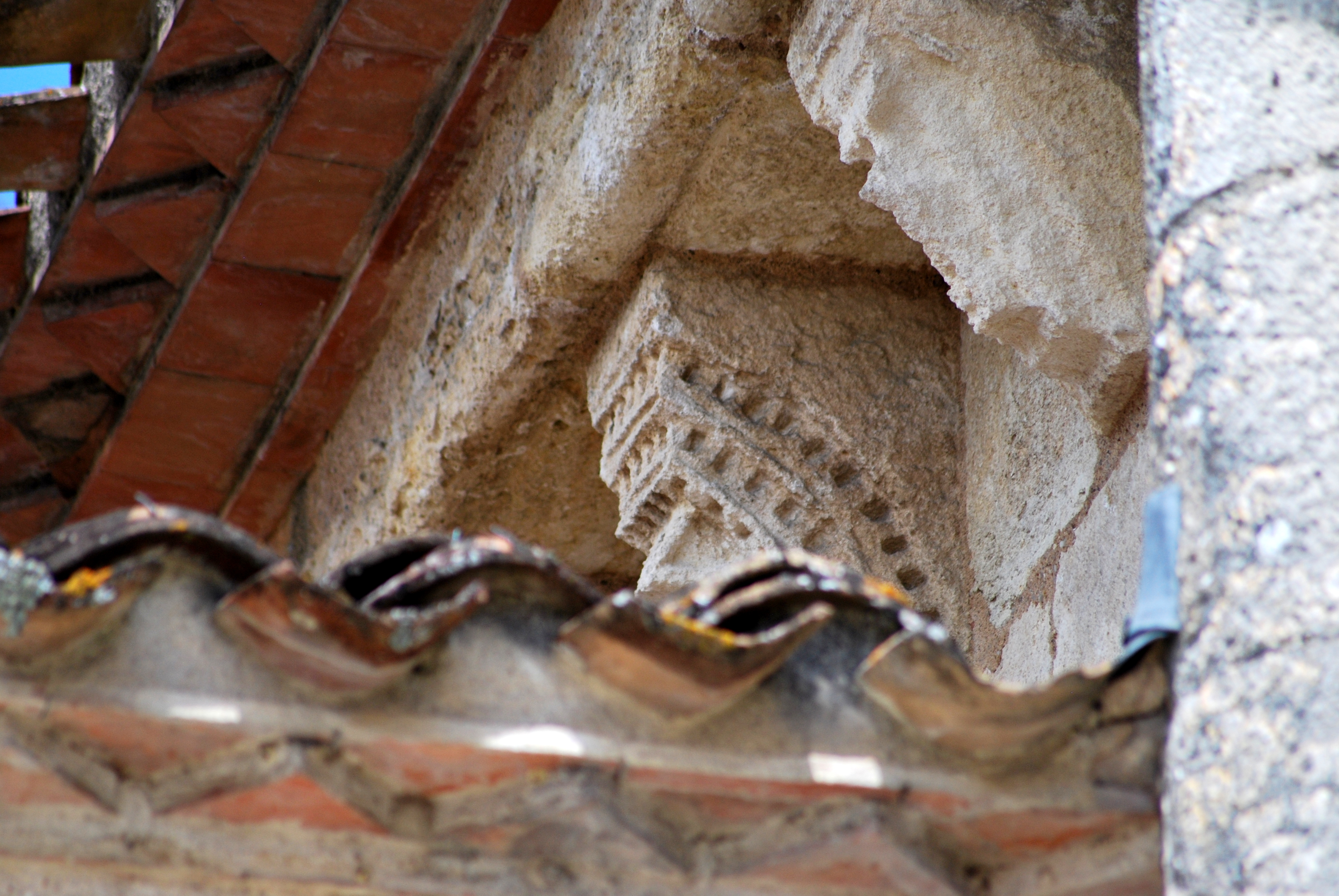
Chapelle sud

### Le clocher
|  |

Le clocher, qui occupe l’angle sud-ouest de l'église, est de forme carrée avec un soubassement élevé de 2 mètres environ ; à partir de cette hauteur, le clocher se rétrécit de 15 centimètres environ par un redans en doucine. Il est percé à son sommet de deux petites baies en plein cintre avec un seul rang de claveaux. Ces deux fenêtres se répètent identiquement sur les trois autres faces. Elles reposent sur un cordon à larmier, et, au-dessus, le clocher s'élargit de l'épaisseur d'une corniche romane en simple tailloir. Deux petites ouvertures éclairent l'escalier, qui est situé au sud dans l'intérieur du clocher.
L’appareil est roman mais le côté sud a été retouché.
À hauteur de la deuxième fenêtre, sur l'angle sud-est du clocher, se trouve le cadran (sans son gnomon) d'un cadran solaire daté de 1654.
À la Révolution, il y avait trois cloches de bronze : une grosse et deux petites. Le 1er décembre 1793, la grosse et une petite furent enlevées pour être fondues. La cloche qui restait portait l'inscription MIDF et la date 1610. En 1870, une nouvelle cloche du nom de Marie-Jeanne fut fondue et, en 1884, un autre le fut sous le nom de Marie-Andrée.

### Le mur sud de la nef
| - La nef, vue du Sud-Est - Inscription au-dessus de l'ancienne porte |

Une porte latérale sur le mur sud, percée en 1649, protégée par un porche rustique, fut fermée vers 1850 et le porche abattu. Il ne reste que l'inscription au-dessus de cet emplacement :
DEPENS + DELVRE + DE + L'EGLIZE + ETAN + RVAT
| - Une ancienne porte d'entrée. - vestiges de cadrans canoniaux |

Juste à côté, une autre porte plus ancienne existait. L’ancienne sacristie, datant du XVIIe siècle, qui se situait contre le mur sud, fut détruite en 1874 lors de la suppression du cimetière. Un bâtiment, qui servait de sacristie, devant cet emplacement, est visible sur un dessin du XIXe siècle. Le fait que l'on trouve les vestiges des cadrans canoniaux gravés sur le mur près de cet emplacement suggère qu'il s'agissait de l'entrée de l'église originelle pour le clergé.
Ces cadrans, que l'on trouve gravés sur les murs sud de la nef des églises romanes et presque toujours près de la porte d'entrée du clergé, étaient utilisés pour indiquer le moment de la journée pour pratiquer certains actes liturgiques.

## Le cimetière
| - Croix de cimetière |

D'après les registres de la paroisse, au moins treize personnes ont été enterrées dans l'église, en différents endroits, entre 1675 et 1789. Le cimetière originel entourait l'église jusqu'en 1856. L'enclos actuel qui délimite le site correspond à cet ancien cimetière.
A l’occasion de travaux de refonte du parvis et de canalisations autour de l'église, des fouilles préventives ont été réalisées de septembre à décembre 2013. C'est alors que plusieurs phases d'occupation de l'ancien cimetière ont pu être établies dans le secteur nord-est, avec, en particulier, la découverte inattendue de deux sarcophages mérovingiens des Ve siècle-VIIIe siècle marquant une utilisation du lieu comme espace funéraire (près de 250 sépultures datant du second Moyen Âge à l'époque moderne ont été découvertes). Quelle que soit la période, la densité d'inhumations est très forte tout autour de l'église, avec de nombreux recoupements, à l’exception du secteur sud. Les orientations des tombes sont en majorité ouest-est, la tête à l'est.
La croix du cimetière, qui date d XVIIe siècle est toujours en place, face au porche.

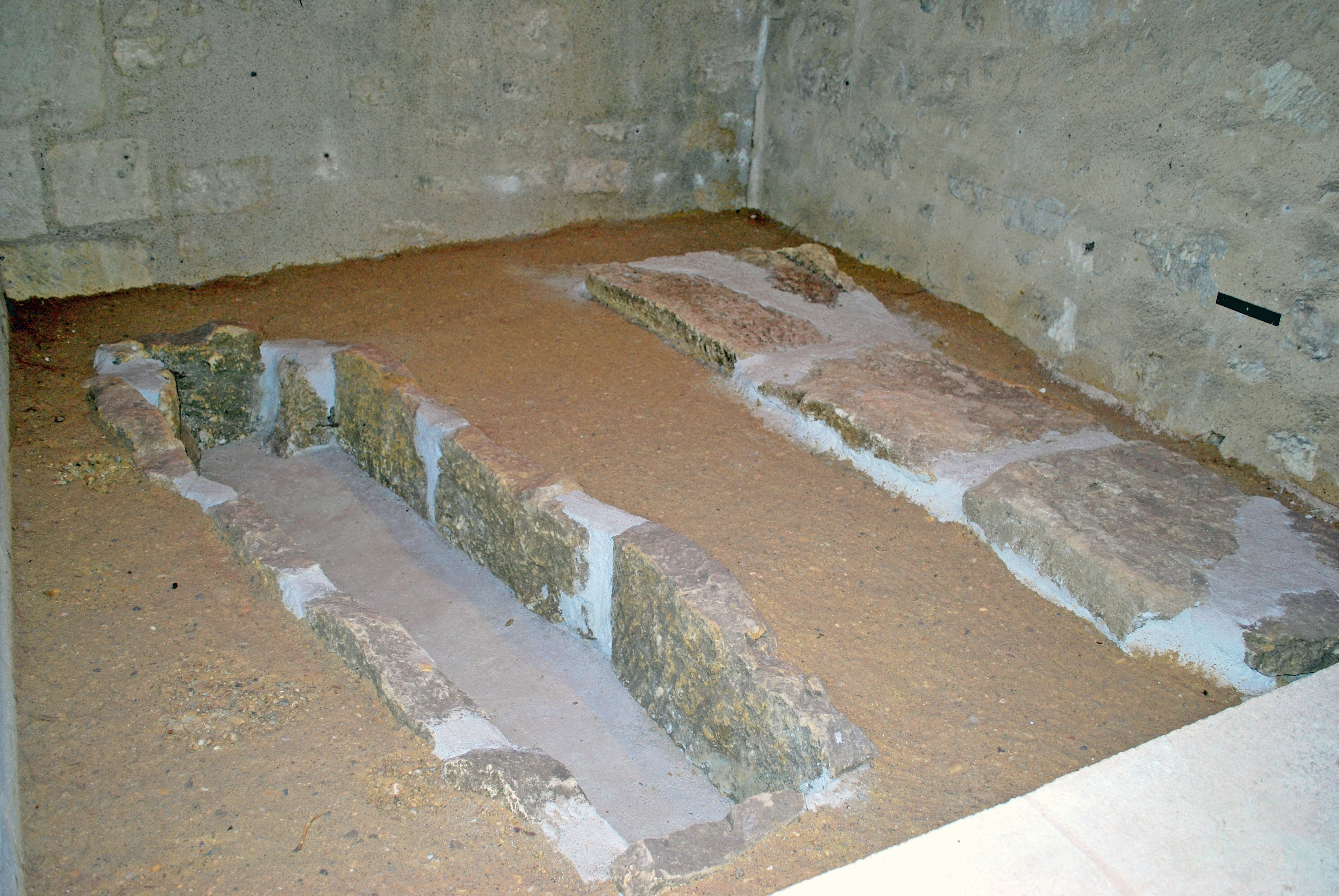
Deux coffrages médiévaux

### Coffrages médiévaux duXIIeetXIIIesiècles
Au cours des fouilles de 2013, deux sépultures inhumées dans des coffrages médiévaux du XIIe et XIIIe siècles ont été découvertes.  Ces sépultures sont reconstituées dans le porche de l'église. Elles sont construites à l'aide de plusieurs blocs rectangulaires disposés verticalement autour des corps. Dans chaque cas, une logette céphalique destinée à accueillir la tête du défunt a été aménagée au moyen d'une ou plusieurs petites pierres. Après le dépôt du corps, chacune des sépultures était close par un couvercle constituée de plusieurs blocs scellés par du mortier, avec, dans un cas, le remploi d'un fragment de la cuve d'un sarcophage mérovingien. Ces deux sépultures ont livré les ossements de deux sujets adultes : un homme âgé d'au moins 20 ans au moment de son décès et une femme de plus de 40 ans.